# Zwischenzug
|  | No s'ha de confondre amb zugzwang. |

El zwischenzug (terme alemany que significa «jugada intermèdia») és un tema tàctic en escacs mitjançant el qual un jugador, en lloc de fer el moviment esperat (normalment una recaptura d'una peça que n'ha capturada una de pròpia immediatament abans, en primer lloc interposa un altre moviment, que provoca una immediata amenaça que el rival ha d'atendre, i només després fa el moviment esperat abans (Hooper & Whyld 1992:460) (Golombek 1977:354). Idealment, el zwischenzug provoca un canvi de situació en benefici del jugador que el fa, com ara un guany de material, o com a mínim evita una forta continuació a favor de l'oponent.
Aquesta mena de moviment és anomenat també d'altres maneres en la literatura especialitzada, com ara intermezzo (Cox 2007:216), o, en anglès intermediate move (Kasparov 2008:208), o in-between move (Burgess 1997:494) (Horowitz & Reinfeld 1954:180–97). Quan la jugada intermedia és un escac, de vegades és citada com un "in-between check" (Horowitz & Reinfeld 1954:183–85), "zwischenschach" (van Perlo 2006:479), o "zwischen-check" (Mednis 1997:270).
Com passa amb qualsevol tema tàctic d'escacs comú, és impossible de determinar amb precisió quan el zwischenzug fou jugat per primer cop. Tres exemples primerencs serien Lichtenhein-Morphy, Nova York 1857; Rosenthal-De Vere, París 1867; i Tartakower-Capablanca, Torneig de Nova York 1924. El primer ús conegut del terme zwischenzug, de tota manera, és de 1933, quan els prolífics escriptors d'escacs estatunidencs Fred Reinfeld i Irving Chernev el van fer servir al seu llibre Chess Strategy and Tactics (Estratègia i Tàctica en escacs).

## Història
|   | a | b | c | d | e | f | g | h |   |
| 8 | a8 negres torre · d8 negres dama · e8 negres rei · h8 negres torre · a7 negres peó · c7 negres peó · d7 negres alfil · f7 negres peó · g7 negres peó · h7 negres peó · c6 negres peó · c5 negres alfil · d5 negres peó · e5 blanques peó · e4 blanques alfil · a2 blanques peó · b2 blanques peó · c2 blanques peó · f2 blanques peó · g2 blanques peó · h2 blanques peó · a1 blanques torre · b1 blanques cavall · c1 blanques alfil · d1 blanques dama · e1 blanques rei · h1 blanques torre | a8 negres torre · d8 negres dama · e8 negres rei · h8 negres torre · a7 negres peó · c7 negres peó · d7 negres alfil · f7 negres peó · g7 negres peó · h7 negres peó · c6 negres peó · c5 negres alfil · d5 negres peó · e5 blanques peó · e4 blanques alfil · a2 blanques peó · b2 blanques peó · c2 blanques peó · f2 blanques peó · g2 blanques peó · h2 blanques peó · a1 blanques torre · b1 blanques cavall · c1 blanques alfil · d1 blanques dama · e1 blanques rei · h1 blanques torre | a8 negres torre · d8 negres dama · e8 negres rei · h8 negres torre · a7 negres peó · c7 negres peó · d7 negres alfil · f7 negres peó · g7 negres peó · h7 negres peó · c6 negres peó · c5 negres alfil · d5 negres peó · e5 blanques peó · e4 blanques alfil · a2 blanques peó · b2 blanques peó · c2 blanques peó · f2 blanques peó · g2 blanques peó · h2 blanques peó · a1 blanques torre · b1 blanques cavall · c1 blanques alfil · d1 blanques dama · e1 blanques rei · h1 blanques torre | a8 negres torre · d8 negres dama · e8 negres rei · h8 negres torre · a7 negres peó · c7 negres peó · d7 negres alfil · f7 negres peó · g7 negres peó · h7 negres peó · c6 negres peó · c5 negres alfil · d5 negres peó · e5 blanques peó · e4 blanques alfil · a2 blanques peó · b2 blanques peó · c2 blanques peó · f2 blanques peó · g2 blanques peó · h2 blanques peó · a1 blanques torre · b1 blanques cavall · c1 blanques alfil · d1 blanques dama · e1 blanques rei · h1 blanques torre | a8 negres torre · d8 negres dama · e8 negres rei · h8 negres torre · a7 negres peó · c7 negres peó · d7 negres alfil · f7 negres peó · g7 negres peó · h7 negres peó · c6 negres peó · c5 negres alfil · d5 negres peó · e5 blanques peó · e4 blanques alfil · a2 blanques peó · b2 blanques peó · c2 blanques peó · f2 blanques peó · g2 blanques peó · h2 blanques peó · a1 blanques torre · b1 blanques cavall · c1 blanques alfil · d1 blanques dama · e1 blanques rei · h1 blanques torre | a8 negres torre · d8 negres dama · e8 negres rei · h8 negres torre · a7 negres peó · c7 negres peó · d7 negres alfil · f7 negres peó · g7 negres peó · h7 negres peó · c6 negres peó · c5 negres alfil · d5 negres peó · e5 blanques peó · e4 blanques alfil · a2 blanques peó · b2 blanques peó · c2 blanques peó · f2 blanques peó · g2 blanques peó · h2 blanques peó · a1 blanques torre · b1 blanques cavall · c1 blanques alfil · d1 blanques dama · e1 blanques rei · h1 blanques torre | a8 negres torre · d8 negres dama · e8 negres rei · h8 negres torre · a7 negres peó · c7 negres peó · d7 negres alfil · f7 negres peó · g7 negres peó · h7 negres peó · c6 negres peó · c5 negres alfil · d5 negres peó · e5 blanques peó · e4 blanques alfil · a2 blanques peó · b2 blanques peó · c2 blanques peó · f2 blanques peó · g2 blanques peó · h2 blanques peó · a1 blanques torre · b1 blanques cavall · c1 blanques alfil · d1 blanques dama · e1 blanques rei · h1 blanques torre | a8 negres torre · d8 negres dama · e8 negres rei · h8 negres torre · a7 negres peó · c7 negres peó · d7 negres alfil · f7 negres peó · g7 negres peó · h7 negres peó · c6 negres peó · c5 negres alfil · d5 negres peó · e5 blanques peó · e4 blanques alfil · a2 blanques peó · b2 blanques peó · c2 blanques peó · f2 blanques peó · g2 blanques peó · h2 blanques peó · a1 blanques torre · b1 blanques cavall · c1 blanques alfil · d1 blanques dama · e1 blanques rei · h1 blanques torre | 8 |
| 7 | a8 negres torre · d8 negres dama · e8 negres rei · h8 negres torre · a7 negres peó · c7 negres peó · d7 negres alfil · f7 negres peó · g7 negres peó · h7 negres peó · c6 negres peó · c5 negres alfil · d5 negres peó · e5 blanques peó · e4 blanques alfil · a2 blanques peó · b2 blanques peó · c2 blanques peó · f2 blanques peó · g2 blanques peó · h2 blanques peó · a1 blanques torre · b1 blanques cavall · c1 blanques alfil · d1 blanques dama · e1 blanques rei · h1 blanques torre | a8 negres torre · d8 negres dama · e8 negres rei · h8 negres torre · a7 negres peó · c7 negres peó · d7 negres alfil · f7 negres peó · g7 negres peó · h7 negres peó · c6 negres peó · c5 negres alfil · d5 negres peó · e5 blanques peó · e4 blanques alfil · a2 blanques peó · b2 blanques peó · c2 blanques peó · f2 blanques peó · g2 blanques peó · h2 blanques peó · a1 blanques torre · b1 blanques cavall · c1 blanques alfil · d1 blanques dama · e1 blanques rei · h1 blanques torre | a8 negres torre · d8 negres dama · e8 negres rei · h8 negres torre · a7 negres peó · c7 negres peó · d7 negres alfil · f7 negres peó · g7 negres peó · h7 negres peó · c6 negres peó · c5 negres alfil · d5 negres peó · e5 blanques peó · e4 blanques alfil · a2 blanques peó · b2 blanques peó · c2 blanques peó · f2 blanques peó · g2 blanques peó · h2 blanques peó · a1 blanques torre · b1 blanques cavall · c1 blanques alfil · d1 blanques dama · e1 blanques rei · h1 blanques torre | a8 negres torre · d8 negres dama · e8 negres rei · h8 negres torre · a7 negres peó · c7 negres peó · d7 negres alfil · f7 negres peó · g7 negres peó · h7 negres peó · c6 negres peó · c5 negres alfil · d5 negres peó · e5 blanques peó · e4 blanques alfil · a2 blanques peó · b2 blanques peó · c2 blanques peó · f2 blanques peó · g2 blanques peó · h2 blanques peó · a1 blanques torre · b1 blanques cavall · c1 blanques alfil · d1 blanques dama · e1 blanques rei · h1 blanques torre | a8 negres torre · d8 negres dama · e8 negres rei · h8 negres torre · a7 negres peó · c7 negres peó · d7 negres alfil · f7 negres peó · g7 negres peó · h7 negres peó · c6 negres peó · c5 negres alfil · d5 negres peó · e5 blanques peó · e4 blanques alfil · a2 blanques peó · b2 blanques peó · c2 blanques peó · f2 blanques peó · g2 blanques peó · h2 blanques peó · a1 blanques torre · b1 blanques cavall · c1 blanques alfil · d1 blanques dama · e1 blanques rei · h1 blanques torre | a8 negres torre · d8 negres dama · e8 negres rei · h8 negres torre · a7 negres peó · c7 negres peó · d7 negres alfil · f7 negres peó · g7 negres peó · h7 negres peó · c6 negres peó · c5 negres alfil · d5 negres peó · e5 blanques peó · e4 blanques alfil · a2 blanques peó · b2 blanques peó · c2 blanques peó · f2 blanques peó · g2 blanques peó · h2 blanques peó · a1 blanques torre · b1 blanques cavall · c1 blanques alfil · d1 blanques dama · e1 blanques rei · h1 blanques torre | a8 negres torre · d8 negres dama · e8 negres rei · h8 negres torre · a7 negres peó · c7 negres peó · d7 negres alfil · f7 negres peó · g7 negres peó · h7 negres peó · c6 negres peó · c5 negres alfil · d5 negres peó · e5 blanques peó · e4 blanques alfil · a2 blanques peó · b2 blanques peó · c2 blanques peó · f2 blanques peó · g2 blanques peó · h2 blanques peó · a1 blanques torre · b1 blanques cavall · c1 blanques alfil · d1 blanques dama · e1 blanques rei · h1 blanques torre | a8 negres torre · d8 negres dama · e8 negres rei · h8 negres torre · a7 negres peó · c7 negres peó · d7 negres alfil · f7 negres peó · g7 negres peó · h7 negres peó · c6 negres peó · c5 negres alfil · d5 negres peó · e5 blanques peó · e4 blanques alfil · a2 blanques peó · b2 blanques peó · c2 blanques peó · f2 blanques peó · g2 blanques peó · h2 blanques peó · a1 blanques torre · b1 blanques cavall · c1 blanques alfil · d1 blanques dama · e1 blanques rei · h1 blanques torre | 7 |
| 6 | a8 negres torre · d8 negres dama · e8 negres rei · h8 negres torre · a7 negres peó · c7 negres peó · d7 negres alfil · f7 negres peó · g7 negres peó · h7 negres peó · c6 negres peó · c5 negres alfil · d5 negres peó · e5 blanques peó · e4 blanques alfil · a2 blanques peó · b2 blanques peó · c2 blanques peó · f2 blanques peó · g2 blanques peó · h2 blanques peó · a1 blanques torre · b1 blanques cavall · c1 blanques alfil · d1 blanques dama · e1 blanques rei · h1 blanques torre | a8 negres torre · d8 negres dama · e8 negres rei · h8 negres torre · a7 negres peó · c7 negres peó · d7 negres alfil · f7 negres peó · g7 negres peó · h7 negres peó · c6 negres peó · c5 negres alfil · d5 negres peó · e5 blanques peó · e4 blanques alfil · a2 blanques peó · b2 blanques peó · c2 blanques peó · f2 blanques peó · g2 blanques peó · h2 blanques peó · a1 blanques torre · b1 blanques cavall · c1 blanques alfil · d1 blanques dama · e1 blanques rei · h1 blanques torre | a8 negres torre · d8 negres dama · e8 negres rei · h8 negres torre · a7 negres peó · c7 negres peó · d7 negres alfil · f7 negres peó · g7 negres peó · h7 negres peó · c6 negres peó · c5 negres alfil · d5 negres peó · e5 blanques peó · e4 blanques alfil · a2 blanques peó · b2 blanques peó · c2 blanques peó · f2 blanques peó · g2 blanques peó · h2 blanques peó · a1 blanques torre · b1 blanques cavall · c1 blanques alfil · d1 blanques dama · e1 blanques rei · h1 blanques torre | a8 negres torre · d8 negres dama · e8 negres rei · h8 negres torre · a7 negres peó · c7 negres peó · d7 negres alfil · f7 negres peó · g7 negres peó · h7 negres peó · c6 negres peó · c5 negres alfil · d5 negres peó · e5 blanques peó · e4 blanques alfil · a2 blanques peó · b2 blanques peó · c2 blanques peó · f2 blanques peó · g2 blanques peó · h2 blanques peó · a1 blanques torre · b1 blanques cavall · c1 blanques alfil · d1 blanques dama · e1 blanques rei · h1 blanques torre | a8 negres torre · d8 negres dama · e8 negres rei · h8 negres torre · a7 negres peó · c7 negres peó · d7 negres alfil · f7 negres peó · g7 negres peó · h7 negres peó · c6 negres peó · c5 negres alfil · d5 negres peó · e5 blanques peó · e4 blanques alfil · a2 blanques peó · b2 blanques peó · c2 blanques peó · f2 blanques peó · g2 blanques peó · h2 blanques peó · a1 blanques torre · b1 blanques cavall · c1 blanques alfil · d1 blanques dama · e1 blanques rei · h1 blanques torre | a8 negres torre · d8 negres dama · e8 negres rei · h8 negres torre · a7 negres peó · c7 negres peó · d7 negres alfil · f7 negres peó · g7 negres peó · h7 negres peó · c6 negres peó · c5 negres alfil · d5 negres peó · e5 blanques peó · e4 blanques alfil · a2 blanques peó · b2 blanques peó · c2 blanques peó · f2 blanques peó · g2 blanques peó · h2 blanques peó · a1 blanques torre · b1 blanques cavall · c1 blanques alfil · d1 blanques dama · e1 blanques rei · h1 blanques torre | a8 negres torre · d8 negres dama · e8 negres rei · h8 negres torre · a7 negres peó · c7 negres peó · d7 negres alfil · f7 negres peó · g7 negres peó · h7 negres peó · c6 negres peó · c5 negres alfil · d5 negres peó · e5 blanques peó · e4 blanques alfil · a2 blanques peó · b2 blanques peó · c2 blanques peó · f2 blanques peó · g2 blanques peó · h2 blanques peó · a1 blanques torre · b1 blanques cavall · c1 blanques alfil · d1 blanques dama · e1 blanques rei · h1 blanques torre | a8 negres torre · d8 negres dama · e8 negres rei · h8 negres torre · a7 negres peó · c7 negres peó · d7 negres alfil · f7 negres peó · g7 negres peó · h7 negres peó · c6 negres peó · c5 negres alfil · d5 negres peó · e5 blanques peó · e4 blanques alfil · a2 blanques peó · b2 blanques peó · c2 blanques peó · f2 blanques peó · g2 blanques peó · h2 blanques peó · a1 blanques torre · b1 blanques cavall · c1 blanques alfil · d1 blanques dama · e1 blanques rei · h1 blanques torre | 6 |
| 5 | a8 negres torre · d8 negres dama · e8 negres rei · h8 negres torre · a7 negres peó · c7 negres peó · d7 negres alfil · f7 negres peó · g7 negres peó · h7 negres peó · c6 negres peó · c5 negres alfil · d5 negres peó · e5 blanques peó · e4 blanques alfil · a2 blanques peó · b2 blanques peó · c2 blanques peó · f2 blanques peó · g2 blanques peó · h2 blanques peó · a1 blanques torre · b1 blanques cavall · c1 blanques alfil · d1 blanques dama · e1 blanques rei · h1 blanques torre | a8 negres torre · d8 negres dama · e8 negres rei · h8 negres torre · a7 negres peó · c7 negres peó · d7 negres alfil · f7 negres peó · g7 negres peó · h7 negres peó · c6 negres peó · c5 negres alfil · d5 negres peó · e5 blanques peó · e4 blanques alfil · a2 blanques peó · b2 blanques peó · c2 blanques peó · f2 blanques peó · g2 blanques peó · h2 blanques peó · a1 blanques torre · b1 blanques cavall · c1 blanques alfil · d1 blanques dama · e1 blanques rei · h1 blanques torre | a8 negres torre · d8 negres dama · e8 negres rei · h8 negres torre · a7 negres peó · c7 negres peó · d7 negres alfil · f7 negres peó · g7 negres peó · h7 negres peó · c6 negres peó · c5 negres alfil · d5 negres peó · e5 blanques peó · e4 blanques alfil · a2 blanques peó · b2 blanques peó · c2 blanques peó · f2 blanques peó · g2 blanques peó · h2 blanques peó · a1 blanques torre · b1 blanques cavall · c1 blanques alfil · d1 blanques dama · e1 blanques rei · h1 blanques torre | a8 negres torre · d8 negres dama · e8 negres rei · h8 negres torre · a7 negres peó · c7 negres peó · d7 negres alfil · f7 negres peó · g7 negres peó · h7 negres peó · c6 negres peó · c5 negres alfil · d5 negres peó · e5 blanques peó · e4 blanques alfil · a2 blanques peó · b2 blanques peó · c2 blanques peó · f2 blanques peó · g2 blanques peó · h2 blanques peó · a1 blanques torre · b1 blanques cavall · c1 blanques alfil · d1 blanques dama · e1 blanques rei · h1 blanques torre | a8 negres torre · d8 negres dama · e8 negres rei · h8 negres torre · a7 negres peó · c7 negres peó · d7 negres alfil · f7 negres peó · g7 negres peó · h7 negres peó · c6 negres peó · c5 negres alfil · d5 negres peó · e5 blanques peó · e4 blanques alfil · a2 blanques peó · b2 blanques peó · c2 blanques peó · f2 blanques peó · g2 blanques peó · h2 blanques peó · a1 blanques torre · b1 blanques cavall · c1 blanques alfil · d1 blanques dama · e1 blanques rei · h1 blanques torre | a8 negres torre · d8 negres dama · e8 negres rei · h8 negres torre · a7 negres peó · c7 negres peó · d7 negres alfil · f7 negres peó · g7 negres peó · h7 negres peó · c6 negres peó · c5 negres alfil · d5 negres peó · e5 blanques peó · e4 blanques alfil · a2 blanques peó · b2 blanques peó · c2 blanques peó · f2 blanques peó · g2 blanques peó · h2 blanques peó · a1 blanques torre · b1 blanques cavall · c1 blanques alfil · d1 blanques dama · e1 blanques rei · h1 blanques torre | a8 negres torre · d8 negres dama · e8 negres rei · h8 negres torre · a7 negres peó · c7 negres peó · d7 negres alfil · f7 negres peó · g7 negres peó · h7 negres peó · c6 negres peó · c5 negres alfil · d5 negres peó · e5 blanques peó · e4 blanques alfil · a2 blanques peó · b2 blanques peó · c2 blanques peó · f2 blanques peó · g2 blanques peó · h2 blanques peó · a1 blanques torre · b1 blanques cavall · c1 blanques alfil · d1 blanques dama · e1 blanques rei · h1 blanques torre | a8 negres torre · d8 negres dama · e8 negres rei · h8 negres torre · a7 negres peó · c7 negres peó · d7 negres alfil · f7 negres peó · g7 negres peó · h7 negres peó · c6 negres peó · c5 negres alfil · d5 negres peó · e5 blanques peó · e4 blanques alfil · a2 blanques peó · b2 blanques peó · c2 blanques peó · f2 blanques peó · g2 blanques peó · h2 blanques peó · a1 blanques torre · b1 blanques cavall · c1 blanques alfil · d1 blanques dama · e1 blanques rei · h1 blanques torre | 5 |
| 4 | a8 negres torre · d8 negres dama · e8 negres rei · h8 negres torre · a7 negres peó · c7 negres peó · d7 negres alfil · f7 negres peó · g7 negres peó · h7 negres peó · c6 negres peó · c5 negres alfil · d5 negres peó · e5 blanques peó · e4 blanques alfil · a2 blanques peó · b2 blanques peó · c2 blanques peó · f2 blanques peó · g2 blanques peó · h2 blanques peó · a1 blanques torre · b1 blanques cavall · c1 blanques alfil · d1 blanques dama · e1 blanques rei · h1 blanques torre | a8 negres torre · d8 negres dama · e8 negres rei · h8 negres torre · a7 negres peó · c7 negres peó · d7 negres alfil · f7 negres peó · g7 negres peó · h7 negres peó · c6 negres peó · c5 negres alfil · d5 negres peó · e5 blanques peó · e4 blanques alfil · a2 blanques peó · b2 blanques peó · c2 blanques peó · f2 blanques peó · g2 blanques peó · h2 blanques peó · a1 blanques torre · b1 blanques cavall · c1 blanques alfil · d1 blanques dama · e1 blanques rei · h1 blanques torre | a8 negres torre · d8 negres dama · e8 negres rei · h8 negres torre · a7 negres peó · c7 negres peó · d7 negres alfil · f7 negres peó · g7 negres peó · h7 negres peó · c6 negres peó · c5 negres alfil · d5 negres peó · e5 blanques peó · e4 blanques alfil · a2 blanques peó · b2 blanques peó · c2 blanques peó · f2 blanques peó · g2 blanques peó · h2 blanques peó · a1 blanques torre · b1 blanques cavall · c1 blanques alfil · d1 blanques dama · e1 blanques rei · h1 blanques torre | a8 negres torre · d8 negres dama · e8 negres rei · h8 negres torre · a7 negres peó · c7 negres peó · d7 negres alfil · f7 negres peó · g7 negres peó · h7 negres peó · c6 negres peó · c5 negres alfil · d5 negres peó · e5 blanques peó · e4 blanques alfil · a2 blanques peó · b2 blanques peó · c2 blanques peó · f2 blanques peó · g2 blanques peó · h2 blanques peó · a1 blanques torre · b1 blanques cavall · c1 blanques alfil · d1 blanques dama · e1 blanques rei · h1 blanques torre | a8 negres torre · d8 negres dama · e8 negres rei · h8 negres torre · a7 negres peó · c7 negres peó · d7 negres alfil · f7 negres peó · g7 negres peó · h7 negres peó · c6 negres peó · c5 negres alfil · d5 negres peó · e5 blanques peó · e4 blanques alfil · a2 blanques peó · b2 blanques peó · c2 blanques peó · f2 blanques peó · g2 blanques peó · h2 blanques peó · a1 blanques torre · b1 blanques cavall · c1 blanques alfil · d1 blanques dama · e1 blanques rei · h1 blanques torre | a8 negres torre · d8 negres dama · e8 negres rei · h8 negres torre · a7 negres peó · c7 negres peó · d7 negres alfil · f7 negres peó · g7 negres peó · h7 negres peó · c6 negres peó · c5 negres alfil · d5 negres peó · e5 blanques peó · e4 blanques alfil · a2 blanques peó · b2 blanques peó · c2 blanques peó · f2 blanques peó · g2 blanques peó · h2 blanques peó · a1 blanques torre · b1 blanques cavall · c1 blanques alfil · d1 blanques dama · e1 blanques rei · h1 blanques torre | a8 negres torre · d8 negres dama · e8 negres rei · h8 negres torre · a7 negres peó · c7 negres peó · d7 negres alfil · f7 negres peó · g7 negres peó · h7 negres peó · c6 negres peó · c5 negres alfil · d5 negres peó · e5 blanques peó · e4 blanques alfil · a2 blanques peó · b2 blanques peó · c2 blanques peó · f2 blanques peó · g2 blanques peó · h2 blanques peó · a1 blanques torre · b1 blanques cavall · c1 blanques alfil · d1 blanques dama · e1 blanques rei · h1 blanques torre | a8 negres torre · d8 negres dama · e8 negres rei · h8 negres torre · a7 negres peó · c7 negres peó · d7 negres alfil · f7 negres peó · g7 negres peó · h7 negres peó · c6 negres peó · c5 negres alfil · d5 negres peó · e5 blanques peó · e4 blanques alfil · a2 blanques peó · b2 blanques peó · c2 blanques peó · f2 blanques peó · g2 blanques peó · h2 blanques peó · a1 blanques torre · b1 blanques cavall · c1 blanques alfil · d1 blanques dama · e1 blanques rei · h1 blanques torre | 4 |
| 3 | a8 negres torre · d8 negres dama · e8 negres rei · h8 negres torre · a7 negres peó · c7 negres peó · d7 negres alfil · f7 negres peó · g7 negres peó · h7 negres peó · c6 negres peó · c5 negres alfil · d5 negres peó · e5 blanques peó · e4 blanques alfil · a2 blanques peó · b2 blanques peó · c2 blanques peó · f2 blanques peó · g2 blanques peó · h2 blanques peó · a1 blanques torre · b1 blanques cavall · c1 blanques alfil · d1 blanques dama · e1 blanques rei · h1 blanques torre | a8 negres torre · d8 negres dama · e8 negres rei · h8 negres torre · a7 negres peó · c7 negres peó · d7 negres alfil · f7 negres peó · g7 negres peó · h7 negres peó · c6 negres peó · c5 negres alfil · d5 negres peó · e5 blanques peó · e4 blanques alfil · a2 blanques peó · b2 blanques peó · c2 blanques peó · f2 blanques peó · g2 blanques peó · h2 blanques peó · a1 blanques torre · b1 blanques cavall · c1 blanques alfil · d1 blanques dama · e1 blanques rei · h1 blanques torre | a8 negres torre · d8 negres dama · e8 negres rei · h8 negres torre · a7 negres peó · c7 negres peó · d7 negres alfil · f7 negres peó · g7 negres peó · h7 negres peó · c6 negres peó · c5 negres alfil · d5 negres peó · e5 blanques peó · e4 blanques alfil · a2 blanques peó · b2 blanques peó · c2 blanques peó · f2 blanques peó · g2 blanques peó · h2 blanques peó · a1 blanques torre · b1 blanques cavall · c1 blanques alfil · d1 blanques dama · e1 blanques rei · h1 blanques torre | a8 negres torre · d8 negres dama · e8 negres rei · h8 negres torre · a7 negres peó · c7 negres peó · d7 negres alfil · f7 negres peó · g7 negres peó · h7 negres peó · c6 negres peó · c5 negres alfil · d5 negres peó · e5 blanques peó · e4 blanques alfil · a2 blanques peó · b2 blanques peó · c2 blanques peó · f2 blanques peó · g2 blanques peó · h2 blanques peó · a1 blanques torre · b1 blanques cavall · c1 blanques alfil · d1 blanques dama · e1 blanques rei · h1 blanques torre | a8 negres torre · d8 negres dama · e8 negres rei · h8 negres torre · a7 negres peó · c7 negres peó · d7 negres alfil · f7 negres peó · g7 negres peó · h7 negres peó · c6 negres peó · c5 negres alfil · d5 negres peó · e5 blanques peó · e4 blanques alfil · a2 blanques peó · b2 blanques peó · c2 blanques peó · f2 blanques peó · g2 blanques peó · h2 blanques peó · a1 blanques torre · b1 blanques cavall · c1 blanques alfil · d1 blanques dama · e1 blanques rei · h1 blanques torre | a8 negres torre · d8 negres dama · e8 negres rei · h8 negres torre · a7 negres peó · c7 negres peó · d7 negres alfil · f7 negres peó · g7 negres peó · h7 negres peó · c6 negres peó · c5 negres alfil · d5 negres peó · e5 blanques peó · e4 blanques alfil · a2 blanques peó · b2 blanques peó · c2 blanques peó · f2 blanques peó · g2 blanques peó · h2 blanques peó · a1 blanques torre · b1 blanques cavall · c1 blanques alfil · d1 blanques dama · e1 blanques rei · h1 blanques torre | a8 negres torre · d8 negres dama · e8 negres rei · h8 negres torre · a7 negres peó · c7 negres peó · d7 negres alfil · f7 negres peó · g7 negres peó · h7 negres peó · c6 negres peó · c5 negres alfil · d5 negres peó · e5 blanques peó · e4 blanques alfil · a2 blanques peó · b2 blanques peó · c2 blanques peó · f2 blanques peó · g2 blanques peó · h2 blanques peó · a1 blanques torre · b1 blanques cavall · c1 blanques alfil · d1 blanques dama · e1 blanques rei · h1 blanques torre | a8 negres torre · d8 negres dama · e8 negres rei · h8 negres torre · a7 negres peó · c7 negres peó · d7 negres alfil · f7 negres peó · g7 negres peó · h7 negres peó · c6 negres peó · c5 negres alfil · d5 negres peó · e5 blanques peó · e4 blanques alfil · a2 blanques peó · b2 blanques peó · c2 blanques peó · f2 blanques peó · g2 blanques peó · h2 blanques peó · a1 blanques torre · b1 blanques cavall · c1 blanques alfil · d1 blanques dama · e1 blanques rei · h1 blanques torre | 3 |
| 2 | a8 negres torre · d8 negres dama · e8 negres rei · h8 negres torre · a7 negres peó · c7 negres peó · d7 negres alfil · f7 negres peó · g7 negres peó · h7 negres peó · c6 negres peó · c5 negres alfil · d5 negres peó · e5 blanques peó · e4 blanques alfil · a2 blanques peó · b2 blanques peó · c2 blanques peó · f2 blanques peó · g2 blanques peó · h2 blanques peó · a1 blanques torre · b1 blanques cavall · c1 blanques alfil · d1 blanques dama · e1 blanques rei · h1 blanques torre | a8 negres torre · d8 negres dama · e8 negres rei · h8 negres torre · a7 negres peó · c7 negres peó · d7 negres alfil · f7 negres peó · g7 negres peó · h7 negres peó · c6 negres peó · c5 negres alfil · d5 negres peó · e5 blanques peó · e4 blanques alfil · a2 blanques peó · b2 blanques peó · c2 blanques peó · f2 blanques peó · g2 blanques peó · h2 blanques peó · a1 blanques torre · b1 blanques cavall · c1 blanques alfil · d1 blanques dama · e1 blanques rei · h1 blanques torre | a8 negres torre · d8 negres dama · e8 negres rei · h8 negres torre · a7 negres peó · c7 negres peó · d7 negres alfil · f7 negres peó · g7 negres peó · h7 negres peó · c6 negres peó · c5 negres alfil · d5 negres peó · e5 blanques peó · e4 blanques alfil · a2 blanques peó · b2 blanques peó · c2 blanques peó · f2 blanques peó · g2 blanques peó · h2 blanques peó · a1 blanques torre · b1 blanques cavall · c1 blanques alfil · d1 blanques dama · e1 blanques rei · h1 blanques torre | a8 negres torre · d8 negres dama · e8 negres rei · h8 negres torre · a7 negres peó · c7 negres peó · d7 negres alfil · f7 negres peó · g7 negres peó · h7 negres peó · c6 negres peó · c5 negres alfil · d5 negres peó · e5 blanques peó · e4 blanques alfil · a2 blanques peó · b2 blanques peó · c2 blanques peó · f2 blanques peó · g2 blanques peó · h2 blanques peó · a1 blanques torre · b1 blanques cavall · c1 blanques alfil · d1 blanques dama · e1 blanques rei · h1 blanques torre | a8 negres torre · d8 negres dama · e8 negres rei · h8 negres torre · a7 negres peó · c7 negres peó · d7 negres alfil · f7 negres peó · g7 negres peó · h7 negres peó · c6 negres peó · c5 negres alfil · d5 negres peó · e5 blanques peó · e4 blanques alfil · a2 blanques peó · b2 blanques peó · c2 blanques peó · f2 blanques peó · g2 blanques peó · h2 blanques peó · a1 blanques torre · b1 blanques cavall · c1 blanques alfil · d1 blanques dama · e1 blanques rei · h1 blanques torre | a8 negres torre · d8 negres dama · e8 negres rei · h8 negres torre · a7 negres peó · c7 negres peó · d7 negres alfil · f7 negres peó · g7 negres peó · h7 negres peó · c6 negres peó · c5 negres alfil · d5 negres peó · e5 blanques peó · e4 blanques alfil · a2 blanques peó · b2 blanques peó · c2 blanques peó · f2 blanques peó · g2 blanques peó · h2 blanques peó · a1 blanques torre · b1 blanques cavall · c1 blanques alfil · d1 blanques dama · e1 blanques rei · h1 blanques torre | a8 negres torre · d8 negres dama · e8 negres rei · h8 negres torre · a7 negres peó · c7 negres peó · d7 negres alfil · f7 negres peó · g7 negres peó · h7 negres peó · c6 negres peó · c5 negres alfil · d5 negres peó · e5 blanques peó · e4 blanques alfil · a2 blanques peó · b2 blanques peó · c2 blanques peó · f2 blanques peó · g2 blanques peó · h2 blanques peó · a1 blanques torre · b1 blanques cavall · c1 blanques alfil · d1 blanques dama · e1 blanques rei · h1 blanques torre | a8 negres torre · d8 negres dama · e8 negres rei · h8 negres torre · a7 negres peó · c7 negres peó · d7 negres alfil · f7 negres peó · g7 negres peó · h7 negres peó · c6 negres peó · c5 negres alfil · d5 negres peó · e5 blanques peó · e4 blanques alfil · a2 blanques peó · b2 blanques peó · c2 blanques peó · f2 blanques peó · g2 blanques peó · h2 blanques peó · a1 blanques torre · b1 blanques cavall · c1 blanques alfil · d1 blanques dama · e1 blanques rei · h1 blanques torre | 2 |
| 1 | a8 negres torre · d8 negres dama · e8 negres rei · h8 negres torre · a7 negres peó · c7 negres peó · d7 negres alfil · f7 negres peó · g7 negres peó · h7 negres peó · c6 negres peó · c5 negres alfil · d5 negres peó · e5 blanques peó · e4 blanques alfil · a2 blanques peó · b2 blanques peó · c2 blanques peó · f2 blanques peó · g2 blanques peó · h2 blanques peó · a1 blanques torre · b1 blanques cavall · c1 blanques alfil · d1 blanques dama · e1 blanques rei · h1 blanques torre | a8 negres torre · d8 negres dama · e8 negres rei · h8 negres torre · a7 negres peó · c7 negres peó · d7 negres alfil · f7 negres peó · g7 negres peó · h7 negres peó · c6 negres peó · c5 negres alfil · d5 negres peó · e5 blanques peó · e4 blanques alfil · a2 blanques peó · b2 blanques peó · c2 blanques peó · f2 blanques peó · g2 blanques peó · h2 blanques peó · a1 blanques torre · b1 blanques cavall · c1 blanques alfil · d1 blanques dama · e1 blanques rei · h1 blanques torre | a8 negres torre · d8 negres dama · e8 negres rei · h8 negres torre · a7 negres peó · c7 negres peó · d7 negres alfil · f7 negres peó · g7 negres peó · h7 negres peó · c6 negres peó · c5 negres alfil · d5 negres peó · e5 blanques peó · e4 blanques alfil · a2 blanques peó · b2 blanques peó · c2 blanques peó · f2 blanques peó · g2 blanques peó · h2 blanques peó · a1 blanques torre · b1 blanques cavall · c1 blanques alfil · d1 blanques dama · e1 blanques rei · h1 blanques torre | a8 negres torre · d8 negres dama · e8 negres rei · h8 negres torre · a7 negres peó · c7 negres peó · d7 negres alfil · f7 negres peó · g7 negres peó · h7 negres peó · c6 negres peó · c5 negres alfil · d5 negres peó · e5 blanques peó · e4 blanques alfil · a2 blanques peó · b2 blanques peó · c2 blanques peó · f2 blanques peó · g2 blanques peó · h2 blanques peó · a1 blanques torre · b1 blanques cavall · c1 blanques alfil · d1 blanques dama · e1 blanques rei · h1 blanques torre | a8 negres torre · d8 negres dama · e8 negres rei · h8 negres torre · a7 negres peó · c7 negres peó · d7 negres alfil · f7 negres peó · g7 negres peó · h7 negres peó · c6 negres peó · c5 negres alfil · d5 negres peó · e5 blanques peó · e4 blanques alfil · a2 blanques peó · b2 blanques peó · c2 blanques peó · f2 blanques peó · g2 blanques peó · h2 blanques peó · a1 blanques torre · b1 blanques cavall · c1 blanques alfil · d1 blanques dama · e1 blanques rei · h1 blanques torre | a8 negres torre · d8 negres dama · e8 negres rei · h8 negres torre · a7 negres peó · c7 negres peó · d7 negres alfil · f7 negres peó · g7 negres peó · h7 negres peó · c6 negres peó · c5 negres alfil · d5 negres peó · e5 blanques peó · e4 blanques alfil · a2 blanques peó · b2 blanques peó · c2 blanques peó · f2 blanques peó · g2 blanques peó · h2 blanques peó · a1 blanques torre · b1 blanques cavall · c1 blanques alfil · d1 blanques dama · e1 blanques rei · h1 blanques torre | a8 negres torre · d8 negres dama · e8 negres rei · h8 negres torre · a7 negres peó · c7 negres peó · d7 negres alfil · f7 negres peó · g7 negres peó · h7 negres peó · c6 negres peó · c5 negres alfil · d5 negres peó · e5 blanques peó · e4 blanques alfil · a2 blanques peó · b2 blanques peó · c2 blanques peó · f2 blanques peó · g2 blanques peó · h2 blanques peó · a1 blanques torre · b1 blanques cavall · c1 blanques alfil · d1 blanques dama · e1 blanques rei · h1 blanques torre | a8 negres torre · d8 negres dama · e8 negres rei · h8 negres torre · a7 negres peó · c7 negres peó · d7 negres alfil · f7 negres peó · g7 negres peó · h7 negres peó · c6 negres peó · c5 negres alfil · d5 negres peó · e5 blanques peó · e4 blanques alfil · a2 blanques peó · b2 blanques peó · c2 blanques peó · f2 blanques peó · g2 blanques peó · h2 blanques peó · a1 blanques torre · b1 blanques cavall · c1 blanques alfil · d1 blanques dama · e1 blanques rei · h1 blanques torre | 1 |
|   | a | b | c | d | e | f | g | h |   |

Ningú no sap quan el primer zwischenzug fou efectual, però va ser evidentment molt abans que el terme existís pròpiament. Un exemple primerenc fou Lichtenhein-Morphy, Nova York 1857. Al diagrama de la dreta, les blanques acaben de capturar un cavall a e4 i segurament esperaven la recaptura 10...dxe4 11.0-0, quan el rei blanc està segur, i les blanques tenen millor estructura de peons. Morphy, el millor jugador del món en aquell moment, va jugar en canvi el zwischenzug 10...Dh4! Ara les blanques no poden salvar l'alfil, ja que un moviment com ara 11.Af3?? es trobaria amb 11...Dxf2#. I encara més, 11.0-0 seria contestat amb 11...Dxe4 12.Cc3 Dh4, quan "les negres tenen la parella d'alfils i una posició compacta sense febleses importants" (Reinfeld & Soltis 1974:53). En lloc d'això, les blanques varen fer 11.De2 (forçant les negres a afeblir els seus peons) dxe4 12.Ae3? (després de 12.0-0!, les negres només tenen un petit avantatge) Ag4! 13.Dc4 Axe3!! i Morphy va guanyar una miniatura. (Réti 1976:32–36) (Reinfeld & Soltis 1974:51–54)
|   | a | b | c | d | e | f | g | h |   |
| 8 | c8 negres torre · f8 negres torre · g8 negres rei · a7 negres peó · b7 negres peó · d7 negres alfil · f7 negres peó · g7 negres peó · h7 negres peó · b6 negres dama · e6 negres peó · d5 negres peó · e5 blanques peó · b4 blanques alfil · f4 blanques peó · g4 negres cavall · d3 blanques alfil · f3 blanques cavall · a2 blanques peó · e2 blanques dama · g2 blanques peó · h2 blanques peó · a1 blanques torre · b1 blanques cavall · e1 blanques rei · f1 blanques torre | c8 negres torre · f8 negres torre · g8 negres rei · a7 negres peó · b7 negres peó · d7 negres alfil · f7 negres peó · g7 negres peó · h7 negres peó · b6 negres dama · e6 negres peó · d5 negres peó · e5 blanques peó · b4 blanques alfil · f4 blanques peó · g4 negres cavall · d3 blanques alfil · f3 blanques cavall · a2 blanques peó · e2 blanques dama · g2 blanques peó · h2 blanques peó · a1 blanques torre · b1 blanques cavall · e1 blanques rei · f1 blanques torre | c8 negres torre · f8 negres torre · g8 negres rei · a7 negres peó · b7 negres peó · d7 negres alfil · f7 negres peó · g7 negres peó · h7 negres peó · b6 negres dama · e6 negres peó · d5 negres peó · e5 blanques peó · b4 blanques alfil · f4 blanques peó · g4 negres cavall · d3 blanques alfil · f3 blanques cavall · a2 blanques peó · e2 blanques dama · g2 blanques peó · h2 blanques peó · a1 blanques torre · b1 blanques cavall · e1 blanques rei · f1 blanques torre | c8 negres torre · f8 negres torre · g8 negres rei · a7 negres peó · b7 negres peó · d7 negres alfil · f7 negres peó · g7 negres peó · h7 negres peó · b6 negres dama · e6 negres peó · d5 negres peó · e5 blanques peó · b4 blanques alfil · f4 blanques peó · g4 negres cavall · d3 blanques alfil · f3 blanques cavall · a2 blanques peó · e2 blanques dama · g2 blanques peó · h2 blanques peó · a1 blanques torre · b1 blanques cavall · e1 blanques rei · f1 blanques torre | c8 negres torre · f8 negres torre · g8 negres rei · a7 negres peó · b7 negres peó · d7 negres alfil · f7 negres peó · g7 negres peó · h7 negres peó · b6 negres dama · e6 negres peó · d5 negres peó · e5 blanques peó · b4 blanques alfil · f4 blanques peó · g4 negres cavall · d3 blanques alfil · f3 blanques cavall · a2 blanques peó · e2 blanques dama · g2 blanques peó · h2 blanques peó · a1 blanques torre · b1 blanques cavall · e1 blanques rei · f1 blanques torre | c8 negres torre · f8 negres torre · g8 negres rei · a7 negres peó · b7 negres peó · d7 negres alfil · f7 negres peó · g7 negres peó · h7 negres peó · b6 negres dama · e6 negres peó · d5 negres peó · e5 blanques peó · b4 blanques alfil · f4 blanques peó · g4 negres cavall · d3 blanques alfil · f3 blanques cavall · a2 blanques peó · e2 blanques dama · g2 blanques peó · h2 blanques peó · a1 blanques torre · b1 blanques cavall · e1 blanques rei · f1 blanques torre | c8 negres torre · f8 negres torre · g8 negres rei · a7 negres peó · b7 negres peó · d7 negres alfil · f7 negres peó · g7 negres peó · h7 negres peó · b6 negres dama · e6 negres peó · d5 negres peó · e5 blanques peó · b4 blanques alfil · f4 blanques peó · g4 negres cavall · d3 blanques alfil · f3 blanques cavall · a2 blanques peó · e2 blanques dama · g2 blanques peó · h2 blanques peó · a1 blanques torre · b1 blanques cavall · e1 blanques rei · f1 blanques torre | c8 negres torre · f8 negres torre · g8 negres rei · a7 negres peó · b7 negres peó · d7 negres alfil · f7 negres peó · g7 negres peó · h7 negres peó · b6 negres dama · e6 negres peó · d5 negres peó · e5 blanques peó · b4 blanques alfil · f4 blanques peó · g4 negres cavall · d3 blanques alfil · f3 blanques cavall · a2 blanques peó · e2 blanques dama · g2 blanques peó · h2 blanques peó · a1 blanques torre · b1 blanques cavall · e1 blanques rei · f1 blanques torre | 8 |
| 7 | c8 negres torre · f8 negres torre · g8 negres rei · a7 negres peó · b7 negres peó · d7 negres alfil · f7 negres peó · g7 negres peó · h7 negres peó · b6 negres dama · e6 negres peó · d5 negres peó · e5 blanques peó · b4 blanques alfil · f4 blanques peó · g4 negres cavall · d3 blanques alfil · f3 blanques cavall · a2 blanques peó · e2 blanques dama · g2 blanques peó · h2 blanques peó · a1 blanques torre · b1 blanques cavall · e1 blanques rei · f1 blanques torre | c8 negres torre · f8 negres torre · g8 negres rei · a7 negres peó · b7 negres peó · d7 negres alfil · f7 negres peó · g7 negres peó · h7 negres peó · b6 negres dama · e6 negres peó · d5 negres peó · e5 blanques peó · b4 blanques alfil · f4 blanques peó · g4 negres cavall · d3 blanques alfil · f3 blanques cavall · a2 blanques peó · e2 blanques dama · g2 blanques peó · h2 blanques peó · a1 blanques torre · b1 blanques cavall · e1 blanques rei · f1 blanques torre | c8 negres torre · f8 negres torre · g8 negres rei · a7 negres peó · b7 negres peó · d7 negres alfil · f7 negres peó · g7 negres peó · h7 negres peó · b6 negres dama · e6 negres peó · d5 negres peó · e5 blanques peó · b4 blanques alfil · f4 blanques peó · g4 negres cavall · d3 blanques alfil · f3 blanques cavall · a2 blanques peó · e2 blanques dama · g2 blanques peó · h2 blanques peó · a1 blanques torre · b1 blanques cavall · e1 blanques rei · f1 blanques torre | c8 negres torre · f8 negres torre · g8 negres rei · a7 negres peó · b7 negres peó · d7 negres alfil · f7 negres peó · g7 negres peó · h7 negres peó · b6 negres dama · e6 negres peó · d5 negres peó · e5 blanques peó · b4 blanques alfil · f4 blanques peó · g4 negres cavall · d3 blanques alfil · f3 blanques cavall · a2 blanques peó · e2 blanques dama · g2 blanques peó · h2 blanques peó · a1 blanques torre · b1 blanques cavall · e1 blanques rei · f1 blanques torre | c8 negres torre · f8 negres torre · g8 negres rei · a7 negres peó · b7 negres peó · d7 negres alfil · f7 negres peó · g7 negres peó · h7 negres peó · b6 negres dama · e6 negres peó · d5 negres peó · e5 blanques peó · b4 blanques alfil · f4 blanques peó · g4 negres cavall · d3 blanques alfil · f3 blanques cavall · a2 blanques peó · e2 blanques dama · g2 blanques peó · h2 blanques peó · a1 blanques torre · b1 blanques cavall · e1 blanques rei · f1 blanques torre | c8 negres torre · f8 negres torre · g8 negres rei · a7 negres peó · b7 negres peó · d7 negres alfil · f7 negres peó · g7 negres peó · h7 negres peó · b6 negres dama · e6 negres peó · d5 negres peó · e5 blanques peó · b4 blanques alfil · f4 blanques peó · g4 negres cavall · d3 blanques alfil · f3 blanques cavall · a2 blanques peó · e2 blanques dama · g2 blanques peó · h2 blanques peó · a1 blanques torre · b1 blanques cavall · e1 blanques rei · f1 blanques torre | c8 negres torre · f8 negres torre · g8 negres rei · a7 negres peó · b7 negres peó · d7 negres alfil · f7 negres peó · g7 negres peó · h7 negres peó · b6 negres dama · e6 negres peó · d5 negres peó · e5 blanques peó · b4 blanques alfil · f4 blanques peó · g4 negres cavall · d3 blanques alfil · f3 blanques cavall · a2 blanques peó · e2 blanques dama · g2 blanques peó · h2 blanques peó · a1 blanques torre · b1 blanques cavall · e1 blanques rei · f1 blanques torre | c8 negres torre · f8 negres torre · g8 negres rei · a7 negres peó · b7 negres peó · d7 negres alfil · f7 negres peó · g7 negres peó · h7 negres peó · b6 negres dama · e6 negres peó · d5 negres peó · e5 blanques peó · b4 blanques alfil · f4 blanques peó · g4 negres cavall · d3 blanques alfil · f3 blanques cavall · a2 blanques peó · e2 blanques dama · g2 blanques peó · h2 blanques peó · a1 blanques torre · b1 blanques cavall · e1 blanques rei · f1 blanques torre | 7 |
| 6 | c8 negres torre · f8 negres torre · g8 negres rei · a7 negres peó · b7 negres peó · d7 negres alfil · f7 negres peó · g7 negres peó · h7 negres peó · b6 negres dama · e6 negres peó · d5 negres peó · e5 blanques peó · b4 blanques alfil · f4 blanques peó · g4 negres cavall · d3 blanques alfil · f3 blanques cavall · a2 blanques peó · e2 blanques dama · g2 blanques peó · h2 blanques peó · a1 blanques torre · b1 blanques cavall · e1 blanques rei · f1 blanques torre | c8 negres torre · f8 negres torre · g8 negres rei · a7 negres peó · b7 negres peó · d7 negres alfil · f7 negres peó · g7 negres peó · h7 negres peó · b6 negres dama · e6 negres peó · d5 negres peó · e5 blanques peó · b4 blanques alfil · f4 blanques peó · g4 negres cavall · d3 blanques alfil · f3 blanques cavall · a2 blanques peó · e2 blanques dama · g2 blanques peó · h2 blanques peó · a1 blanques torre · b1 blanques cavall · e1 blanques rei · f1 blanques torre | c8 negres torre · f8 negres torre · g8 negres rei · a7 negres peó · b7 negres peó · d7 negres alfil · f7 negres peó · g7 negres peó · h7 negres peó · b6 negres dama · e6 negres peó · d5 negres peó · e5 blanques peó · b4 blanques alfil · f4 blanques peó · g4 negres cavall · d3 blanques alfil · f3 blanques cavall · a2 blanques peó · e2 blanques dama · g2 blanques peó · h2 blanques peó · a1 blanques torre · b1 blanques cavall · e1 blanques rei · f1 blanques torre | c8 negres torre · f8 negres torre · g8 negres rei · a7 negres peó · b7 negres peó · d7 negres alfil · f7 negres peó · g7 negres peó · h7 negres peó · b6 negres dama · e6 negres peó · d5 negres peó · e5 blanques peó · b4 blanques alfil · f4 blanques peó · g4 negres cavall · d3 blanques alfil · f3 blanques cavall · a2 blanques peó · e2 blanques dama · g2 blanques peó · h2 blanques peó · a1 blanques torre · b1 blanques cavall · e1 blanques rei · f1 blanques torre | c8 negres torre · f8 negres torre · g8 negres rei · a7 negres peó · b7 negres peó · d7 negres alfil · f7 negres peó · g7 negres peó · h7 negres peó · b6 negres dama · e6 negres peó · d5 negres peó · e5 blanques peó · b4 blanques alfil · f4 blanques peó · g4 negres cavall · d3 blanques alfil · f3 blanques cavall · a2 blanques peó · e2 blanques dama · g2 blanques peó · h2 blanques peó · a1 blanques torre · b1 blanques cavall · e1 blanques rei · f1 blanques torre | c8 negres torre · f8 negres torre · g8 negres rei · a7 negres peó · b7 negres peó · d7 negres alfil · f7 negres peó · g7 negres peó · h7 negres peó · b6 negres dama · e6 negres peó · d5 negres peó · e5 blanques peó · b4 blanques alfil · f4 blanques peó · g4 negres cavall · d3 blanques alfil · f3 blanques cavall · a2 blanques peó · e2 blanques dama · g2 blanques peó · h2 blanques peó · a1 blanques torre · b1 blanques cavall · e1 blanques rei · f1 blanques torre | c8 negres torre · f8 negres torre · g8 negres rei · a7 negres peó · b7 negres peó · d7 negres alfil · f7 negres peó · g7 negres peó · h7 negres peó · b6 negres dama · e6 negres peó · d5 negres peó · e5 blanques peó · b4 blanques alfil · f4 blanques peó · g4 negres cavall · d3 blanques alfil · f3 blanques cavall · a2 blanques peó · e2 blanques dama · g2 blanques peó · h2 blanques peó · a1 blanques torre · b1 blanques cavall · e1 blanques rei · f1 blanques torre | c8 negres torre · f8 negres torre · g8 negres rei · a7 negres peó · b7 negres peó · d7 negres alfil · f7 negres peó · g7 negres peó · h7 negres peó · b6 negres dama · e6 negres peó · d5 negres peó · e5 blanques peó · b4 blanques alfil · f4 blanques peó · g4 negres cavall · d3 blanques alfil · f3 blanques cavall · a2 blanques peó · e2 blanques dama · g2 blanques peó · h2 blanques peó · a1 blanques torre · b1 blanques cavall · e1 blanques rei · f1 blanques torre | 6 |
| 5 | c8 negres torre · f8 negres torre · g8 negres rei · a7 negres peó · b7 negres peó · d7 negres alfil · f7 negres peó · g7 negres peó · h7 negres peó · b6 negres dama · e6 negres peó · d5 negres peó · e5 blanques peó · b4 blanques alfil · f4 blanques peó · g4 negres cavall · d3 blanques alfil · f3 blanques cavall · a2 blanques peó · e2 blanques dama · g2 blanques peó · h2 blanques peó · a1 blanques torre · b1 blanques cavall · e1 blanques rei · f1 blanques torre | c8 negres torre · f8 negres torre · g8 negres rei · a7 negres peó · b7 negres peó · d7 negres alfil · f7 negres peó · g7 negres peó · h7 negres peó · b6 negres dama · e6 negres peó · d5 negres peó · e5 blanques peó · b4 blanques alfil · f4 blanques peó · g4 negres cavall · d3 blanques alfil · f3 blanques cavall · a2 blanques peó · e2 blanques dama · g2 blanques peó · h2 blanques peó · a1 blanques torre · b1 blanques cavall · e1 blanques rei · f1 blanques torre | c8 negres torre · f8 negres torre · g8 negres rei · a7 negres peó · b7 negres peó · d7 negres alfil · f7 negres peó · g7 negres peó · h7 negres peó · b6 negres dama · e6 negres peó · d5 negres peó · e5 blanques peó · b4 blanques alfil · f4 blanques peó · g4 negres cavall · d3 blanques alfil · f3 blanques cavall · a2 blanques peó · e2 blanques dama · g2 blanques peó · h2 blanques peó · a1 blanques torre · b1 blanques cavall · e1 blanques rei · f1 blanques torre | c8 negres torre · f8 negres torre · g8 negres rei · a7 negres peó · b7 negres peó · d7 negres alfil · f7 negres peó · g7 negres peó · h7 negres peó · b6 negres dama · e6 negres peó · d5 negres peó · e5 blanques peó · b4 blanques alfil · f4 blanques peó · g4 negres cavall · d3 blanques alfil · f3 blanques cavall · a2 blanques peó · e2 blanques dama · g2 blanques peó · h2 blanques peó · a1 blanques torre · b1 blanques cavall · e1 blanques rei · f1 blanques torre | c8 negres torre · f8 negres torre · g8 negres rei · a7 negres peó · b7 negres peó · d7 negres alfil · f7 negres peó · g7 negres peó · h7 negres peó · b6 negres dama · e6 negres peó · d5 negres peó · e5 blanques peó · b4 blanques alfil · f4 blanques peó · g4 negres cavall · d3 blanques alfil · f3 blanques cavall · a2 blanques peó · e2 blanques dama · g2 blanques peó · h2 blanques peó · a1 blanques torre · b1 blanques cavall · e1 blanques rei · f1 blanques torre | c8 negres torre · f8 negres torre · g8 negres rei · a7 negres peó · b7 negres peó · d7 negres alfil · f7 negres peó · g7 negres peó · h7 negres peó · b6 negres dama · e6 negres peó · d5 negres peó · e5 blanques peó · b4 blanques alfil · f4 blanques peó · g4 negres cavall · d3 blanques alfil · f3 blanques cavall · a2 blanques peó · e2 blanques dama · g2 blanques peó · h2 blanques peó · a1 blanques torre · b1 blanques cavall · e1 blanques rei · f1 blanques torre | c8 negres torre · f8 negres torre · g8 negres rei · a7 negres peó · b7 negres peó · d7 negres alfil · f7 negres peó · g7 negres peó · h7 negres peó · b6 negres dama · e6 negres peó · d5 negres peó · e5 blanques peó · b4 blanques alfil · f4 blanques peó · g4 negres cavall · d3 blanques alfil · f3 blanques cavall · a2 blanques peó · e2 blanques dama · g2 blanques peó · h2 blanques peó · a1 blanques torre · b1 blanques cavall · e1 blanques rei · f1 blanques torre | c8 negres torre · f8 negres torre · g8 negres rei · a7 negres peó · b7 negres peó · d7 negres alfil · f7 negres peó · g7 negres peó · h7 negres peó · b6 negres dama · e6 negres peó · d5 negres peó · e5 blanques peó · b4 blanques alfil · f4 blanques peó · g4 negres cavall · d3 blanques alfil · f3 blanques cavall · a2 blanques peó · e2 blanques dama · g2 blanques peó · h2 blanques peó · a1 blanques torre · b1 blanques cavall · e1 blanques rei · f1 blanques torre | 5 |
| 4 | c8 negres torre · f8 negres torre · g8 negres rei · a7 negres peó · b7 negres peó · d7 negres alfil · f7 negres peó · g7 negres peó · h7 negres peó · b6 negres dama · e6 negres peó · d5 negres peó · e5 blanques peó · b4 blanques alfil · f4 blanques peó · g4 negres cavall · d3 blanques alfil · f3 blanques cavall · a2 blanques peó · e2 blanques dama · g2 blanques peó · h2 blanques peó · a1 blanques torre · b1 blanques cavall · e1 blanques rei · f1 blanques torre | c8 negres torre · f8 negres torre · g8 negres rei · a7 negres peó · b7 negres peó · d7 negres alfil · f7 negres peó · g7 negres peó · h7 negres peó · b6 negres dama · e6 negres peó · d5 negres peó · e5 blanques peó · b4 blanques alfil · f4 blanques peó · g4 negres cavall · d3 blanques alfil · f3 blanques cavall · a2 blanques peó · e2 blanques dama · g2 blanques peó · h2 blanques peó · a1 blanques torre · b1 blanques cavall · e1 blanques rei · f1 blanques torre | c8 negres torre · f8 negres torre · g8 negres rei · a7 negres peó · b7 negres peó · d7 negres alfil · f7 negres peó · g7 negres peó · h7 negres peó · b6 negres dama · e6 negres peó · d5 negres peó · e5 blanques peó · b4 blanques alfil · f4 blanques peó · g4 negres cavall · d3 blanques alfil · f3 blanques cavall · a2 blanques peó · e2 blanques dama · g2 blanques peó · h2 blanques peó · a1 blanques torre · b1 blanques cavall · e1 blanques rei · f1 blanques torre | c8 negres torre · f8 negres torre · g8 negres rei · a7 negres peó · b7 negres peó · d7 negres alfil · f7 negres peó · g7 negres peó · h7 negres peó · b6 negres dama · e6 negres peó · d5 negres peó · e5 blanques peó · b4 blanques alfil · f4 blanques peó · g4 negres cavall · d3 blanques alfil · f3 blanques cavall · a2 blanques peó · e2 blanques dama · g2 blanques peó · h2 blanques peó · a1 blanques torre · b1 blanques cavall · e1 blanques rei · f1 blanques torre | c8 negres torre · f8 negres torre · g8 negres rei · a7 negres peó · b7 negres peó · d7 negres alfil · f7 negres peó · g7 negres peó · h7 negres peó · b6 negres dama · e6 negres peó · d5 negres peó · e5 blanques peó · b4 blanques alfil · f4 blanques peó · g4 negres cavall · d3 blanques alfil · f3 blanques cavall · a2 blanques peó · e2 blanques dama · g2 blanques peó · h2 blanques peó · a1 blanques torre · b1 blanques cavall · e1 blanques rei · f1 blanques torre | c8 negres torre · f8 negres torre · g8 negres rei · a7 negres peó · b7 negres peó · d7 negres alfil · f7 negres peó · g7 negres peó · h7 negres peó · b6 negres dama · e6 negres peó · d5 negres peó · e5 blanques peó · b4 blanques alfil · f4 blanques peó · g4 negres cavall · d3 blanques alfil · f3 blanques cavall · a2 blanques peó · e2 blanques dama · g2 blanques peó · h2 blanques peó · a1 blanques torre · b1 blanques cavall · e1 blanques rei · f1 blanques torre | c8 negres torre · f8 negres torre · g8 negres rei · a7 negres peó · b7 negres peó · d7 negres alfil · f7 negres peó · g7 negres peó · h7 negres peó · b6 negres dama · e6 negres peó · d5 negres peó · e5 blanques peó · b4 blanques alfil · f4 blanques peó · g4 negres cavall · d3 blanques alfil · f3 blanques cavall · a2 blanques peó · e2 blanques dama · g2 blanques peó · h2 blanques peó · a1 blanques torre · b1 blanques cavall · e1 blanques rei · f1 blanques torre | c8 negres torre · f8 negres torre · g8 negres rei · a7 negres peó · b7 negres peó · d7 negres alfil · f7 negres peó · g7 negres peó · h7 negres peó · b6 negres dama · e6 negres peó · d5 negres peó · e5 blanques peó · b4 blanques alfil · f4 blanques peó · g4 negres cavall · d3 blanques alfil · f3 blanques cavall · a2 blanques peó · e2 blanques dama · g2 blanques peó · h2 blanques peó · a1 blanques torre · b1 blanques cavall · e1 blanques rei · f1 blanques torre | 4 |
| 3 | c8 negres torre · f8 negres torre · g8 negres rei · a7 negres peó · b7 negres peó · d7 negres alfil · f7 negres peó · g7 negres peó · h7 negres peó · b6 negres dama · e6 negres peó · d5 negres peó · e5 blanques peó · b4 blanques alfil · f4 blanques peó · g4 negres cavall · d3 blanques alfil · f3 blanques cavall · a2 blanques peó · e2 blanques dama · g2 blanques peó · h2 blanques peó · a1 blanques torre · b1 blanques cavall · e1 blanques rei · f1 blanques torre | c8 negres torre · f8 negres torre · g8 negres rei · a7 negres peó · b7 negres peó · d7 negres alfil · f7 negres peó · g7 negres peó · h7 negres peó · b6 negres dama · e6 negres peó · d5 negres peó · e5 blanques peó · b4 blanques alfil · f4 blanques peó · g4 negres cavall · d3 blanques alfil · f3 blanques cavall · a2 blanques peó · e2 blanques dama · g2 blanques peó · h2 blanques peó · a1 blanques torre · b1 blanques cavall · e1 blanques rei · f1 blanques torre | c8 negres torre · f8 negres torre · g8 negres rei · a7 negres peó · b7 negres peó · d7 negres alfil · f7 negres peó · g7 negres peó · h7 negres peó · b6 negres dama · e6 negres peó · d5 negres peó · e5 blanques peó · b4 blanques alfil · f4 blanques peó · g4 negres cavall · d3 blanques alfil · f3 blanques cavall · a2 blanques peó · e2 blanques dama · g2 blanques peó · h2 blanques peó · a1 blanques torre · b1 blanques cavall · e1 blanques rei · f1 blanques torre | c8 negres torre · f8 negres torre · g8 negres rei · a7 negres peó · b7 negres peó · d7 negres alfil · f7 negres peó · g7 negres peó · h7 negres peó · b6 negres dama · e6 negres peó · d5 negres peó · e5 blanques peó · b4 blanques alfil · f4 blanques peó · g4 negres cavall · d3 blanques alfil · f3 blanques cavall · a2 blanques peó · e2 blanques dama · g2 blanques peó · h2 blanques peó · a1 blanques torre · b1 blanques cavall · e1 blanques rei · f1 blanques torre | c8 negres torre · f8 negres torre · g8 negres rei · a7 negres peó · b7 negres peó · d7 negres alfil · f7 negres peó · g7 negres peó · h7 negres peó · b6 negres dama · e6 negres peó · d5 negres peó · e5 blanques peó · b4 blanques alfil · f4 blanques peó · g4 negres cavall · d3 blanques alfil · f3 blanques cavall · a2 blanques peó · e2 blanques dama · g2 blanques peó · h2 blanques peó · a1 blanques torre · b1 blanques cavall · e1 blanques rei · f1 blanques torre | c8 negres torre · f8 negres torre · g8 negres rei · a7 negres peó · b7 negres peó · d7 negres alfil · f7 negres peó · g7 negres peó · h7 negres peó · b6 negres dama · e6 negres peó · d5 negres peó · e5 blanques peó · b4 blanques alfil · f4 blanques peó · g4 negres cavall · d3 blanques alfil · f3 blanques cavall · a2 blanques peó · e2 blanques dama · g2 blanques peó · h2 blanques peó · a1 blanques torre · b1 blanques cavall · e1 blanques rei · f1 blanques torre | c8 negres torre · f8 negres torre · g8 negres rei · a7 negres peó · b7 negres peó · d7 negres alfil · f7 negres peó · g7 negres peó · h7 negres peó · b6 negres dama · e6 negres peó · d5 negres peó · e5 blanques peó · b4 blanques alfil · f4 blanques peó · g4 negres cavall · d3 blanques alfil · f3 blanques cavall · a2 blanques peó · e2 blanques dama · g2 blanques peó · h2 blanques peó · a1 blanques torre · b1 blanques cavall · e1 blanques rei · f1 blanques torre | c8 negres torre · f8 negres torre · g8 negres rei · a7 negres peó · b7 negres peó · d7 negres alfil · f7 negres peó · g7 negres peó · h7 negres peó · b6 negres dama · e6 negres peó · d5 negres peó · e5 blanques peó · b4 blanques alfil · f4 blanques peó · g4 negres cavall · d3 blanques alfil · f3 blanques cavall · a2 blanques peó · e2 blanques dama · g2 blanques peó · h2 blanques peó · a1 blanques torre · b1 blanques cavall · e1 blanques rei · f1 blanques torre | 3 |
| 2 | c8 negres torre · f8 negres torre · g8 negres rei · a7 negres peó · b7 negres peó · d7 negres alfil · f7 negres peó · g7 negres peó · h7 negres peó · b6 negres dama · e6 negres peó · d5 negres peó · e5 blanques peó · b4 blanques alfil · f4 blanques peó · g4 negres cavall · d3 blanques alfil · f3 blanques cavall · a2 blanques peó · e2 blanques dama · g2 blanques peó · h2 blanques peó · a1 blanques torre · b1 blanques cavall · e1 blanques rei · f1 blanques torre | c8 negres torre · f8 negres torre · g8 negres rei · a7 negres peó · b7 negres peó · d7 negres alfil · f7 negres peó · g7 negres peó · h7 negres peó · b6 negres dama · e6 negres peó · d5 negres peó · e5 blanques peó · b4 blanques alfil · f4 blanques peó · g4 negres cavall · d3 blanques alfil · f3 blanques cavall · a2 blanques peó · e2 blanques dama · g2 blanques peó · h2 blanques peó · a1 blanques torre · b1 blanques cavall · e1 blanques rei · f1 blanques torre | c8 negres torre · f8 negres torre · g8 negres rei · a7 negres peó · b7 negres peó · d7 negres alfil · f7 negres peó · g7 negres peó · h7 negres peó · b6 negres dama · e6 negres peó · d5 negres peó · e5 blanques peó · b4 blanques alfil · f4 blanques peó · g4 negres cavall · d3 blanques alfil · f3 blanques cavall · a2 blanques peó · e2 blanques dama · g2 blanques peó · h2 blanques peó · a1 blanques torre · b1 blanques cavall · e1 blanques rei · f1 blanques torre | c8 negres torre · f8 negres torre · g8 negres rei · a7 negres peó · b7 negres peó · d7 negres alfil · f7 negres peó · g7 negres peó · h7 negres peó · b6 negres dama · e6 negres peó · d5 negres peó · e5 blanques peó · b4 blanques alfil · f4 blanques peó · g4 negres cavall · d3 blanques alfil · f3 blanques cavall · a2 blanques peó · e2 blanques dama · g2 blanques peó · h2 blanques peó · a1 blanques torre · b1 blanques cavall · e1 blanques rei · f1 blanques torre | c8 negres torre · f8 negres torre · g8 negres rei · a7 negres peó · b7 negres peó · d7 negres alfil · f7 negres peó · g7 negres peó · h7 negres peó · b6 negres dama · e6 negres peó · d5 negres peó · e5 blanques peó · b4 blanques alfil · f4 blanques peó · g4 negres cavall · d3 blanques alfil · f3 blanques cavall · a2 blanques peó · e2 blanques dama · g2 blanques peó · h2 blanques peó · a1 blanques torre · b1 blanques cavall · e1 blanques rei · f1 blanques torre | c8 negres torre · f8 negres torre · g8 negres rei · a7 negres peó · b7 negres peó · d7 negres alfil · f7 negres peó · g7 negres peó · h7 negres peó · b6 negres dama · e6 negres peó · d5 negres peó · e5 blanques peó · b4 blanques alfil · f4 blanques peó · g4 negres cavall · d3 blanques alfil · f3 blanques cavall · a2 blanques peó · e2 blanques dama · g2 blanques peó · h2 blanques peó · a1 blanques torre · b1 blanques cavall · e1 blanques rei · f1 blanques torre | c8 negres torre · f8 negres torre · g8 negres rei · a7 negres peó · b7 negres peó · d7 negres alfil · f7 negres peó · g7 negres peó · h7 negres peó · b6 negres dama · e6 negres peó · d5 negres peó · e5 blanques peó · b4 blanques alfil · f4 blanques peó · g4 negres cavall · d3 blanques alfil · f3 blanques cavall · a2 blanques peó · e2 blanques dama · g2 blanques peó · h2 blanques peó · a1 blanques torre · b1 blanques cavall · e1 blanques rei · f1 blanques torre | c8 negres torre · f8 negres torre · g8 negres rei · a7 negres peó · b7 negres peó · d7 negres alfil · f7 negres peó · g7 negres peó · h7 negres peó · b6 negres dama · e6 negres peó · d5 negres peó · e5 blanques peó · b4 blanques alfil · f4 blanques peó · g4 negres cavall · d3 blanques alfil · f3 blanques cavall · a2 blanques peó · e2 blanques dama · g2 blanques peó · h2 blanques peó · a1 blanques torre · b1 blanques cavall · e1 blanques rei · f1 blanques torre | 2 |
| 1 | c8 negres torre · f8 negres torre · g8 negres rei · a7 negres peó · b7 negres peó · d7 negres alfil · f7 negres peó · g7 negres peó · h7 negres peó · b6 negres dama · e6 negres peó · d5 negres peó · e5 blanques peó · b4 blanques alfil · f4 blanques peó · g4 negres cavall · d3 blanques alfil · f3 blanques cavall · a2 blanques peó · e2 blanques dama · g2 blanques peó · h2 blanques peó · a1 blanques torre · b1 blanques cavall · e1 blanques rei · f1 blanques torre | c8 negres torre · f8 negres torre · g8 negres rei · a7 negres peó · b7 negres peó · d7 negres alfil · f7 negres peó · g7 negres peó · h7 negres peó · b6 negres dama · e6 negres peó · d5 negres peó · e5 blanques peó · b4 blanques alfil · f4 blanques peó · g4 negres cavall · d3 blanques alfil · f3 blanques cavall · a2 blanques peó · e2 blanques dama · g2 blanques peó · h2 blanques peó · a1 blanques torre · b1 blanques cavall · e1 blanques rei · f1 blanques torre | c8 negres torre · f8 negres torre · g8 negres rei · a7 negres peó · b7 negres peó · d7 negres alfil · f7 negres peó · g7 negres peó · h7 negres peó · b6 negres dama · e6 negres peó · d5 negres peó · e5 blanques peó · b4 blanques alfil · f4 blanques peó · g4 negres cavall · d3 blanques alfil · f3 blanques cavall · a2 blanques peó · e2 blanques dama · g2 blanques peó · h2 blanques peó · a1 blanques torre · b1 blanques cavall · e1 blanques rei · f1 blanques torre | c8 negres torre · f8 negres torre · g8 negres rei · a7 negres peó · b7 negres peó · d7 negres alfil · f7 negres peó · g7 negres peó · h7 negres peó · b6 negres dama · e6 negres peó · d5 negres peó · e5 blanques peó · b4 blanques alfil · f4 blanques peó · g4 negres cavall · d3 blanques alfil · f3 blanques cavall · a2 blanques peó · e2 blanques dama · g2 blanques peó · h2 blanques peó · a1 blanques torre · b1 blanques cavall · e1 blanques rei · f1 blanques torre | c8 negres torre · f8 negres torre · g8 negres rei · a7 negres peó · b7 negres peó · d7 negres alfil · f7 negres peó · g7 negres peó · h7 negres peó · b6 negres dama · e6 negres peó · d5 negres peó · e5 blanques peó · b4 blanques alfil · f4 blanques peó · g4 negres cavall · d3 blanques alfil · f3 blanques cavall · a2 blanques peó · e2 blanques dama · g2 blanques peó · h2 blanques peó · a1 blanques torre · b1 blanques cavall · e1 blanques rei · f1 blanques torre | c8 negres torre · f8 negres torre · g8 negres rei · a7 negres peó · b7 negres peó · d7 negres alfil · f7 negres peó · g7 negres peó · h7 negres peó · b6 negres dama · e6 negres peó · d5 negres peó · e5 blanques peó · b4 blanques alfil · f4 blanques peó · g4 negres cavall · d3 blanques alfil · f3 blanques cavall · a2 blanques peó · e2 blanques dama · g2 blanques peó · h2 blanques peó · a1 blanques torre · b1 blanques cavall · e1 blanques rei · f1 blanques torre | c8 negres torre · f8 negres torre · g8 negres rei · a7 negres peó · b7 negres peó · d7 negres alfil · f7 negres peó · g7 negres peó · h7 negres peó · b6 negres dama · e6 negres peó · d5 negres peó · e5 blanques peó · b4 blanques alfil · f4 blanques peó · g4 negres cavall · d3 blanques alfil · f3 blanques cavall · a2 blanques peó · e2 blanques dama · g2 blanques peó · h2 blanques peó · a1 blanques torre · b1 blanques cavall · e1 blanques rei · f1 blanques torre | c8 negres torre · f8 negres torre · g8 negres rei · a7 negres peó · b7 negres peó · d7 negres alfil · f7 negres peó · g7 negres peó · h7 negres peó · b6 negres dama · e6 negres peó · d5 negres peó · e5 blanques peó · b4 blanques alfil · f4 blanques peó · g4 negres cavall · d3 blanques alfil · f3 blanques cavall · a2 blanques peó · e2 blanques dama · g2 blanques peó · h2 blanques peó · a1 blanques torre · b1 blanques cavall · e1 blanques rei · f1 blanques torre | 1 |
|   | a | b | c | d | e | f | g | h |   |

Rosenthal-De Vere, París 1867, és un altre exemple de swischenzug del segle xix (Hooper & Whyld 1992:107–8). De Vere (negres) havia des de molt aviat sacrificat una peça per dos peons. Les blanques acaben de jugar 16.Axb4. En lloc de recapturar amb 16...Dxb4+, De Vere va fer primer el zwischenzug (o zwischenschach) 16...Tc1+! després de 17.Rd2 Txf1 18.Dxf1 Dxb4+ 19.Re2 Dxf4 20.Dg1 Cxe5, el zwischenzug de De Vere li va reportar dos peons, deixant-lo amb avantatge material de quatre peons per cavall. Les blanques van abandonar després de dotze jugades més.
|   | a | b | c | d | e | f | g | h |   |
| 8 | a8 negres torre · b8 blanques alfil · c8 negres alfil · d8 negres dama · e8 negres rei · h8 negres torre · a7 negres peó · b7 negres peó · f7 negres peó · g7 negres peó · h7 negres peó · f6 negres cavall · b4 negres alfil · c4 negres peó · d4 blanques peó · a2 blanques peó · b2 blanques peó · e2 blanques alfil · g2 blanques peó · h2 blanques peó · a1 blanques torre · b1 blanques cavall · d1 blanques dama · f1 blanques rei · g1 blanques cavall · h1 blanques torre | a8 negres torre · b8 blanques alfil · c8 negres alfil · d8 negres dama · e8 negres rei · h8 negres torre · a7 negres peó · b7 negres peó · f7 negres peó · g7 negres peó · h7 negres peó · f6 negres cavall · b4 negres alfil · c4 negres peó · d4 blanques peó · a2 blanques peó · b2 blanques peó · e2 blanques alfil · g2 blanques peó · h2 blanques peó · a1 blanques torre · b1 blanques cavall · d1 blanques dama · f1 blanques rei · g1 blanques cavall · h1 blanques torre | a8 negres torre · b8 blanques alfil · c8 negres alfil · d8 negres dama · e8 negres rei · h8 negres torre · a7 negres peó · b7 negres peó · f7 negres peó · g7 negres peó · h7 negres peó · f6 negres cavall · b4 negres alfil · c4 negres peó · d4 blanques peó · a2 blanques peó · b2 blanques peó · e2 blanques alfil · g2 blanques peó · h2 blanques peó · a1 blanques torre · b1 blanques cavall · d1 blanques dama · f1 blanques rei · g1 blanques cavall · h1 blanques torre | a8 negres torre · b8 blanques alfil · c8 negres alfil · d8 negres dama · e8 negres rei · h8 negres torre · a7 negres peó · b7 negres peó · f7 negres peó · g7 negres peó · h7 negres peó · f6 negres cavall · b4 negres alfil · c4 negres peó · d4 blanques peó · a2 blanques peó · b2 blanques peó · e2 blanques alfil · g2 blanques peó · h2 blanques peó · a1 blanques torre · b1 blanques cavall · d1 blanques dama · f1 blanques rei · g1 blanques cavall · h1 blanques torre | a8 negres torre · b8 blanques alfil · c8 negres alfil · d8 negres dama · e8 negres rei · h8 negres torre · a7 negres peó · b7 negres peó · f7 negres peó · g7 negres peó · h7 negres peó · f6 negres cavall · b4 negres alfil · c4 negres peó · d4 blanques peó · a2 blanques peó · b2 blanques peó · e2 blanques alfil · g2 blanques peó · h2 blanques peó · a1 blanques torre · b1 blanques cavall · d1 blanques dama · f1 blanques rei · g1 blanques cavall · h1 blanques torre | a8 negres torre · b8 blanques alfil · c8 negres alfil · d8 negres dama · e8 negres rei · h8 negres torre · a7 negres peó · b7 negres peó · f7 negres peó · g7 negres peó · h7 negres peó · f6 negres cavall · b4 negres alfil · c4 negres peó · d4 blanques peó · a2 blanques peó · b2 blanques peó · e2 blanques alfil · g2 blanques peó · h2 blanques peó · a1 blanques torre · b1 blanques cavall · d1 blanques dama · f1 blanques rei · g1 blanques cavall · h1 blanques torre | a8 negres torre · b8 blanques alfil · c8 negres alfil · d8 negres dama · e8 negres rei · h8 negres torre · a7 negres peó · b7 negres peó · f7 negres peó · g7 negres peó · h7 negres peó · f6 negres cavall · b4 negres alfil · c4 negres peó · d4 blanques peó · a2 blanques peó · b2 blanques peó · e2 blanques alfil · g2 blanques peó · h2 blanques peó · a1 blanques torre · b1 blanques cavall · d1 blanques dama · f1 blanques rei · g1 blanques cavall · h1 blanques torre | a8 negres torre · b8 blanques alfil · c8 negres alfil · d8 negres dama · e8 negres rei · h8 negres torre · a7 negres peó · b7 negres peó · f7 negres peó · g7 negres peó · h7 negres peó · f6 negres cavall · b4 negres alfil · c4 negres peó · d4 blanques peó · a2 blanques peó · b2 blanques peó · e2 blanques alfil · g2 blanques peó · h2 blanques peó · a1 blanques torre · b1 blanques cavall · d1 blanques dama · f1 blanques rei · g1 blanques cavall · h1 blanques torre | 8 |
| 7 | a8 negres torre · b8 blanques alfil · c8 negres alfil · d8 negres dama · e8 negres rei · h8 negres torre · a7 negres peó · b7 negres peó · f7 negres peó · g7 negres peó · h7 negres peó · f6 negres cavall · b4 negres alfil · c4 negres peó · d4 blanques peó · a2 blanques peó · b2 blanques peó · e2 blanques alfil · g2 blanques peó · h2 blanques peó · a1 blanques torre · b1 blanques cavall · d1 blanques dama · f1 blanques rei · g1 blanques cavall · h1 blanques torre | a8 negres torre · b8 blanques alfil · c8 negres alfil · d8 negres dama · e8 negres rei · h8 negres torre · a7 negres peó · b7 negres peó · f7 negres peó · g7 negres peó · h7 negres peó · f6 negres cavall · b4 negres alfil · c4 negres peó · d4 blanques peó · a2 blanques peó · b2 blanques peó · e2 blanques alfil · g2 blanques peó · h2 blanques peó · a1 blanques torre · b1 blanques cavall · d1 blanques dama · f1 blanques rei · g1 blanques cavall · h1 blanques torre | a8 negres torre · b8 blanques alfil · c8 negres alfil · d8 negres dama · e8 negres rei · h8 negres torre · a7 negres peó · b7 negres peó · f7 negres peó · g7 negres peó · h7 negres peó · f6 negres cavall · b4 negres alfil · c4 negres peó · d4 blanques peó · a2 blanques peó · b2 blanques peó · e2 blanques alfil · g2 blanques peó · h2 blanques peó · a1 blanques torre · b1 blanques cavall · d1 blanques dama · f1 blanques rei · g1 blanques cavall · h1 blanques torre | a8 negres torre · b8 blanques alfil · c8 negres alfil · d8 negres dama · e8 negres rei · h8 negres torre · a7 negres peó · b7 negres peó · f7 negres peó · g7 negres peó · h7 negres peó · f6 negres cavall · b4 negres alfil · c4 negres peó · d4 blanques peó · a2 blanques peó · b2 blanques peó · e2 blanques alfil · g2 blanques peó · h2 blanques peó · a1 blanques torre · b1 blanques cavall · d1 blanques dama · f1 blanques rei · g1 blanques cavall · h1 blanques torre | a8 negres torre · b8 blanques alfil · c8 negres alfil · d8 negres dama · e8 negres rei · h8 negres torre · a7 negres peó · b7 negres peó · f7 negres peó · g7 negres peó · h7 negres peó · f6 negres cavall · b4 negres alfil · c4 negres peó · d4 blanques peó · a2 blanques peó · b2 blanques peó · e2 blanques alfil · g2 blanques peó · h2 blanques peó · a1 blanques torre · b1 blanques cavall · d1 blanques dama · f1 blanques rei · g1 blanques cavall · h1 blanques torre | a8 negres torre · b8 blanques alfil · c8 negres alfil · d8 negres dama · e8 negres rei · h8 negres torre · a7 negres peó · b7 negres peó · f7 negres peó · g7 negres peó · h7 negres peó · f6 negres cavall · b4 negres alfil · c4 negres peó · d4 blanques peó · a2 blanques peó · b2 blanques peó · e2 blanques alfil · g2 blanques peó · h2 blanques peó · a1 blanques torre · b1 blanques cavall · d1 blanques dama · f1 blanques rei · g1 blanques cavall · h1 blanques torre | a8 negres torre · b8 blanques alfil · c8 negres alfil · d8 negres dama · e8 negres rei · h8 negres torre · a7 negres peó · b7 negres peó · f7 negres peó · g7 negres peó · h7 negres peó · f6 negres cavall · b4 negres alfil · c4 negres peó · d4 blanques peó · a2 blanques peó · b2 blanques peó · e2 blanques alfil · g2 blanques peó · h2 blanques peó · a1 blanques torre · b1 blanques cavall · d1 blanques dama · f1 blanques rei · g1 blanques cavall · h1 blanques torre | a8 negres torre · b8 blanques alfil · c8 negres alfil · d8 negres dama · e8 negres rei · h8 negres torre · a7 negres peó · b7 negres peó · f7 negres peó · g7 negres peó · h7 negres peó · f6 negres cavall · b4 negres alfil · c4 negres peó · d4 blanques peó · a2 blanques peó · b2 blanques peó · e2 blanques alfil · g2 blanques peó · h2 blanques peó · a1 blanques torre · b1 blanques cavall · d1 blanques dama · f1 blanques rei · g1 blanques cavall · h1 blanques torre | 7 |
| 6 | a8 negres torre · b8 blanques alfil · c8 negres alfil · d8 negres dama · e8 negres rei · h8 negres torre · a7 negres peó · b7 negres peó · f7 negres peó · g7 negres peó · h7 negres peó · f6 negres cavall · b4 negres alfil · c4 negres peó · d4 blanques peó · a2 blanques peó · b2 blanques peó · e2 blanques alfil · g2 blanques peó · h2 blanques peó · a1 blanques torre · b1 blanques cavall · d1 blanques dama · f1 blanques rei · g1 blanques cavall · h1 blanques torre | a8 negres torre · b8 blanques alfil · c8 negres alfil · d8 negres dama · e8 negres rei · h8 negres torre · a7 negres peó · b7 negres peó · f7 negres peó · g7 negres peó · h7 negres peó · f6 negres cavall · b4 negres alfil · c4 negres peó · d4 blanques peó · a2 blanques peó · b2 blanques peó · e2 blanques alfil · g2 blanques peó · h2 blanques peó · a1 blanques torre · b1 blanques cavall · d1 blanques dama · f1 blanques rei · g1 blanques cavall · h1 blanques torre | a8 negres torre · b8 blanques alfil · c8 negres alfil · d8 negres dama · e8 negres rei · h8 negres torre · a7 negres peó · b7 negres peó · f7 negres peó · g7 negres peó · h7 negres peó · f6 negres cavall · b4 negres alfil · c4 negres peó · d4 blanques peó · a2 blanques peó · b2 blanques peó · e2 blanques alfil · g2 blanques peó · h2 blanques peó · a1 blanques torre · b1 blanques cavall · d1 blanques dama · f1 blanques rei · g1 blanques cavall · h1 blanques torre | a8 negres torre · b8 blanques alfil · c8 negres alfil · d8 negres dama · e8 negres rei · h8 negres torre · a7 negres peó · b7 negres peó · f7 negres peó · g7 negres peó · h7 negres peó · f6 negres cavall · b4 negres alfil · c4 negres peó · d4 blanques peó · a2 blanques peó · b2 blanques peó · e2 blanques alfil · g2 blanques peó · h2 blanques peó · a1 blanques torre · b1 blanques cavall · d1 blanques dama · f1 blanques rei · g1 blanques cavall · h1 blanques torre | a8 negres torre · b8 blanques alfil · c8 negres alfil · d8 negres dama · e8 negres rei · h8 negres torre · a7 negres peó · b7 negres peó · f7 negres peó · g7 negres peó · h7 negres peó · f6 negres cavall · b4 negres alfil · c4 negres peó · d4 blanques peó · a2 blanques peó · b2 blanques peó · e2 blanques alfil · g2 blanques peó · h2 blanques peó · a1 blanques torre · b1 blanques cavall · d1 blanques dama · f1 blanques rei · g1 blanques cavall · h1 blanques torre | a8 negres torre · b8 blanques alfil · c8 negres alfil · d8 negres dama · e8 negres rei · h8 negres torre · a7 negres peó · b7 negres peó · f7 negres peó · g7 negres peó · h7 negres peó · f6 negres cavall · b4 negres alfil · c4 negres peó · d4 blanques peó · a2 blanques peó · b2 blanques peó · e2 blanques alfil · g2 blanques peó · h2 blanques peó · a1 blanques torre · b1 blanques cavall · d1 blanques dama · f1 blanques rei · g1 blanques cavall · h1 blanques torre | a8 negres torre · b8 blanques alfil · c8 negres alfil · d8 negres dama · e8 negres rei · h8 negres torre · a7 negres peó · b7 negres peó · f7 negres peó · g7 negres peó · h7 negres peó · f6 negres cavall · b4 negres alfil · c4 negres peó · d4 blanques peó · a2 blanques peó · b2 blanques peó · e2 blanques alfil · g2 blanques peó · h2 blanques peó · a1 blanques torre · b1 blanques cavall · d1 blanques dama · f1 blanques rei · g1 blanques cavall · h1 blanques torre | a8 negres torre · b8 blanques alfil · c8 negres alfil · d8 negres dama · e8 negres rei · h8 negres torre · a7 negres peó · b7 negres peó · f7 negres peó · g7 negres peó · h7 negres peó · f6 negres cavall · b4 negres alfil · c4 negres peó · d4 blanques peó · a2 blanques peó · b2 blanques peó · e2 blanques alfil · g2 blanques peó · h2 blanques peó · a1 blanques torre · b1 blanques cavall · d1 blanques dama · f1 blanques rei · g1 blanques cavall · h1 blanques torre | 6 |
| 5 | a8 negres torre · b8 blanques alfil · c8 negres alfil · d8 negres dama · e8 negres rei · h8 negres torre · a7 negres peó · b7 negres peó · f7 negres peó · g7 negres peó · h7 negres peó · f6 negres cavall · b4 negres alfil · c4 negres peó · d4 blanques peó · a2 blanques peó · b2 blanques peó · e2 blanques alfil · g2 blanques peó · h2 blanques peó · a1 blanques torre · b1 blanques cavall · d1 blanques dama · f1 blanques rei · g1 blanques cavall · h1 blanques torre | a8 negres torre · b8 blanques alfil · c8 negres alfil · d8 negres dama · e8 negres rei · h8 negres torre · a7 negres peó · b7 negres peó · f7 negres peó · g7 negres peó · h7 negres peó · f6 negres cavall · b4 negres alfil · c4 negres peó · d4 blanques peó · a2 blanques peó · b2 blanques peó · e2 blanques alfil · g2 blanques peó · h2 blanques peó · a1 blanques torre · b1 blanques cavall · d1 blanques dama · f1 blanques rei · g1 blanques cavall · h1 blanques torre | a8 negres torre · b8 blanques alfil · c8 negres alfil · d8 negres dama · e8 negres rei · h8 negres torre · a7 negres peó · b7 negres peó · f7 negres peó · g7 negres peó · h7 negres peó · f6 negres cavall · b4 negres alfil · c4 negres peó · d4 blanques peó · a2 blanques peó · b2 blanques peó · e2 blanques alfil · g2 blanques peó · h2 blanques peó · a1 blanques torre · b1 blanques cavall · d1 blanques dama · f1 blanques rei · g1 blanques cavall · h1 blanques torre | a8 negres torre · b8 blanques alfil · c8 negres alfil · d8 negres dama · e8 negres rei · h8 negres torre · a7 negres peó · b7 negres peó · f7 negres peó · g7 negres peó · h7 negres peó · f6 negres cavall · b4 negres alfil · c4 negres peó · d4 blanques peó · a2 blanques peó · b2 blanques peó · e2 blanques alfil · g2 blanques peó · h2 blanques peó · a1 blanques torre · b1 blanques cavall · d1 blanques dama · f1 blanques rei · g1 blanques cavall · h1 blanques torre | a8 negres torre · b8 blanques alfil · c8 negres alfil · d8 negres dama · e8 negres rei · h8 negres torre · a7 negres peó · b7 negres peó · f7 negres peó · g7 negres peó · h7 negres peó · f6 negres cavall · b4 negres alfil · c4 negres peó · d4 blanques peó · a2 blanques peó · b2 blanques peó · e2 blanques alfil · g2 blanques peó · h2 blanques peó · a1 blanques torre · b1 blanques cavall · d1 blanques dama · f1 blanques rei · g1 blanques cavall · h1 blanques torre | a8 negres torre · b8 blanques alfil · c8 negres alfil · d8 negres dama · e8 negres rei · h8 negres torre · a7 negres peó · b7 negres peó · f7 negres peó · g7 negres peó · h7 negres peó · f6 negres cavall · b4 negres alfil · c4 negres peó · d4 blanques peó · a2 blanques peó · b2 blanques peó · e2 blanques alfil · g2 blanques peó · h2 blanques peó · a1 blanques torre · b1 blanques cavall · d1 blanques dama · f1 blanques rei · g1 blanques cavall · h1 blanques torre | a8 negres torre · b8 blanques alfil · c8 negres alfil · d8 negres dama · e8 negres rei · h8 negres torre · a7 negres peó · b7 negres peó · f7 negres peó · g7 negres peó · h7 negres peó · f6 negres cavall · b4 negres alfil · c4 negres peó · d4 blanques peó · a2 blanques peó · b2 blanques peó · e2 blanques alfil · g2 blanques peó · h2 blanques peó · a1 blanques torre · b1 blanques cavall · d1 blanques dama · f1 blanques rei · g1 blanques cavall · h1 blanques torre | a8 negres torre · b8 blanques alfil · c8 negres alfil · d8 negres dama · e8 negres rei · h8 negres torre · a7 negres peó · b7 negres peó · f7 negres peó · g7 negres peó · h7 negres peó · f6 negres cavall · b4 negres alfil · c4 negres peó · d4 blanques peó · a2 blanques peó · b2 blanques peó · e2 blanques alfil · g2 blanques peó · h2 blanques peó · a1 blanques torre · b1 blanques cavall · d1 blanques dama · f1 blanques rei · g1 blanques cavall · h1 blanques torre | 5 |
| 4 | a8 negres torre · b8 blanques alfil · c8 negres alfil · d8 negres dama · e8 negres rei · h8 negres torre · a7 negres peó · b7 negres peó · f7 negres peó · g7 negres peó · h7 negres peó · f6 negres cavall · b4 negres alfil · c4 negres peó · d4 blanques peó · a2 blanques peó · b2 blanques peó · e2 blanques alfil · g2 blanques peó · h2 blanques peó · a1 blanques torre · b1 blanques cavall · d1 blanques dama · f1 blanques rei · g1 blanques cavall · h1 blanques torre | a8 negres torre · b8 blanques alfil · c8 negres alfil · d8 negres dama · e8 negres rei · h8 negres torre · a7 negres peó · b7 negres peó · f7 negres peó · g7 negres peó · h7 negres peó · f6 negres cavall · b4 negres alfil · c4 negres peó · d4 blanques peó · a2 blanques peó · b2 blanques peó · e2 blanques alfil · g2 blanques peó · h2 blanques peó · a1 blanques torre · b1 blanques cavall · d1 blanques dama · f1 blanques rei · g1 blanques cavall · h1 blanques torre | a8 negres torre · b8 blanques alfil · c8 negres alfil · d8 negres dama · e8 negres rei · h8 negres torre · a7 negres peó · b7 negres peó · f7 negres peó · g7 negres peó · h7 negres peó · f6 negres cavall · b4 negres alfil · c4 negres peó · d4 blanques peó · a2 blanques peó · b2 blanques peó · e2 blanques alfil · g2 blanques peó · h2 blanques peó · a1 blanques torre · b1 blanques cavall · d1 blanques dama · f1 blanques rei · g1 blanques cavall · h1 blanques torre | a8 negres torre · b8 blanques alfil · c8 negres alfil · d8 negres dama · e8 negres rei · h8 negres torre · a7 negres peó · b7 negres peó · f7 negres peó · g7 negres peó · h7 negres peó · f6 negres cavall · b4 negres alfil · c4 negres peó · d4 blanques peó · a2 blanques peó · b2 blanques peó · e2 blanques alfil · g2 blanques peó · h2 blanques peó · a1 blanques torre · b1 blanques cavall · d1 blanques dama · f1 blanques rei · g1 blanques cavall · h1 blanques torre | a8 negres torre · b8 blanques alfil · c8 negres alfil · d8 negres dama · e8 negres rei · h8 negres torre · a7 negres peó · b7 negres peó · f7 negres peó · g7 negres peó · h7 negres peó · f6 negres cavall · b4 negres alfil · c4 negres peó · d4 blanques peó · a2 blanques peó · b2 blanques peó · e2 blanques alfil · g2 blanques peó · h2 blanques peó · a1 blanques torre · b1 blanques cavall · d1 blanques dama · f1 blanques rei · g1 blanques cavall · h1 blanques torre | a8 negres torre · b8 blanques alfil · c8 negres alfil · d8 negres dama · e8 negres rei · h8 negres torre · a7 negres peó · b7 negres peó · f7 negres peó · g7 negres peó · h7 negres peó · f6 negres cavall · b4 negres alfil · c4 negres peó · d4 blanques peó · a2 blanques peó · b2 blanques peó · e2 blanques alfil · g2 blanques peó · h2 blanques peó · a1 blanques torre · b1 blanques cavall · d1 blanques dama · f1 blanques rei · g1 blanques cavall · h1 blanques torre | a8 negres torre · b8 blanques alfil · c8 negres alfil · d8 negres dama · e8 negres rei · h8 negres torre · a7 negres peó · b7 negres peó · f7 negres peó · g7 negres peó · h7 negres peó · f6 negres cavall · b4 negres alfil · c4 negres peó · d4 blanques peó · a2 blanques peó · b2 blanques peó · e2 blanques alfil · g2 blanques peó · h2 blanques peó · a1 blanques torre · b1 blanques cavall · d1 blanques dama · f1 blanques rei · g1 blanques cavall · h1 blanques torre | a8 negres torre · b8 blanques alfil · c8 negres alfil · d8 negres dama · e8 negres rei · h8 negres torre · a7 negres peó · b7 negres peó · f7 negres peó · g7 negres peó · h7 negres peó · f6 negres cavall · b4 negres alfil · c4 negres peó · d4 blanques peó · a2 blanques peó · b2 blanques peó · e2 blanques alfil · g2 blanques peó · h2 blanques peó · a1 blanques torre · b1 blanques cavall · d1 blanques dama · f1 blanques rei · g1 blanques cavall · h1 blanques torre | 4 |
| 3 | a8 negres torre · b8 blanques alfil · c8 negres alfil · d8 negres dama · e8 negres rei · h8 negres torre · a7 negres peó · b7 negres peó · f7 negres peó · g7 negres peó · h7 negres peó · f6 negres cavall · b4 negres alfil · c4 negres peó · d4 blanques peó · a2 blanques peó · b2 blanques peó · e2 blanques alfil · g2 blanques peó · h2 blanques peó · a1 blanques torre · b1 blanques cavall · d1 blanques dama · f1 blanques rei · g1 blanques cavall · h1 blanques torre | a8 negres torre · b8 blanques alfil · c8 negres alfil · d8 negres dama · e8 negres rei · h8 negres torre · a7 negres peó · b7 negres peó · f7 negres peó · g7 negres peó · h7 negres peó · f6 negres cavall · b4 negres alfil · c4 negres peó · d4 blanques peó · a2 blanques peó · b2 blanques peó · e2 blanques alfil · g2 blanques peó · h2 blanques peó · a1 blanques torre · b1 blanques cavall · d1 blanques dama · f1 blanques rei · g1 blanques cavall · h1 blanques torre | a8 negres torre · b8 blanques alfil · c8 negres alfil · d8 negres dama · e8 negres rei · h8 negres torre · a7 negres peó · b7 negres peó · f7 negres peó · g7 negres peó · h7 negres peó · f6 negres cavall · b4 negres alfil · c4 negres peó · d4 blanques peó · a2 blanques peó · b2 blanques peó · e2 blanques alfil · g2 blanques peó · h2 blanques peó · a1 blanques torre · b1 blanques cavall · d1 blanques dama · f1 blanques rei · g1 blanques cavall · h1 blanques torre | a8 negres torre · b8 blanques alfil · c8 negres alfil · d8 negres dama · e8 negres rei · h8 negres torre · a7 negres peó · b7 negres peó · f7 negres peó · g7 negres peó · h7 negres peó · f6 negres cavall · b4 negres alfil · c4 negres peó · d4 blanques peó · a2 blanques peó · b2 blanques peó · e2 blanques alfil · g2 blanques peó · h2 blanques peó · a1 blanques torre · b1 blanques cavall · d1 blanques dama · f1 blanques rei · g1 blanques cavall · h1 blanques torre | a8 negres torre · b8 blanques alfil · c8 negres alfil · d8 negres dama · e8 negres rei · h8 negres torre · a7 negres peó · b7 negres peó · f7 negres peó · g7 negres peó · h7 negres peó · f6 negres cavall · b4 negres alfil · c4 negres peó · d4 blanques peó · a2 blanques peó · b2 blanques peó · e2 blanques alfil · g2 blanques peó · h2 blanques peó · a1 blanques torre · b1 blanques cavall · d1 blanques dama · f1 blanques rei · g1 blanques cavall · h1 blanques torre | a8 negres torre · b8 blanques alfil · c8 negres alfil · d8 negres dama · e8 negres rei · h8 negres torre · a7 negres peó · b7 negres peó · f7 negres peó · g7 negres peó · h7 negres peó · f6 negres cavall · b4 negres alfil · c4 negres peó · d4 blanques peó · a2 blanques peó · b2 blanques peó · e2 blanques alfil · g2 blanques peó · h2 blanques peó · a1 blanques torre · b1 blanques cavall · d1 blanques dama · f1 blanques rei · g1 blanques cavall · h1 blanques torre | a8 negres torre · b8 blanques alfil · c8 negres alfil · d8 negres dama · e8 negres rei · h8 negres torre · a7 negres peó · b7 negres peó · f7 negres peó · g7 negres peó · h7 negres peó · f6 negres cavall · b4 negres alfil · c4 negres peó · d4 blanques peó · a2 blanques peó · b2 blanques peó · e2 blanques alfil · g2 blanques peó · h2 blanques peó · a1 blanques torre · b1 blanques cavall · d1 blanques dama · f1 blanques rei · g1 blanques cavall · h1 blanques torre | a8 negres torre · b8 blanques alfil · c8 negres alfil · d8 negres dama · e8 negres rei · h8 negres torre · a7 negres peó · b7 negres peó · f7 negres peó · g7 negres peó · h7 negres peó · f6 negres cavall · b4 negres alfil · c4 negres peó · d4 blanques peó · a2 blanques peó · b2 blanques peó · e2 blanques alfil · g2 blanques peó · h2 blanques peó · a1 blanques torre · b1 blanques cavall · d1 blanques dama · f1 blanques rei · g1 blanques cavall · h1 blanques torre | 3 |
| 2 | a8 negres torre · b8 blanques alfil · c8 negres alfil · d8 negres dama · e8 negres rei · h8 negres torre · a7 negres peó · b7 negres peó · f7 negres peó · g7 negres peó · h7 negres peó · f6 negres cavall · b4 negres alfil · c4 negres peó · d4 blanques peó · a2 blanques peó · b2 blanques peó · e2 blanques alfil · g2 blanques peó · h2 blanques peó · a1 blanques torre · b1 blanques cavall · d1 blanques dama · f1 blanques rei · g1 blanques cavall · h1 blanques torre | a8 negres torre · b8 blanques alfil · c8 negres alfil · d8 negres dama · e8 negres rei · h8 negres torre · a7 negres peó · b7 negres peó · f7 negres peó · g7 negres peó · h7 negres peó · f6 negres cavall · b4 negres alfil · c4 negres peó · d4 blanques peó · a2 blanques peó · b2 blanques peó · e2 blanques alfil · g2 blanques peó · h2 blanques peó · a1 blanques torre · b1 blanques cavall · d1 blanques dama · f1 blanques rei · g1 blanques cavall · h1 blanques torre | a8 negres torre · b8 blanques alfil · c8 negres alfil · d8 negres dama · e8 negres rei · h8 negres torre · a7 negres peó · b7 negres peó · f7 negres peó · g7 negres peó · h7 negres peó · f6 negres cavall · b4 negres alfil · c4 negres peó · d4 blanques peó · a2 blanques peó · b2 blanques peó · e2 blanques alfil · g2 blanques peó · h2 blanques peó · a1 blanques torre · b1 blanques cavall · d1 blanques dama · f1 blanques rei · g1 blanques cavall · h1 blanques torre | a8 negres torre · b8 blanques alfil · c8 negres alfil · d8 negres dama · e8 negres rei · h8 negres torre · a7 negres peó · b7 negres peó · f7 negres peó · g7 negres peó · h7 negres peó · f6 negres cavall · b4 negres alfil · c4 negres peó · d4 blanques peó · a2 blanques peó · b2 blanques peó · e2 blanques alfil · g2 blanques peó · h2 blanques peó · a1 blanques torre · b1 blanques cavall · d1 blanques dama · f1 blanques rei · g1 blanques cavall · h1 blanques torre | a8 negres torre · b8 blanques alfil · c8 negres alfil · d8 negres dama · e8 negres rei · h8 negres torre · a7 negres peó · b7 negres peó · f7 negres peó · g7 negres peó · h7 negres peó · f6 negres cavall · b4 negres alfil · c4 negres peó · d4 blanques peó · a2 blanques peó · b2 blanques peó · e2 blanques alfil · g2 blanques peó · h2 blanques peó · a1 blanques torre · b1 blanques cavall · d1 blanques dama · f1 blanques rei · g1 blanques cavall · h1 blanques torre | a8 negres torre · b8 blanques alfil · c8 negres alfil · d8 negres dama · e8 negres rei · h8 negres torre · a7 negres peó · b7 negres peó · f7 negres peó · g7 negres peó · h7 negres peó · f6 negres cavall · b4 negres alfil · c4 negres peó · d4 blanques peó · a2 blanques peó · b2 blanques peó · e2 blanques alfil · g2 blanques peó · h2 blanques peó · a1 blanques torre · b1 blanques cavall · d1 blanques dama · f1 blanques rei · g1 blanques cavall · h1 blanques torre | a8 negres torre · b8 blanques alfil · c8 negres alfil · d8 negres dama · e8 negres rei · h8 negres torre · a7 negres peó · b7 negres peó · f7 negres peó · g7 negres peó · h7 negres peó · f6 negres cavall · b4 negres alfil · c4 negres peó · d4 blanques peó · a2 blanques peó · b2 blanques peó · e2 blanques alfil · g2 blanques peó · h2 blanques peó · a1 blanques torre · b1 blanques cavall · d1 blanques dama · f1 blanques rei · g1 blanques cavall · h1 blanques torre | a8 negres torre · b8 blanques alfil · c8 negres alfil · d8 negres dama · e8 negres rei · h8 negres torre · a7 negres peó · b7 negres peó · f7 negres peó · g7 negres peó · h7 negres peó · f6 negres cavall · b4 negres alfil · c4 negres peó · d4 blanques peó · a2 blanques peó · b2 blanques peó · e2 blanques alfil · g2 blanques peó · h2 blanques peó · a1 blanques torre · b1 blanques cavall · d1 blanques dama · f1 blanques rei · g1 blanques cavall · h1 blanques torre | 2 |
| 1 | a8 negres torre · b8 blanques alfil · c8 negres alfil · d8 negres dama · e8 negres rei · h8 negres torre · a7 negres peó · b7 negres peó · f7 negres peó · g7 negres peó · h7 negres peó · f6 negres cavall · b4 negres alfil · c4 negres peó · d4 blanques peó · a2 blanques peó · b2 blanques peó · e2 blanques alfil · g2 blanques peó · h2 blanques peó · a1 blanques torre · b1 blanques cavall · d1 blanques dama · f1 blanques rei · g1 blanques cavall · h1 blanques torre | a8 negres torre · b8 blanques alfil · c8 negres alfil · d8 negres dama · e8 negres rei · h8 negres torre · a7 negres peó · b7 negres peó · f7 negres peó · g7 negres peó · h7 negres peó · f6 negres cavall · b4 negres alfil · c4 negres peó · d4 blanques peó · a2 blanques peó · b2 blanques peó · e2 blanques alfil · g2 blanques peó · h2 blanques peó · a1 blanques torre · b1 blanques cavall · d1 blanques dama · f1 blanques rei · g1 blanques cavall · h1 blanques torre | a8 negres torre · b8 blanques alfil · c8 negres alfil · d8 negres dama · e8 negres rei · h8 negres torre · a7 negres peó · b7 negres peó · f7 negres peó · g7 negres peó · h7 negres peó · f6 negres cavall · b4 negres alfil · c4 negres peó · d4 blanques peó · a2 blanques peó · b2 blanques peó · e2 blanques alfil · g2 blanques peó · h2 blanques peó · a1 blanques torre · b1 blanques cavall · d1 blanques dama · f1 blanques rei · g1 blanques cavall · h1 blanques torre | a8 negres torre · b8 blanques alfil · c8 negres alfil · d8 negres dama · e8 negres rei · h8 negres torre · a7 negres peó · b7 negres peó · f7 negres peó · g7 negres peó · h7 negres peó · f6 negres cavall · b4 negres alfil · c4 negres peó · d4 blanques peó · a2 blanques peó · b2 blanques peó · e2 blanques alfil · g2 blanques peó · h2 blanques peó · a1 blanques torre · b1 blanques cavall · d1 blanques dama · f1 blanques rei · g1 blanques cavall · h1 blanques torre | a8 negres torre · b8 blanques alfil · c8 negres alfil · d8 negres dama · e8 negres rei · h8 negres torre · a7 negres peó · b7 negres peó · f7 negres peó · g7 negres peó · h7 negres peó · f6 negres cavall · b4 negres alfil · c4 negres peó · d4 blanques peó · a2 blanques peó · b2 blanques peó · e2 blanques alfil · g2 blanques peó · h2 blanques peó · a1 blanques torre · b1 blanques cavall · d1 blanques dama · f1 blanques rei · g1 blanques cavall · h1 blanques torre | a8 negres torre · b8 blanques alfil · c8 negres alfil · d8 negres dama · e8 negres rei · h8 negres torre · a7 negres peó · b7 negres peó · f7 negres peó · g7 negres peó · h7 negres peó · f6 negres cavall · b4 negres alfil · c4 negres peó · d4 blanques peó · a2 blanques peó · b2 blanques peó · e2 blanques alfil · g2 blanques peó · h2 blanques peó · a1 blanques torre · b1 blanques cavall · d1 blanques dama · f1 blanques rei · g1 blanques cavall · h1 blanques torre | a8 negres torre · b8 blanques alfil · c8 negres alfil · d8 negres dama · e8 negres rei · h8 negres torre · a7 negres peó · b7 negres peó · f7 negres peó · g7 negres peó · h7 negres peó · f6 negres cavall · b4 negres alfil · c4 negres peó · d4 blanques peó · a2 blanques peó · b2 blanques peó · e2 blanques alfil · g2 blanques peó · h2 blanques peó · a1 blanques torre · b1 blanques cavall · d1 blanques dama · f1 blanques rei · g1 blanques cavall · h1 blanques torre | a8 negres torre · b8 blanques alfil · c8 negres alfil · d8 negres dama · e8 negres rei · h8 negres torre · a7 negres peó · b7 negres peó · f7 negres peó · g7 negres peó · h7 negres peó · f6 negres cavall · b4 negres alfil · c4 negres peó · d4 blanques peó · a2 blanques peó · b2 blanques peó · e2 blanques alfil · g2 blanques peó · h2 blanques peó · a1 blanques torre · b1 blanques cavall · d1 blanques dama · f1 blanques rei · g1 blanques cavall · h1 blanques torre | 1 |
|   | a | b | c | d | e | f | g | h |   |

Un altre exemple prominent que va portar a l'atenció del públic el concepte de zwischenzug, tot i que no el terme en si mateix, fou la partida Tartakower-Capablanca, del Torneig de Nova York de 1924. Fou una partida que va guanyar el Campió del món regnant en un dels torneigs més forts de començaments del segle xx. A la posició de la dreta, Tartakower (blanques) acaba de jugar 9. Axb8, pensant que ha fet caurre Capablanca en un parany: si 9...Txb8, 10.Da4+ i 11.Dxb4 guanya un alfil (Tartakower & du Mont 1975:295). Però Capablanca es va despenjar amb el zwischenzug 9...Cd5!, protegint l'alfil i alhora amenaçant 10...Ce3+, enforquillant el rei i la dama blancs. Desorés del moviment de Tartakower 10.Rf2 Txb8, Capablanca ha recuperat la peça, i es disposà a guanyar en 20 moviments més. Cal notar que després de 10.Af4 (en lloc de 10.Rf2), les negres no haurien de fer 10...Cxf4??, que encara permetria 11.Da4+, guanyant una peça. En lloc d'això, després de 10.Af4 les negres haurien de fer un segon swischenzug, 10...Df6!, atacant l'alfil novament, i també renovant l'amenaça de 11...Ce3+ (Alekhin 1961:208 note h) (Reinfeld 1974:230). Després d'un moviment com ara 11.Dc1, les negres podrien o bé prendre l'alfil o bé considerar un tercer zwischenzug amb 11...Ad6.
|   | a | b | c | d | e | f | g | h |   |
| 8 | c8 negres rei · d8 blanques alfil · a7 negres peó · c7 negres peó · h7 negres peó · g6 negres torre · e5 negres peó · f5 negres cavall · g4 negres cavall · c3 blanques cavall · a2 blanques peó · b2 blanques peó · c2 blanques peó · g2 blanques peó · h2 blanques peó · f1 blanques torre · h1 blanques rei | c8 negres rei · d8 blanques alfil · a7 negres peó · c7 negres peó · h7 negres peó · g6 negres torre · e5 negres peó · f5 negres cavall · g4 negres cavall · c3 blanques cavall · a2 blanques peó · b2 blanques peó · c2 blanques peó · g2 blanques peó · h2 blanques peó · f1 blanques torre · h1 blanques rei | c8 negres rei · d8 blanques alfil · a7 negres peó · c7 negres peó · h7 negres peó · g6 negres torre · e5 negres peó · f5 negres cavall · g4 negres cavall · c3 blanques cavall · a2 blanques peó · b2 blanques peó · c2 blanques peó · g2 blanques peó · h2 blanques peó · f1 blanques torre · h1 blanques rei | c8 negres rei · d8 blanques alfil · a7 negres peó · c7 negres peó · h7 negres peó · g6 negres torre · e5 negres peó · f5 negres cavall · g4 negres cavall · c3 blanques cavall · a2 blanques peó · b2 blanques peó · c2 blanques peó · g2 blanques peó · h2 blanques peó · f1 blanques torre · h1 blanques rei | c8 negres rei · d8 blanques alfil · a7 negres peó · c7 negres peó · h7 negres peó · g6 negres torre · e5 negres peó · f5 negres cavall · g4 negres cavall · c3 blanques cavall · a2 blanques peó · b2 blanques peó · c2 blanques peó · g2 blanques peó · h2 blanques peó · f1 blanques torre · h1 blanques rei | c8 negres rei · d8 blanques alfil · a7 negres peó · c7 negres peó · h7 negres peó · g6 negres torre · e5 negres peó · f5 negres cavall · g4 negres cavall · c3 blanques cavall · a2 blanques peó · b2 blanques peó · c2 blanques peó · g2 blanques peó · h2 blanques peó · f1 blanques torre · h1 blanques rei | c8 negres rei · d8 blanques alfil · a7 negres peó · c7 negres peó · h7 negres peó · g6 negres torre · e5 negres peó · f5 negres cavall · g4 negres cavall · c3 blanques cavall · a2 blanques peó · b2 blanques peó · c2 blanques peó · g2 blanques peó · h2 blanques peó · f1 blanques torre · h1 blanques rei | c8 negres rei · d8 blanques alfil · a7 negres peó · c7 negres peó · h7 negres peó · g6 negres torre · e5 negres peó · f5 negres cavall · g4 negres cavall · c3 blanques cavall · a2 blanques peó · b2 blanques peó · c2 blanques peó · g2 blanques peó · h2 blanques peó · f1 blanques torre · h1 blanques rei | 8 |
| 7 | c8 negres rei · d8 blanques alfil · a7 negres peó · c7 negres peó · h7 negres peó · g6 negres torre · e5 negres peó · f5 negres cavall · g4 negres cavall · c3 blanques cavall · a2 blanques peó · b2 blanques peó · c2 blanques peó · g2 blanques peó · h2 blanques peó · f1 blanques torre · h1 blanques rei | c8 negres rei · d8 blanques alfil · a7 negres peó · c7 negres peó · h7 negres peó · g6 negres torre · e5 negres peó · f5 negres cavall · g4 negres cavall · c3 blanques cavall · a2 blanques peó · b2 blanques peó · c2 blanques peó · g2 blanques peó · h2 blanques peó · f1 blanques torre · h1 blanques rei | c8 negres rei · d8 blanques alfil · a7 negres peó · c7 negres peó · h7 negres peó · g6 negres torre · e5 negres peó · f5 negres cavall · g4 negres cavall · c3 blanques cavall · a2 blanques peó · b2 blanques peó · c2 blanques peó · g2 blanques peó · h2 blanques peó · f1 blanques torre · h1 blanques rei | c8 negres rei · d8 blanques alfil · a7 negres peó · c7 negres peó · h7 negres peó · g6 negres torre · e5 negres peó · f5 negres cavall · g4 negres cavall · c3 blanques cavall · a2 blanques peó · b2 blanques peó · c2 blanques peó · g2 blanques peó · h2 blanques peó · f1 blanques torre · h1 blanques rei | c8 negres rei · d8 blanques alfil · a7 negres peó · c7 negres peó · h7 negres peó · g6 negres torre · e5 negres peó · f5 negres cavall · g4 negres cavall · c3 blanques cavall · a2 blanques peó · b2 blanques peó · c2 blanques peó · g2 blanques peó · h2 blanques peó · f1 blanques torre · h1 blanques rei | c8 negres rei · d8 blanques alfil · a7 negres peó · c7 negres peó · h7 negres peó · g6 negres torre · e5 negres peó · f5 negres cavall · g4 negres cavall · c3 blanques cavall · a2 blanques peó · b2 blanques peó · c2 blanques peó · g2 blanques peó · h2 blanques peó · f1 blanques torre · h1 blanques rei | c8 negres rei · d8 blanques alfil · a7 negres peó · c7 negres peó · h7 negres peó · g6 negres torre · e5 negres peó · f5 negres cavall · g4 negres cavall · c3 blanques cavall · a2 blanques peó · b2 blanques peó · c2 blanques peó · g2 blanques peó · h2 blanques peó · f1 blanques torre · h1 blanques rei | c8 negres rei · d8 blanques alfil · a7 negres peó · c7 negres peó · h7 negres peó · g6 negres torre · e5 negres peó · f5 negres cavall · g4 negres cavall · c3 blanques cavall · a2 blanques peó · b2 blanques peó · c2 blanques peó · g2 blanques peó · h2 blanques peó · f1 blanques torre · h1 blanques rei | 7 |
| 6 | c8 negres rei · d8 blanques alfil · a7 negres peó · c7 negres peó · h7 negres peó · g6 negres torre · e5 negres peó · f5 negres cavall · g4 negres cavall · c3 blanques cavall · a2 blanques peó · b2 blanques peó · c2 blanques peó · g2 blanques peó · h2 blanques peó · f1 blanques torre · h1 blanques rei | c8 negres rei · d8 blanques alfil · a7 negres peó · c7 negres peó · h7 negres peó · g6 negres torre · e5 negres peó · f5 negres cavall · g4 negres cavall · c3 blanques cavall · a2 blanques peó · b2 blanques peó · c2 blanques peó · g2 blanques peó · h2 blanques peó · f1 blanques torre · h1 blanques rei | c8 negres rei · d8 blanques alfil · a7 negres peó · c7 negres peó · h7 negres peó · g6 negres torre · e5 negres peó · f5 negres cavall · g4 negres cavall · c3 blanques cavall · a2 blanques peó · b2 blanques peó · c2 blanques peó · g2 blanques peó · h2 blanques peó · f1 blanques torre · h1 blanques rei | c8 negres rei · d8 blanques alfil · a7 negres peó · c7 negres peó · h7 negres peó · g6 negres torre · e5 negres peó · f5 negres cavall · g4 negres cavall · c3 blanques cavall · a2 blanques peó · b2 blanques peó · c2 blanques peó · g2 blanques peó · h2 blanques peó · f1 blanques torre · h1 blanques rei | c8 negres rei · d8 blanques alfil · a7 negres peó · c7 negres peó · h7 negres peó · g6 negres torre · e5 negres peó · f5 negres cavall · g4 negres cavall · c3 blanques cavall · a2 blanques peó · b2 blanques peó · c2 blanques peó · g2 blanques peó · h2 blanques peó · f1 blanques torre · h1 blanques rei | c8 negres rei · d8 blanques alfil · a7 negres peó · c7 negres peó · h7 negres peó · g6 negres torre · e5 negres peó · f5 negres cavall · g4 negres cavall · c3 blanques cavall · a2 blanques peó · b2 blanques peó · c2 blanques peó · g2 blanques peó · h2 blanques peó · f1 blanques torre · h1 blanques rei | c8 negres rei · d8 blanques alfil · a7 negres peó · c7 negres peó · h7 negres peó · g6 negres torre · e5 negres peó · f5 negres cavall · g4 negres cavall · c3 blanques cavall · a2 blanques peó · b2 blanques peó · c2 blanques peó · g2 blanques peó · h2 blanques peó · f1 blanques torre · h1 blanques rei | c8 negres rei · d8 blanques alfil · a7 negres peó · c7 negres peó · h7 negres peó · g6 negres torre · e5 negres peó · f5 negres cavall · g4 negres cavall · c3 blanques cavall · a2 blanques peó · b2 blanques peó · c2 blanques peó · g2 blanques peó · h2 blanques peó · f1 blanques torre · h1 blanques rei | 6 |
| 5 | c8 negres rei · d8 blanques alfil · a7 negres peó · c7 negres peó · h7 negres peó · g6 negres torre · e5 negres peó · f5 negres cavall · g4 negres cavall · c3 blanques cavall · a2 blanques peó · b2 blanques peó · c2 blanques peó · g2 blanques peó · h2 blanques peó · f1 blanques torre · h1 blanques rei | c8 negres rei · d8 blanques alfil · a7 negres peó · c7 negres peó · h7 negres peó · g6 negres torre · e5 negres peó · f5 negres cavall · g4 negres cavall · c3 blanques cavall · a2 blanques peó · b2 blanques peó · c2 blanques peó · g2 blanques peó · h2 blanques peó · f1 blanques torre · h1 blanques rei | c8 negres rei · d8 blanques alfil · a7 negres peó · c7 negres peó · h7 negres peó · g6 negres torre · e5 negres peó · f5 negres cavall · g4 negres cavall · c3 blanques cavall · a2 blanques peó · b2 blanques peó · c2 blanques peó · g2 blanques peó · h2 blanques peó · f1 blanques torre · h1 blanques rei | c8 negres rei · d8 blanques alfil · a7 negres peó · c7 negres peó · h7 negres peó · g6 negres torre · e5 negres peó · f5 negres cavall · g4 negres cavall · c3 blanques cavall · a2 blanques peó · b2 blanques peó · c2 blanques peó · g2 blanques peó · h2 blanques peó · f1 blanques torre · h1 blanques rei | c8 negres rei · d8 blanques alfil · a7 negres peó · c7 negres peó · h7 negres peó · g6 negres torre · e5 negres peó · f5 negres cavall · g4 negres cavall · c3 blanques cavall · a2 blanques peó · b2 blanques peó · c2 blanques peó · g2 blanques peó · h2 blanques peó · f1 blanques torre · h1 blanques rei | c8 negres rei · d8 blanques alfil · a7 negres peó · c7 negres peó · h7 negres peó · g6 negres torre · e5 negres peó · f5 negres cavall · g4 negres cavall · c3 blanques cavall · a2 blanques peó · b2 blanques peó · c2 blanques peó · g2 blanques peó · h2 blanques peó · f1 blanques torre · h1 blanques rei | c8 negres rei · d8 blanques alfil · a7 negres peó · c7 negres peó · h7 negres peó · g6 negres torre · e5 negres peó · f5 negres cavall · g4 negres cavall · c3 blanques cavall · a2 blanques peó · b2 blanques peó · c2 blanques peó · g2 blanques peó · h2 blanques peó · f1 blanques torre · h1 blanques rei | c8 negres rei · d8 blanques alfil · a7 negres peó · c7 negres peó · h7 negres peó · g6 negres torre · e5 negres peó · f5 negres cavall · g4 negres cavall · c3 blanques cavall · a2 blanques peó · b2 blanques peó · c2 blanques peó · g2 blanques peó · h2 blanques peó · f1 blanques torre · h1 blanques rei | 5 |
| 4 | c8 negres rei · d8 blanques alfil · a7 negres peó · c7 negres peó · h7 negres peó · g6 negres torre · e5 negres peó · f5 negres cavall · g4 negres cavall · c3 blanques cavall · a2 blanques peó · b2 blanques peó · c2 blanques peó · g2 blanques peó · h2 blanques peó · f1 blanques torre · h1 blanques rei | c8 negres rei · d8 blanques alfil · a7 negres peó · c7 negres peó · h7 negres peó · g6 negres torre · e5 negres peó · f5 negres cavall · g4 negres cavall · c3 blanques cavall · a2 blanques peó · b2 blanques peó · c2 blanques peó · g2 blanques peó · h2 blanques peó · f1 blanques torre · h1 blanques rei | c8 negres rei · d8 blanques alfil · a7 negres peó · c7 negres peó · h7 negres peó · g6 negres torre · e5 negres peó · f5 negres cavall · g4 negres cavall · c3 blanques cavall · a2 blanques peó · b2 blanques peó · c2 blanques peó · g2 blanques peó · h2 blanques peó · f1 blanques torre · h1 blanques rei | c8 negres rei · d8 blanques alfil · a7 negres peó · c7 negres peó · h7 negres peó · g6 negres torre · e5 negres peó · f5 negres cavall · g4 negres cavall · c3 blanques cavall · a2 blanques peó · b2 blanques peó · c2 blanques peó · g2 blanques peó · h2 blanques peó · f1 blanques torre · h1 blanques rei | c8 negres rei · d8 blanques alfil · a7 negres peó · c7 negres peó · h7 negres peó · g6 negres torre · e5 negres peó · f5 negres cavall · g4 negres cavall · c3 blanques cavall · a2 blanques peó · b2 blanques peó · c2 blanques peó · g2 blanques peó · h2 blanques peó · f1 blanques torre · h1 blanques rei | c8 negres rei · d8 blanques alfil · a7 negres peó · c7 negres peó · h7 negres peó · g6 negres torre · e5 negres peó · f5 negres cavall · g4 negres cavall · c3 blanques cavall · a2 blanques peó · b2 blanques peó · c2 blanques peó · g2 blanques peó · h2 blanques peó · f1 blanques torre · h1 blanques rei | c8 negres rei · d8 blanques alfil · a7 negres peó · c7 negres peó · h7 negres peó · g6 negres torre · e5 negres peó · f5 negres cavall · g4 negres cavall · c3 blanques cavall · a2 blanques peó · b2 blanques peó · c2 blanques peó · g2 blanques peó · h2 blanques peó · f1 blanques torre · h1 blanques rei | c8 negres rei · d8 blanques alfil · a7 negres peó · c7 negres peó · h7 negres peó · g6 negres torre · e5 negres peó · f5 negres cavall · g4 negres cavall · c3 blanques cavall · a2 blanques peó · b2 blanques peó · c2 blanques peó · g2 blanques peó · h2 blanques peó · f1 blanques torre · h1 blanques rei | 4 |
| 3 | c8 negres rei · d8 blanques alfil · a7 negres peó · c7 negres peó · h7 negres peó · g6 negres torre · e5 negres peó · f5 negres cavall · g4 negres cavall · c3 blanques cavall · a2 blanques peó · b2 blanques peó · c2 blanques peó · g2 blanques peó · h2 blanques peó · f1 blanques torre · h1 blanques rei | c8 negres rei · d8 blanques alfil · a7 negres peó · c7 negres peó · h7 negres peó · g6 negres torre · e5 negres peó · f5 negres cavall · g4 negres cavall · c3 blanques cavall · a2 blanques peó · b2 blanques peó · c2 blanques peó · g2 blanques peó · h2 blanques peó · f1 blanques torre · h1 blanques rei | c8 negres rei · d8 blanques alfil · a7 negres peó · c7 negres peó · h7 negres peó · g6 negres torre · e5 negres peó · f5 negres cavall · g4 negres cavall · c3 blanques cavall · a2 blanques peó · b2 blanques peó · c2 blanques peó · g2 blanques peó · h2 blanques peó · f1 blanques torre · h1 blanques rei | c8 negres rei · d8 blanques alfil · a7 negres peó · c7 negres peó · h7 negres peó · g6 negres torre · e5 negres peó · f5 negres cavall · g4 negres cavall · c3 blanques cavall · a2 blanques peó · b2 blanques peó · c2 blanques peó · g2 blanques peó · h2 blanques peó · f1 blanques torre · h1 blanques rei | c8 negres rei · d8 blanques alfil · a7 negres peó · c7 negres peó · h7 negres peó · g6 negres torre · e5 negres peó · f5 negres cavall · g4 negres cavall · c3 blanques cavall · a2 blanques peó · b2 blanques peó · c2 blanques peó · g2 blanques peó · h2 blanques peó · f1 blanques torre · h1 blanques rei | c8 negres rei · d8 blanques alfil · a7 negres peó · c7 negres peó · h7 negres peó · g6 negres torre · e5 negres peó · f5 negres cavall · g4 negres cavall · c3 blanques cavall · a2 blanques peó · b2 blanques peó · c2 blanques peó · g2 blanques peó · h2 blanques peó · f1 blanques torre · h1 blanques rei | c8 negres rei · d8 blanques alfil · a7 negres peó · c7 negres peó · h7 negres peó · g6 negres torre · e5 negres peó · f5 negres cavall · g4 negres cavall · c3 blanques cavall · a2 blanques peó · b2 blanques peó · c2 blanques peó · g2 blanques peó · h2 blanques peó · f1 blanques torre · h1 blanques rei | c8 negres rei · d8 blanques alfil · a7 negres peó · c7 negres peó · h7 negres peó · g6 negres torre · e5 negres peó · f5 negres cavall · g4 negres cavall · c3 blanques cavall · a2 blanques peó · b2 blanques peó · c2 blanques peó · g2 blanques peó · h2 blanques peó · f1 blanques torre · h1 blanques rei | 3 |
| 2 | c8 negres rei · d8 blanques alfil · a7 negres peó · c7 negres peó · h7 negres peó · g6 negres torre · e5 negres peó · f5 negres cavall · g4 negres cavall · c3 blanques cavall · a2 blanques peó · b2 blanques peó · c2 blanques peó · g2 blanques peó · h2 blanques peó · f1 blanques torre · h1 blanques rei | c8 negres rei · d8 blanques alfil · a7 negres peó · c7 negres peó · h7 negres peó · g6 negres torre · e5 negres peó · f5 negres cavall · g4 negres cavall · c3 blanques cavall · a2 blanques peó · b2 blanques peó · c2 blanques peó · g2 blanques peó · h2 blanques peó · f1 blanques torre · h1 blanques rei | c8 negres rei · d8 blanques alfil · a7 negres peó · c7 negres peó · h7 negres peó · g6 negres torre · e5 negres peó · f5 negres cavall · g4 negres cavall · c3 blanques cavall · a2 blanques peó · b2 blanques peó · c2 blanques peó · g2 blanques peó · h2 blanques peó · f1 blanques torre · h1 blanques rei | c8 negres rei · d8 blanques alfil · a7 negres peó · c7 negres peó · h7 negres peó · g6 negres torre · e5 negres peó · f5 negres cavall · g4 negres cavall · c3 blanques cavall · a2 blanques peó · b2 blanques peó · c2 blanques peó · g2 blanques peó · h2 blanques peó · f1 blanques torre · h1 blanques rei | c8 negres rei · d8 blanques alfil · a7 negres peó · c7 negres peó · h7 negres peó · g6 negres torre · e5 negres peó · f5 negres cavall · g4 negres cavall · c3 blanques cavall · a2 blanques peó · b2 blanques peó · c2 blanques peó · g2 blanques peó · h2 blanques peó · f1 blanques torre · h1 blanques rei | c8 negres rei · d8 blanques alfil · a7 negres peó · c7 negres peó · h7 negres peó · g6 negres torre · e5 negres peó · f5 negres cavall · g4 negres cavall · c3 blanques cavall · a2 blanques peó · b2 blanques peó · c2 blanques peó · g2 blanques peó · h2 blanques peó · f1 blanques torre · h1 blanques rei | c8 negres rei · d8 blanques alfil · a7 negres peó · c7 negres peó · h7 negres peó · g6 negres torre · e5 negres peó · f5 negres cavall · g4 negres cavall · c3 blanques cavall · a2 blanques peó · b2 blanques peó · c2 blanques peó · g2 blanques peó · h2 blanques peó · f1 blanques torre · h1 blanques rei | c8 negres rei · d8 blanques alfil · a7 negres peó · c7 negres peó · h7 negres peó · g6 negres torre · e5 negres peó · f5 negres cavall · g4 negres cavall · c3 blanques cavall · a2 blanques peó · b2 blanques peó · c2 blanques peó · g2 blanques peó · h2 blanques peó · f1 blanques torre · h1 blanques rei | 2 |
| 1 | c8 negres rei · d8 blanques alfil · a7 negres peó · c7 negres peó · h7 negres peó · g6 negres torre · e5 negres peó · f5 negres cavall · g4 negres cavall · c3 blanques cavall · a2 blanques peó · b2 blanques peó · c2 blanques peó · g2 blanques peó · h2 blanques peó · f1 blanques torre · h1 blanques rei | c8 negres rei · d8 blanques alfil · a7 negres peó · c7 negres peó · h7 negres peó · g6 negres torre · e5 negres peó · f5 negres cavall · g4 negres cavall · c3 blanques cavall · a2 blanques peó · b2 blanques peó · c2 blanques peó · g2 blanques peó · h2 blanques peó · f1 blanques torre · h1 blanques rei | c8 negres rei · d8 blanques alfil · a7 negres peó · c7 negres peó · h7 negres peó · g6 negres torre · e5 negres peó · f5 negres cavall · g4 negres cavall · c3 blanques cavall · a2 blanques peó · b2 blanques peó · c2 blanques peó · g2 blanques peó · h2 blanques peó · f1 blanques torre · h1 blanques rei | c8 negres rei · d8 blanques alfil · a7 negres peó · c7 negres peó · h7 negres peó · g6 negres torre · e5 negres peó · f5 negres cavall · g4 negres cavall · c3 blanques cavall · a2 blanques peó · b2 blanques peó · c2 blanques peó · g2 blanques peó · h2 blanques peó · f1 blanques torre · h1 blanques rei | c8 negres rei · d8 blanques alfil · a7 negres peó · c7 negres peó · h7 negres peó · g6 negres torre · e5 negres peó · f5 negres cavall · g4 negres cavall · c3 blanques cavall · a2 blanques peó · b2 blanques peó · c2 blanques peó · g2 blanques peó · h2 blanques peó · f1 blanques torre · h1 blanques rei | c8 negres rei · d8 blanques alfil · a7 negres peó · c7 negres peó · h7 negres peó · g6 negres torre · e5 negres peó · f5 negres cavall · g4 negres cavall · c3 blanques cavall · a2 blanques peó · b2 blanques peó · c2 blanques peó · g2 blanques peó · h2 blanques peó · f1 blanques torre · h1 blanques rei | c8 negres rei · d8 blanques alfil · a7 negres peó · c7 negres peó · h7 negres peó · g6 negres torre · e5 negres peó · f5 negres cavall · g4 negres cavall · c3 blanques cavall · a2 blanques peó · b2 blanques peó · c2 blanques peó · g2 blanques peó · h2 blanques peó · f1 blanques torre · h1 blanques rei | c8 negres rei · d8 blanques alfil · a7 negres peó · c7 negres peó · h7 negres peó · g6 negres torre · e5 negres peó · f5 negres cavall · g4 negres cavall · c3 blanques cavall · a2 blanques peó · b2 blanques peó · c2 blanques peó · g2 blanques peó · h2 blanques peó · f1 blanques torre · h1 blanques rei | 1 |
|   | a | b | c | d | e | f | g | h |   |

Alekhin, Reinfeld, i Tartakower i du Mont no titllen 9...Cd5! de "zwischenzug" als seus llibres (originalment publicats el 1925, 1942, i 1952, respectivament). S'hi refereixen, respectivament, com a "a bit of finesse" (una mica de finesa), "sly interpolation", (fina interpolació) i "intermediary manoeuvre" (maniobra intermedia) (Alekhin 1961:208 note e) (Reinfeld 1974:230) (Tartakower & du Mont 1975:296).
L'ús més primerenc del terme zwischenzug no va ocórrer fins després de totes aquestes partides. Segons l'historiador dels escacs Edward Winter, el primer cop que es va fer servir fou el 1933. Fred Reinfeld i Irving Chernev, comentant la partida Max Euwe - Gyula Breyer, Viena 1921, diu al 27è moviment de Breyer, 27...Cge3!, "un important Zwischenzug" (Reinfeld & Chernev 1933:48). La partida es pot reproduir aquí.

## Exemples addicionals
|   | a | b | c | d | e | f | g | h |   |
| 8 | g8 negres rei · b7 negres dama · f7 negres peó · g7 negres peó · g6 negres peó · a5 negres peó · h5 negres torre · d4 blanques dama · h4 blanques torre · g3 negres torre · h3 blanques peó · g2 blanques peó · f1 blanques alfil · g1 blanques rei | g8 negres rei · b7 negres dama · f7 negres peó · g7 negres peó · g6 negres peó · a5 negres peó · h5 negres torre · d4 blanques dama · h4 blanques torre · g3 negres torre · h3 blanques peó · g2 blanques peó · f1 blanques alfil · g1 blanques rei | g8 negres rei · b7 negres dama · f7 negres peó · g7 negres peó · g6 negres peó · a5 negres peó · h5 negres torre · d4 blanques dama · h4 blanques torre · g3 negres torre · h3 blanques peó · g2 blanques peó · f1 blanques alfil · g1 blanques rei | g8 negres rei · b7 negres dama · f7 negres peó · g7 negres peó · g6 negres peó · a5 negres peó · h5 negres torre · d4 blanques dama · h4 blanques torre · g3 negres torre · h3 blanques peó · g2 blanques peó · f1 blanques alfil · g1 blanques rei | g8 negres rei · b7 negres dama · f7 negres peó · g7 negres peó · g6 negres peó · a5 negres peó · h5 negres torre · d4 blanques dama · h4 blanques torre · g3 negres torre · h3 blanques peó · g2 blanques peó · f1 blanques alfil · g1 blanques rei | g8 negres rei · b7 negres dama · f7 negres peó · g7 negres peó · g6 negres peó · a5 negres peó · h5 negres torre · d4 blanques dama · h4 blanques torre · g3 negres torre · h3 blanques peó · g2 blanques peó · f1 blanques alfil · g1 blanques rei | g8 negres rei · b7 negres dama · f7 negres peó · g7 negres peó · g6 negres peó · a5 negres peó · h5 negres torre · d4 blanques dama · h4 blanques torre · g3 negres torre · h3 blanques peó · g2 blanques peó · f1 blanques alfil · g1 blanques rei | g8 negres rei · b7 negres dama · f7 negres peó · g7 negres peó · g6 negres peó · a5 negres peó · h5 negres torre · d4 blanques dama · h4 blanques torre · g3 negres torre · h3 blanques peó · g2 blanques peó · f1 blanques alfil · g1 blanques rei | 8 |
| 7 | g8 negres rei · b7 negres dama · f7 negres peó · g7 negres peó · g6 negres peó · a5 negres peó · h5 negres torre · d4 blanques dama · h4 blanques torre · g3 negres torre · h3 blanques peó · g2 blanques peó · f1 blanques alfil · g1 blanques rei | g8 negres rei · b7 negres dama · f7 negres peó · g7 negres peó · g6 negres peó · a5 negres peó · h5 negres torre · d4 blanques dama · h4 blanques torre · g3 negres torre · h3 blanques peó · g2 blanques peó · f1 blanques alfil · g1 blanques rei | g8 negres rei · b7 negres dama · f7 negres peó · g7 negres peó · g6 negres peó · a5 negres peó · h5 negres torre · d4 blanques dama · h4 blanques torre · g3 negres torre · h3 blanques peó · g2 blanques peó · f1 blanques alfil · g1 blanques rei | g8 negres rei · b7 negres dama · f7 negres peó · g7 negres peó · g6 negres peó · a5 negres peó · h5 negres torre · d4 blanques dama · h4 blanques torre · g3 negres torre · h3 blanques peó · g2 blanques peó · f1 blanques alfil · g1 blanques rei | g8 negres rei · b7 negres dama · f7 negres peó · g7 negres peó · g6 negres peó · a5 negres peó · h5 negres torre · d4 blanques dama · h4 blanques torre · g3 negres torre · h3 blanques peó · g2 blanques peó · f1 blanques alfil · g1 blanques rei | g8 negres rei · b7 negres dama · f7 negres peó · g7 negres peó · g6 negres peó · a5 negres peó · h5 negres torre · d4 blanques dama · h4 blanques torre · g3 negres torre · h3 blanques peó · g2 blanques peó · f1 blanques alfil · g1 blanques rei | g8 negres rei · b7 negres dama · f7 negres peó · g7 negres peó · g6 negres peó · a5 negres peó · h5 negres torre · d4 blanques dama · h4 blanques torre · g3 negres torre · h3 blanques peó · g2 blanques peó · f1 blanques alfil · g1 blanques rei | g8 negres rei · b7 negres dama · f7 negres peó · g7 negres peó · g6 negres peó · a5 negres peó · h5 negres torre · d4 blanques dama · h4 blanques torre · g3 negres torre · h3 blanques peó · g2 blanques peó · f1 blanques alfil · g1 blanques rei | 7 |
| 6 | g8 negres rei · b7 negres dama · f7 negres peó · g7 negres peó · g6 negres peó · a5 negres peó · h5 negres torre · d4 blanques dama · h4 blanques torre · g3 negres torre · h3 blanques peó · g2 blanques peó · f1 blanques alfil · g1 blanques rei | g8 negres rei · b7 negres dama · f7 negres peó · g7 negres peó · g6 negres peó · a5 negres peó · h5 negres torre · d4 blanques dama · h4 blanques torre · g3 negres torre · h3 blanques peó · g2 blanques peó · f1 blanques alfil · g1 blanques rei | g8 negres rei · b7 negres dama · f7 negres peó · g7 negres peó · g6 negres peó · a5 negres peó · h5 negres torre · d4 blanques dama · h4 blanques torre · g3 negres torre · h3 blanques peó · g2 blanques peó · f1 blanques alfil · g1 blanques rei | g8 negres rei · b7 negres dama · f7 negres peó · g7 negres peó · g6 negres peó · a5 negres peó · h5 negres torre · d4 blanques dama · h4 blanques torre · g3 negres torre · h3 blanques peó · g2 blanques peó · f1 blanques alfil · g1 blanques rei | g8 negres rei · b7 negres dama · f7 negres peó · g7 negres peó · g6 negres peó · a5 negres peó · h5 negres torre · d4 blanques dama · h4 blanques torre · g3 negres torre · h3 blanques peó · g2 blanques peó · f1 blanques alfil · g1 blanques rei | g8 negres rei · b7 negres dama · f7 negres peó · g7 negres peó · g6 negres peó · a5 negres peó · h5 negres torre · d4 blanques dama · h4 blanques torre · g3 negres torre · h3 blanques peó · g2 blanques peó · f1 blanques alfil · g1 blanques rei | g8 negres rei · b7 negres dama · f7 negres peó · g7 negres peó · g6 negres peó · a5 negres peó · h5 negres torre · d4 blanques dama · h4 blanques torre · g3 negres torre · h3 blanques peó · g2 blanques peó · f1 blanques alfil · g1 blanques rei | g8 negres rei · b7 negres dama · f7 negres peó · g7 negres peó · g6 negres peó · a5 negres peó · h5 negres torre · d4 blanques dama · h4 blanques torre · g3 negres torre · h3 blanques peó · g2 blanques peó · f1 blanques alfil · g1 blanques rei | 6 |
| 5 | g8 negres rei · b7 negres dama · f7 negres peó · g7 negres peó · g6 negres peó · a5 negres peó · h5 negres torre · d4 blanques dama · h4 blanques torre · g3 negres torre · h3 blanques peó · g2 blanques peó · f1 blanques alfil · g1 blanques rei | g8 negres rei · b7 negres dama · f7 negres peó · g7 negres peó · g6 negres peó · a5 negres peó · h5 negres torre · d4 blanques dama · h4 blanques torre · g3 negres torre · h3 blanques peó · g2 blanques peó · f1 blanques alfil · g1 blanques rei | g8 negres rei · b7 negres dama · f7 negres peó · g7 negres peó · g6 negres peó · a5 negres peó · h5 negres torre · d4 blanques dama · h4 blanques torre · g3 negres torre · h3 blanques peó · g2 blanques peó · f1 blanques alfil · g1 blanques rei | g8 negres rei · b7 negres dama · f7 negres peó · g7 negres peó · g6 negres peó · a5 negres peó · h5 negres torre · d4 blanques dama · h4 blanques torre · g3 negres torre · h3 blanques peó · g2 blanques peó · f1 blanques alfil · g1 blanques rei | g8 negres rei · b7 negres dama · f7 negres peó · g7 negres peó · g6 negres peó · a5 negres peó · h5 negres torre · d4 blanques dama · h4 blanques torre · g3 negres torre · h3 blanques peó · g2 blanques peó · f1 blanques alfil · g1 blanques rei | g8 negres rei · b7 negres dama · f7 negres peó · g7 negres peó · g6 negres peó · a5 negres peó · h5 negres torre · d4 blanques dama · h4 blanques torre · g3 negres torre · h3 blanques peó · g2 blanques peó · f1 blanques alfil · g1 blanques rei | g8 negres rei · b7 negres dama · f7 negres peó · g7 negres peó · g6 negres peó · a5 negres peó · h5 negres torre · d4 blanques dama · h4 blanques torre · g3 negres torre · h3 blanques peó · g2 blanques peó · f1 blanques alfil · g1 blanques rei | g8 negres rei · b7 negres dama · f7 negres peó · g7 negres peó · g6 negres peó · a5 negres peó · h5 negres torre · d4 blanques dama · h4 blanques torre · g3 negres torre · h3 blanques peó · g2 blanques peó · f1 blanques alfil · g1 blanques rei | 5 |
| 4 | g8 negres rei · b7 negres dama · f7 negres peó · g7 negres peó · g6 negres peó · a5 negres peó · h5 negres torre · d4 blanques dama · h4 blanques torre · g3 negres torre · h3 blanques peó · g2 blanques peó · f1 blanques alfil · g1 blanques rei | g8 negres rei · b7 negres dama · f7 negres peó · g7 negres peó · g6 negres peó · a5 negres peó · h5 negres torre · d4 blanques dama · h4 blanques torre · g3 negres torre · h3 blanques peó · g2 blanques peó · f1 blanques alfil · g1 blanques rei | g8 negres rei · b7 negres dama · f7 negres peó · g7 negres peó · g6 negres peó · a5 negres peó · h5 negres torre · d4 blanques dama · h4 blanques torre · g3 negres torre · h3 blanques peó · g2 blanques peó · f1 blanques alfil · g1 blanques rei | g8 negres rei · b7 negres dama · f7 negres peó · g7 negres peó · g6 negres peó · a5 negres peó · h5 negres torre · d4 blanques dama · h4 blanques torre · g3 negres torre · h3 blanques peó · g2 blanques peó · f1 blanques alfil · g1 blanques rei | g8 negres rei · b7 negres dama · f7 negres peó · g7 negres peó · g6 negres peó · a5 negres peó · h5 negres torre · d4 blanques dama · h4 blanques torre · g3 negres torre · h3 blanques peó · g2 blanques peó · f1 blanques alfil · g1 blanques rei | g8 negres rei · b7 negres dama · f7 negres peó · g7 negres peó · g6 negres peó · a5 negres peó · h5 negres torre · d4 blanques dama · h4 blanques torre · g3 negres torre · h3 blanques peó · g2 blanques peó · f1 blanques alfil · g1 blanques rei | g8 negres rei · b7 negres dama · f7 negres peó · g7 negres peó · g6 negres peó · a5 negres peó · h5 negres torre · d4 blanques dama · h4 blanques torre · g3 negres torre · h3 blanques peó · g2 blanques peó · f1 blanques alfil · g1 blanques rei | g8 negres rei · b7 negres dama · f7 negres peó · g7 negres peó · g6 negres peó · a5 negres peó · h5 negres torre · d4 blanques dama · h4 blanques torre · g3 negres torre · h3 blanques peó · g2 blanques peó · f1 blanques alfil · g1 blanques rei | 4 |
| 3 | g8 negres rei · b7 negres dama · f7 negres peó · g7 negres peó · g6 negres peó · a5 negres peó · h5 negres torre · d4 blanques dama · h4 blanques torre · g3 negres torre · h3 blanques peó · g2 blanques peó · f1 blanques alfil · g1 blanques rei | g8 negres rei · b7 negres dama · f7 negres peó · g7 negres peó · g6 negres peó · a5 negres peó · h5 negres torre · d4 blanques dama · h4 blanques torre · g3 negres torre · h3 blanques peó · g2 blanques peó · f1 blanques alfil · g1 blanques rei | g8 negres rei · b7 negres dama · f7 negres peó · g7 negres peó · g6 negres peó · a5 negres peó · h5 negres torre · d4 blanques dama · h4 blanques torre · g3 negres torre · h3 blanques peó · g2 blanques peó · f1 blanques alfil · g1 blanques rei | g8 negres rei · b7 negres dama · f7 negres peó · g7 negres peó · g6 negres peó · a5 negres peó · h5 negres torre · d4 blanques dama · h4 blanques torre · g3 negres torre · h3 blanques peó · g2 blanques peó · f1 blanques alfil · g1 blanques rei | g8 negres rei · b7 negres dama · f7 negres peó · g7 negres peó · g6 negres peó · a5 negres peó · h5 negres torre · d4 blanques dama · h4 blanques torre · g3 negres torre · h3 blanques peó · g2 blanques peó · f1 blanques alfil · g1 blanques rei | g8 negres rei · b7 negres dama · f7 negres peó · g7 negres peó · g6 negres peó · a5 negres peó · h5 negres torre · d4 blanques dama · h4 blanques torre · g3 negres torre · h3 blanques peó · g2 blanques peó · f1 blanques alfil · g1 blanques rei | g8 negres rei · b7 negres dama · f7 negres peó · g7 negres peó · g6 negres peó · a5 negres peó · h5 negres torre · d4 blanques dama · h4 blanques torre · g3 negres torre · h3 blanques peó · g2 blanques peó · f1 blanques alfil · g1 blanques rei | g8 negres rei · b7 negres dama · f7 negres peó · g7 negres peó · g6 negres peó · a5 negres peó · h5 negres torre · d4 blanques dama · h4 blanques torre · g3 negres torre · h3 blanques peó · g2 blanques peó · f1 blanques alfil · g1 blanques rei | 3 |
| 2 | g8 negres rei · b7 negres dama · f7 negres peó · g7 negres peó · g6 negres peó · a5 negres peó · h5 negres torre · d4 blanques dama · h4 blanques torre · g3 negres torre · h3 blanques peó · g2 blanques peó · f1 blanques alfil · g1 blanques rei | g8 negres rei · b7 negres dama · f7 negres peó · g7 negres peó · g6 negres peó · a5 negres peó · h5 negres torre · d4 blanques dama · h4 blanques torre · g3 negres torre · h3 blanques peó · g2 blanques peó · f1 blanques alfil · g1 blanques rei | g8 negres rei · b7 negres dama · f7 negres peó · g7 negres peó · g6 negres peó · a5 negres peó · h5 negres torre · d4 blanques dama · h4 blanques torre · g3 negres torre · h3 blanques peó · g2 blanques peó · f1 blanques alfil · g1 blanques rei | g8 negres rei · b7 negres dama · f7 negres peó · g7 negres peó · g6 negres peó · a5 negres peó · h5 negres torre · d4 blanques dama · h4 blanques torre · g3 negres torre · h3 blanques peó · g2 blanques peó · f1 blanques alfil · g1 blanques rei | g8 negres rei · b7 negres dama · f7 negres peó · g7 negres peó · g6 negres peó · a5 negres peó · h5 negres torre · d4 blanques dama · h4 blanques torre · g3 negres torre · h3 blanques peó · g2 blanques peó · f1 blanques alfil · g1 blanques rei | g8 negres rei · b7 negres dama · f7 negres peó · g7 negres peó · g6 negres peó · a5 negres peó · h5 negres torre · d4 blanques dama · h4 blanques torre · g3 negres torre · h3 blanques peó · g2 blanques peó · f1 blanques alfil · g1 blanques rei | g8 negres rei · b7 negres dama · f7 negres peó · g7 negres peó · g6 negres peó · a5 negres peó · h5 negres torre · d4 blanques dama · h4 blanques torre · g3 negres torre · h3 blanques peó · g2 blanques peó · f1 blanques alfil · g1 blanques rei | g8 negres rei · b7 negres dama · f7 negres peó · g7 negres peó · g6 negres peó · a5 negres peó · h5 negres torre · d4 blanques dama · h4 blanques torre · g3 negres torre · h3 blanques peó · g2 blanques peó · f1 blanques alfil · g1 blanques rei | 2 |
| 1 | g8 negres rei · b7 negres dama · f7 negres peó · g7 negres peó · g6 negres peó · a5 negres peó · h5 negres torre · d4 blanques dama · h4 blanques torre · g3 negres torre · h3 blanques peó · g2 blanques peó · f1 blanques alfil · g1 blanques rei | g8 negres rei · b7 negres dama · f7 negres peó · g7 negres peó · g6 negres peó · a5 negres peó · h5 negres torre · d4 blanques dama · h4 blanques torre · g3 negres torre · h3 blanques peó · g2 blanques peó · f1 blanques alfil · g1 blanques rei | g8 negres rei · b7 negres dama · f7 negres peó · g7 negres peó · g6 negres peó · a5 negres peó · h5 negres torre · d4 blanques dama · h4 blanques torre · g3 negres torre · h3 blanques peó · g2 blanques peó · f1 blanques alfil · g1 blanques rei | g8 negres rei · b7 negres dama · f7 negres peó · g7 negres peó · g6 negres peó · a5 negres peó · h5 negres torre · d4 blanques dama · h4 blanques torre · g3 negres torre · h3 blanques peó · g2 blanques peó · f1 blanques alfil · g1 blanques rei | g8 negres rei · b7 negres dama · f7 negres peó · g7 negres peó · g6 negres peó · a5 negres peó · h5 negres torre · d4 blanques dama · h4 blanques torre · g3 negres torre · h3 blanques peó · g2 blanques peó · f1 blanques alfil · g1 blanques rei | g8 negres rei · b7 negres dama · f7 negres peó · g7 negres peó · g6 negres peó · a5 negres peó · h5 negres torre · d4 blanques dama · h4 blanques torre · g3 negres torre · h3 blanques peó · g2 blanques peó · f1 blanques alfil · g1 blanques rei | g8 negres rei · b7 negres dama · f7 negres peó · g7 negres peó · g6 negres peó · a5 negres peó · h5 negres torre · d4 blanques dama · h4 blanques torre · g3 negres torre · h3 blanques peó · g2 blanques peó · f1 blanques alfil · g1 blanques rei | g8 negres rei · b7 negres dama · f7 negres peó · g7 negres peó · g6 negres peó · a5 negres peó · h5 negres torre · d4 blanques dama · h4 blanques torre · g3 negres torre · h3 blanques peó · g2 blanques peó · f1 blanques alfil · g1 blanques rei | 1 |
|   | a | b | c | d | e | f | g | h |   |

El diagrama mostra un altre exemple. Juguen les negres, i fan
1...Txh4?
esperant que les blanques facin 2. Dxh4, quan les negres retindrien l'avantatge material. Però les blanques tenen un zwischenzug: 
2.Dd8+!
i la partida continua amb 
2...Rh7
3.Dxh4+ Rg8
4.Dxg3
i les blanques han guanyat una torre, i queden amb posició guanyadora.

### Mieses-Reshevsky
|   | a | b | c | d | e | f | g | h |   |
| 8 | e8 negres torre · g8 negres rei · a7 negres peó · b7 negres peó · f7 negres peó · g7 negres alfil · h7 negres peó · g6 negres peó · b5 blanques peó · d5 negres dama · a4 blanques peó · c4 negres peó · c3 blanques peó · f3 blanques cavall · g3 blanques peó · c2 blanques dama · f2 blanques peó · h2 blanques peó · c1 blanques torre · g1 blanques rei | e8 negres torre · g8 negres rei · a7 negres peó · b7 negres peó · f7 negres peó · g7 negres alfil · h7 negres peó · g6 negres peó · b5 blanques peó · d5 negres dama · a4 blanques peó · c4 negres peó · c3 blanques peó · f3 blanques cavall · g3 blanques peó · c2 blanques dama · f2 blanques peó · h2 blanques peó · c1 blanques torre · g1 blanques rei | e8 negres torre · g8 negres rei · a7 negres peó · b7 negres peó · f7 negres peó · g7 negres alfil · h7 negres peó · g6 negres peó · b5 blanques peó · d5 negres dama · a4 blanques peó · c4 negres peó · c3 blanques peó · f3 blanques cavall · g3 blanques peó · c2 blanques dama · f2 blanques peó · h2 blanques peó · c1 blanques torre · g1 blanques rei | e8 negres torre · g8 negres rei · a7 negres peó · b7 negres peó · f7 negres peó · g7 negres alfil · h7 negres peó · g6 negres peó · b5 blanques peó · d5 negres dama · a4 blanques peó · c4 negres peó · c3 blanques peó · f3 blanques cavall · g3 blanques peó · c2 blanques dama · f2 blanques peó · h2 blanques peó · c1 blanques torre · g1 blanques rei | e8 negres torre · g8 negres rei · a7 negres peó · b7 negres peó · f7 negres peó · g7 negres alfil · h7 negres peó · g6 negres peó · b5 blanques peó · d5 negres dama · a4 blanques peó · c4 negres peó · c3 blanques peó · f3 blanques cavall · g3 blanques peó · c2 blanques dama · f2 blanques peó · h2 blanques peó · c1 blanques torre · g1 blanques rei | e8 negres torre · g8 negres rei · a7 negres peó · b7 negres peó · f7 negres peó · g7 negres alfil · h7 negres peó · g6 negres peó · b5 blanques peó · d5 negres dama · a4 blanques peó · c4 negres peó · c3 blanques peó · f3 blanques cavall · g3 blanques peó · c2 blanques dama · f2 blanques peó · h2 blanques peó · c1 blanques torre · g1 blanques rei | e8 negres torre · g8 negres rei · a7 negres peó · b7 negres peó · f7 negres peó · g7 negres alfil · h7 negres peó · g6 negres peó · b5 blanques peó · d5 negres dama · a4 blanques peó · c4 negres peó · c3 blanques peó · f3 blanques cavall · g3 blanques peó · c2 blanques dama · f2 blanques peó · h2 blanques peó · c1 blanques torre · g1 blanques rei | e8 negres torre · g8 negres rei · a7 negres peó · b7 negres peó · f7 negres peó · g7 negres alfil · h7 negres peó · g6 negres peó · b5 blanques peó · d5 negres dama · a4 blanques peó · c4 negres peó · c3 blanques peó · f3 blanques cavall · g3 blanques peó · c2 blanques dama · f2 blanques peó · h2 blanques peó · c1 blanques torre · g1 blanques rei | 8 |
| 7 | e8 negres torre · g8 negres rei · a7 negres peó · b7 negres peó · f7 negres peó · g7 negres alfil · h7 negres peó · g6 negres peó · b5 blanques peó · d5 negres dama · a4 blanques peó · c4 negres peó · c3 blanques peó · f3 blanques cavall · g3 blanques peó · c2 blanques dama · f2 blanques peó · h2 blanques peó · c1 blanques torre · g1 blanques rei | e8 negres torre · g8 negres rei · a7 negres peó · b7 negres peó · f7 negres peó · g7 negres alfil · h7 negres peó · g6 negres peó · b5 blanques peó · d5 negres dama · a4 blanques peó · c4 negres peó · c3 blanques peó · f3 blanques cavall · g3 blanques peó · c2 blanques dama · f2 blanques peó · h2 blanques peó · c1 blanques torre · g1 blanques rei | e8 negres torre · g8 negres rei · a7 negres peó · b7 negres peó · f7 negres peó · g7 negres alfil · h7 negres peó · g6 negres peó · b5 blanques peó · d5 negres dama · a4 blanques peó · c4 negres peó · c3 blanques peó · f3 blanques cavall · g3 blanques peó · c2 blanques dama · f2 blanques peó · h2 blanques peó · c1 blanques torre · g1 blanques rei | e8 negres torre · g8 negres rei · a7 negres peó · b7 negres peó · f7 negres peó · g7 negres alfil · h7 negres peó · g6 negres peó · b5 blanques peó · d5 negres dama · a4 blanques peó · c4 negres peó · c3 blanques peó · f3 blanques cavall · g3 blanques peó · c2 blanques dama · f2 blanques peó · h2 blanques peó · c1 blanques torre · g1 blanques rei | e8 negres torre · g8 negres rei · a7 negres peó · b7 negres peó · f7 negres peó · g7 negres alfil · h7 negres peó · g6 negres peó · b5 blanques peó · d5 negres dama · a4 blanques peó · c4 negres peó · c3 blanques peó · f3 blanques cavall · g3 blanques peó · c2 blanques dama · f2 blanques peó · h2 blanques peó · c1 blanques torre · g1 blanques rei | e8 negres torre · g8 negres rei · a7 negres peó · b7 negres peó · f7 negres peó · g7 negres alfil · h7 negres peó · g6 negres peó · b5 blanques peó · d5 negres dama · a4 blanques peó · c4 negres peó · c3 blanques peó · f3 blanques cavall · g3 blanques peó · c2 blanques dama · f2 blanques peó · h2 blanques peó · c1 blanques torre · g1 blanques rei | e8 negres torre · g8 negres rei · a7 negres peó · b7 negres peó · f7 negres peó · g7 negres alfil · h7 negres peó · g6 negres peó · b5 blanques peó · d5 negres dama · a4 blanques peó · c4 negres peó · c3 blanques peó · f3 blanques cavall · g3 blanques peó · c2 blanques dama · f2 blanques peó · h2 blanques peó · c1 blanques torre · g1 blanques rei | e8 negres torre · g8 negres rei · a7 negres peó · b7 negres peó · f7 negres peó · g7 negres alfil · h7 negres peó · g6 negres peó · b5 blanques peó · d5 negres dama · a4 blanques peó · c4 negres peó · c3 blanques peó · f3 blanques cavall · g3 blanques peó · c2 blanques dama · f2 blanques peó · h2 blanques peó · c1 blanques torre · g1 blanques rei | 7 |
| 6 | e8 negres torre · g8 negres rei · a7 negres peó · b7 negres peó · f7 negres peó · g7 negres alfil · h7 negres peó · g6 negres peó · b5 blanques peó · d5 negres dama · a4 blanques peó · c4 negres peó · c3 blanques peó · f3 blanques cavall · g3 blanques peó · c2 blanques dama · f2 blanques peó · h2 blanques peó · c1 blanques torre · g1 blanques rei | e8 negres torre · g8 negres rei · a7 negres peó · b7 negres peó · f7 negres peó · g7 negres alfil · h7 negres peó · g6 negres peó · b5 blanques peó · d5 negres dama · a4 blanques peó · c4 negres peó · c3 blanques peó · f3 blanques cavall · g3 blanques peó · c2 blanques dama · f2 blanques peó · h2 blanques peó · c1 blanques torre · g1 blanques rei | e8 negres torre · g8 negres rei · a7 negres peó · b7 negres peó · f7 negres peó · g7 negres alfil · h7 negres peó · g6 negres peó · b5 blanques peó · d5 negres dama · a4 blanques peó · c4 negres peó · c3 blanques peó · f3 blanques cavall · g3 blanques peó · c2 blanques dama · f2 blanques peó · h2 blanques peó · c1 blanques torre · g1 blanques rei | e8 negres torre · g8 negres rei · a7 negres peó · b7 negres peó · f7 negres peó · g7 negres alfil · h7 negres peó · g6 negres peó · b5 blanques peó · d5 negres dama · a4 blanques peó · c4 negres peó · c3 blanques peó · f3 blanques cavall · g3 blanques peó · c2 blanques dama · f2 blanques peó · h2 blanques peó · c1 blanques torre · g1 blanques rei | e8 negres torre · g8 negres rei · a7 negres peó · b7 negres peó · f7 negres peó · g7 negres alfil · h7 negres peó · g6 negres peó · b5 blanques peó · d5 negres dama · a4 blanques peó · c4 negres peó · c3 blanques peó · f3 blanques cavall · g3 blanques peó · c2 blanques dama · f2 blanques peó · h2 blanques peó · c1 blanques torre · g1 blanques rei | e8 negres torre · g8 negres rei · a7 negres peó · b7 negres peó · f7 negres peó · g7 negres alfil · h7 negres peó · g6 negres peó · b5 blanques peó · d5 negres dama · a4 blanques peó · c4 negres peó · c3 blanques peó · f3 blanques cavall · g3 blanques peó · c2 blanques dama · f2 blanques peó · h2 blanques peó · c1 blanques torre · g1 blanques rei | e8 negres torre · g8 negres rei · a7 negres peó · b7 negres peó · f7 negres peó · g7 negres alfil · h7 negres peó · g6 negres peó · b5 blanques peó · d5 negres dama · a4 blanques peó · c4 negres peó · c3 blanques peó · f3 blanques cavall · g3 blanques peó · c2 blanques dama · f2 blanques peó · h2 blanques peó · c1 blanques torre · g1 blanques rei | e8 negres torre · g8 negres rei · a7 negres peó · b7 negres peó · f7 negres peó · g7 negres alfil · h7 negres peó · g6 negres peó · b5 blanques peó · d5 negres dama · a4 blanques peó · c4 negres peó · c3 blanques peó · f3 blanques cavall · g3 blanques peó · c2 blanques dama · f2 blanques peó · h2 blanques peó · c1 blanques torre · g1 blanques rei | 6 |
| 5 | e8 negres torre · g8 negres rei · a7 negres peó · b7 negres peó · f7 negres peó · g7 negres alfil · h7 negres peó · g6 negres peó · b5 blanques peó · d5 negres dama · a4 blanques peó · c4 negres peó · c3 blanques peó · f3 blanques cavall · g3 blanques peó · c2 blanques dama · f2 blanques peó · h2 blanques peó · c1 blanques torre · g1 blanques rei | e8 negres torre · g8 negres rei · a7 negres peó · b7 negres peó · f7 negres peó · g7 negres alfil · h7 negres peó · g6 negres peó · b5 blanques peó · d5 negres dama · a4 blanques peó · c4 negres peó · c3 blanques peó · f3 blanques cavall · g3 blanques peó · c2 blanques dama · f2 blanques peó · h2 blanques peó · c1 blanques torre · g1 blanques rei | e8 negres torre · g8 negres rei · a7 negres peó · b7 negres peó · f7 negres peó · g7 negres alfil · h7 negres peó · g6 negres peó · b5 blanques peó · d5 negres dama · a4 blanques peó · c4 negres peó · c3 blanques peó · f3 blanques cavall · g3 blanques peó · c2 blanques dama · f2 blanques peó · h2 blanques peó · c1 blanques torre · g1 blanques rei | e8 negres torre · g8 negres rei · a7 negres peó · b7 negres peó · f7 negres peó · g7 negres alfil · h7 negres peó · g6 negres peó · b5 blanques peó · d5 negres dama · a4 blanques peó · c4 negres peó · c3 blanques peó · f3 blanques cavall · g3 blanques peó · c2 blanques dama · f2 blanques peó · h2 blanques peó · c1 blanques torre · g1 blanques rei | e8 negres torre · g8 negres rei · a7 negres peó · b7 negres peó · f7 negres peó · g7 negres alfil · h7 negres peó · g6 negres peó · b5 blanques peó · d5 negres dama · a4 blanques peó · c4 negres peó · c3 blanques peó · f3 blanques cavall · g3 blanques peó · c2 blanques dama · f2 blanques peó · h2 blanques peó · c1 blanques torre · g1 blanques rei | e8 negres torre · g8 negres rei · a7 negres peó · b7 negres peó · f7 negres peó · g7 negres alfil · h7 negres peó · g6 negres peó · b5 blanques peó · d5 negres dama · a4 blanques peó · c4 negres peó · c3 blanques peó · f3 blanques cavall · g3 blanques peó · c2 blanques dama · f2 blanques peó · h2 blanques peó · c1 blanques torre · g1 blanques rei | e8 negres torre · g8 negres rei · a7 negres peó · b7 negres peó · f7 negres peó · g7 negres alfil · h7 negres peó · g6 negres peó · b5 blanques peó · d5 negres dama · a4 blanques peó · c4 negres peó · c3 blanques peó · f3 blanques cavall · g3 blanques peó · c2 blanques dama · f2 blanques peó · h2 blanques peó · c1 blanques torre · g1 blanques rei | e8 negres torre · g8 negres rei · a7 negres peó · b7 negres peó · f7 negres peó · g7 negres alfil · h7 negres peó · g6 negres peó · b5 blanques peó · d5 negres dama · a4 blanques peó · c4 negres peó · c3 blanques peó · f3 blanques cavall · g3 blanques peó · c2 blanques dama · f2 blanques peó · h2 blanques peó · c1 blanques torre · g1 blanques rei | 5 |
| 4 | e8 negres torre · g8 negres rei · a7 negres peó · b7 negres peó · f7 negres peó · g7 negres alfil · h7 negres peó · g6 negres peó · b5 blanques peó · d5 negres dama · a4 blanques peó · c4 negres peó · c3 blanques peó · f3 blanques cavall · g3 blanques peó · c2 blanques dama · f2 blanques peó · h2 blanques peó · c1 blanques torre · g1 blanques rei | e8 negres torre · g8 negres rei · a7 negres peó · b7 negres peó · f7 negres peó · g7 negres alfil · h7 negres peó · g6 negres peó · b5 blanques peó · d5 negres dama · a4 blanques peó · c4 negres peó · c3 blanques peó · f3 blanques cavall · g3 blanques peó · c2 blanques dama · f2 blanques peó · h2 blanques peó · c1 blanques torre · g1 blanques rei | e8 negres torre · g8 negres rei · a7 negres peó · b7 negres peó · f7 negres peó · g7 negres alfil · h7 negres peó · g6 negres peó · b5 blanques peó · d5 negres dama · a4 blanques peó · c4 negres peó · c3 blanques peó · f3 blanques cavall · g3 blanques peó · c2 blanques dama · f2 blanques peó · h2 blanques peó · c1 blanques torre · g1 blanques rei | e8 negres torre · g8 negres rei · a7 negres peó · b7 negres peó · f7 negres peó · g7 negres alfil · h7 negres peó · g6 negres peó · b5 blanques peó · d5 negres dama · a4 blanques peó · c4 negres peó · c3 blanques peó · f3 blanques cavall · g3 blanques peó · c2 blanques dama · f2 blanques peó · h2 blanques peó · c1 blanques torre · g1 blanques rei | e8 negres torre · g8 negres rei · a7 negres peó · b7 negres peó · f7 negres peó · g7 negres alfil · h7 negres peó · g6 negres peó · b5 blanques peó · d5 negres dama · a4 blanques peó · c4 negres peó · c3 blanques peó · f3 blanques cavall · g3 blanques peó · c2 blanques dama · f2 blanques peó · h2 blanques peó · c1 blanques torre · g1 blanques rei | e8 negres torre · g8 negres rei · a7 negres peó · b7 negres peó · f7 negres peó · g7 negres alfil · h7 negres peó · g6 negres peó · b5 blanques peó · d5 negres dama · a4 blanques peó · c4 negres peó · c3 blanques peó · f3 blanques cavall · g3 blanques peó · c2 blanques dama · f2 blanques peó · h2 blanques peó · c1 blanques torre · g1 blanques rei | e8 negres torre · g8 negres rei · a7 negres peó · b7 negres peó · f7 negres peó · g7 negres alfil · h7 negres peó · g6 negres peó · b5 blanques peó · d5 negres dama · a4 blanques peó · c4 negres peó · c3 blanques peó · f3 blanques cavall · g3 blanques peó · c2 blanques dama · f2 blanques peó · h2 blanques peó · c1 blanques torre · g1 blanques rei | e8 negres torre · g8 negres rei · a7 negres peó · b7 negres peó · f7 negres peó · g7 negres alfil · h7 negres peó · g6 negres peó · b5 blanques peó · d5 negres dama · a4 blanques peó · c4 negres peó · c3 blanques peó · f3 blanques cavall · g3 blanques peó · c2 blanques dama · f2 blanques peó · h2 blanques peó · c1 blanques torre · g1 blanques rei | 4 |
| 3 | e8 negres torre · g8 negres rei · a7 negres peó · b7 negres peó · f7 negres peó · g7 negres alfil · h7 negres peó · g6 negres peó · b5 blanques peó · d5 negres dama · a4 blanques peó · c4 negres peó · c3 blanques peó · f3 blanques cavall · g3 blanques peó · c2 blanques dama · f2 blanques peó · h2 blanques peó · c1 blanques torre · g1 blanques rei | e8 negres torre · g8 negres rei · a7 negres peó · b7 negres peó · f7 negres peó · g7 negres alfil · h7 negres peó · g6 negres peó · b5 blanques peó · d5 negres dama · a4 blanques peó · c4 negres peó · c3 blanques peó · f3 blanques cavall · g3 blanques peó · c2 blanques dama · f2 blanques peó · h2 blanques peó · c1 blanques torre · g1 blanques rei | e8 negres torre · g8 negres rei · a7 negres peó · b7 negres peó · f7 negres peó · g7 negres alfil · h7 negres peó · g6 negres peó · b5 blanques peó · d5 negres dama · a4 blanques peó · c4 negres peó · c3 blanques peó · f3 blanques cavall · g3 blanques peó · c2 blanques dama · f2 blanques peó · h2 blanques peó · c1 blanques torre · g1 blanques rei | e8 negres torre · g8 negres rei · a7 negres peó · b7 negres peó · f7 negres peó · g7 negres alfil · h7 negres peó · g6 negres peó · b5 blanques peó · d5 negres dama · a4 blanques peó · c4 negres peó · c3 blanques peó · f3 blanques cavall · g3 blanques peó · c2 blanques dama · f2 blanques peó · h2 blanques peó · c1 blanques torre · g1 blanques rei | e8 negres torre · g8 negres rei · a7 negres peó · b7 negres peó · f7 negres peó · g7 negres alfil · h7 negres peó · g6 negres peó · b5 blanques peó · d5 negres dama · a4 blanques peó · c4 negres peó · c3 blanques peó · f3 blanques cavall · g3 blanques peó · c2 blanques dama · f2 blanques peó · h2 blanques peó · c1 blanques torre · g1 blanques rei | e8 negres torre · g8 negres rei · a7 negres peó · b7 negres peó · f7 negres peó · g7 negres alfil · h7 negres peó · g6 negres peó · b5 blanques peó · d5 negres dama · a4 blanques peó · c4 negres peó · c3 blanques peó · f3 blanques cavall · g3 blanques peó · c2 blanques dama · f2 blanques peó · h2 blanques peó · c1 blanques torre · g1 blanques rei | e8 negres torre · g8 negres rei · a7 negres peó · b7 negres peó · f7 negres peó · g7 negres alfil · h7 negres peó · g6 negres peó · b5 blanques peó · d5 negres dama · a4 blanques peó · c4 negres peó · c3 blanques peó · f3 blanques cavall · g3 blanques peó · c2 blanques dama · f2 blanques peó · h2 blanques peó · c1 blanques torre · g1 blanques rei | e8 negres torre · g8 negres rei · a7 negres peó · b7 negres peó · f7 negres peó · g7 negres alfil · h7 negres peó · g6 negres peó · b5 blanques peó · d5 negres dama · a4 blanques peó · c4 negres peó · c3 blanques peó · f3 blanques cavall · g3 blanques peó · c2 blanques dama · f2 blanques peó · h2 blanques peó · c1 blanques torre · g1 blanques rei | 3 |
| 2 | e8 negres torre · g8 negres rei · a7 negres peó · b7 negres peó · f7 negres peó · g7 negres alfil · h7 negres peó · g6 negres peó · b5 blanques peó · d5 negres dama · a4 blanques peó · c4 negres peó · c3 blanques peó · f3 blanques cavall · g3 blanques peó · c2 blanques dama · f2 blanques peó · h2 blanques peó · c1 blanques torre · g1 blanques rei | e8 negres torre · g8 negres rei · a7 negres peó · b7 negres peó · f7 negres peó · g7 negres alfil · h7 negres peó · g6 negres peó · b5 blanques peó · d5 negres dama · a4 blanques peó · c4 negres peó · c3 blanques peó · f3 blanques cavall · g3 blanques peó · c2 blanques dama · f2 blanques peó · h2 blanques peó · c1 blanques torre · g1 blanques rei | e8 negres torre · g8 negres rei · a7 negres peó · b7 negres peó · f7 negres peó · g7 negres alfil · h7 negres peó · g6 negres peó · b5 blanques peó · d5 negres dama · a4 blanques peó · c4 negres peó · c3 blanques peó · f3 blanques cavall · g3 blanques peó · c2 blanques dama · f2 blanques peó · h2 blanques peó · c1 blanques torre · g1 blanques rei | e8 negres torre · g8 negres rei · a7 negres peó · b7 negres peó · f7 negres peó · g7 negres alfil · h7 negres peó · g6 negres peó · b5 blanques peó · d5 negres dama · a4 blanques peó · c4 negres peó · c3 blanques peó · f3 blanques cavall · g3 blanques peó · c2 blanques dama · f2 blanques peó · h2 blanques peó · c1 blanques torre · g1 blanques rei | e8 negres torre · g8 negres rei · a7 negres peó · b7 negres peó · f7 negres peó · g7 negres alfil · h7 negres peó · g6 negres peó · b5 blanques peó · d5 negres dama · a4 blanques peó · c4 negres peó · c3 blanques peó · f3 blanques cavall · g3 blanques peó · c2 blanques dama · f2 blanques peó · h2 blanques peó · c1 blanques torre · g1 blanques rei | e8 negres torre · g8 negres rei · a7 negres peó · b7 negres peó · f7 negres peó · g7 negres alfil · h7 negres peó · g6 negres peó · b5 blanques peó · d5 negres dama · a4 blanques peó · c4 negres peó · c3 blanques peó · f3 blanques cavall · g3 blanques peó · c2 blanques dama · f2 blanques peó · h2 blanques peó · c1 blanques torre · g1 blanques rei | e8 negres torre · g8 negres rei · a7 negres peó · b7 negres peó · f7 negres peó · g7 negres alfil · h7 negres peó · g6 negres peó · b5 blanques peó · d5 negres dama · a4 blanques peó · c4 negres peó · c3 blanques peó · f3 blanques cavall · g3 blanques peó · c2 blanques dama · f2 blanques peó · h2 blanques peó · c1 blanques torre · g1 blanques rei | e8 negres torre · g8 negres rei · a7 negres peó · b7 negres peó · f7 negres peó · g7 negres alfil · h7 negres peó · g6 negres peó · b5 blanques peó · d5 negres dama · a4 blanques peó · c4 negres peó · c3 blanques peó · f3 blanques cavall · g3 blanques peó · c2 blanques dama · f2 blanques peó · h2 blanques peó · c1 blanques torre · g1 blanques rei | 2 |
| 1 | e8 negres torre · g8 negres rei · a7 negres peó · b7 negres peó · f7 negres peó · g7 negres alfil · h7 negres peó · g6 negres peó · b5 blanques peó · d5 negres dama · a4 blanques peó · c4 negres peó · c3 blanques peó · f3 blanques cavall · g3 blanques peó · c2 blanques dama · f2 blanques peó · h2 blanques peó · c1 blanques torre · g1 blanques rei | e8 negres torre · g8 negres rei · a7 negres peó · b7 negres peó · f7 negres peó · g7 negres alfil · h7 negres peó · g6 negres peó · b5 blanques peó · d5 negres dama · a4 blanques peó · c4 negres peó · c3 blanques peó · f3 blanques cavall · g3 blanques peó · c2 blanques dama · f2 blanques peó · h2 blanques peó · c1 blanques torre · g1 blanques rei | e8 negres torre · g8 negres rei · a7 negres peó · b7 negres peó · f7 negres peó · g7 negres alfil · h7 negres peó · g6 negres peó · b5 blanques peó · d5 negres dama · a4 blanques peó · c4 negres peó · c3 blanques peó · f3 blanques cavall · g3 blanques peó · c2 blanques dama · f2 blanques peó · h2 blanques peó · c1 blanques torre · g1 blanques rei | e8 negres torre · g8 negres rei · a7 negres peó · b7 negres peó · f7 negres peó · g7 negres alfil · h7 negres peó · g6 negres peó · b5 blanques peó · d5 negres dama · a4 blanques peó · c4 negres peó · c3 blanques peó · f3 blanques cavall · g3 blanques peó · c2 blanques dama · f2 blanques peó · h2 blanques peó · c1 blanques torre · g1 blanques rei | e8 negres torre · g8 negres rei · a7 negres peó · b7 negres peó · f7 negres peó · g7 negres alfil · h7 negres peó · g6 negres peó · b5 blanques peó · d5 negres dama · a4 blanques peó · c4 negres peó · c3 blanques peó · f3 blanques cavall · g3 blanques peó · c2 blanques dama · f2 blanques peó · h2 blanques peó · c1 blanques torre · g1 blanques rei | e8 negres torre · g8 negres rei · a7 negres peó · b7 negres peó · f7 negres peó · g7 negres alfil · h7 negres peó · g6 negres peó · b5 blanques peó · d5 negres dama · a4 blanques peó · c4 negres peó · c3 blanques peó · f3 blanques cavall · g3 blanques peó · c2 blanques dama · f2 blanques peó · h2 blanques peó · c1 blanques torre · g1 blanques rei | e8 negres torre · g8 negres rei · a7 negres peó · b7 negres peó · f7 negres peó · g7 negres alfil · h7 negres peó · g6 negres peó · b5 blanques peó · d5 negres dama · a4 blanques peó · c4 negres peó · c3 blanques peó · f3 blanques cavall · g3 blanques peó · c2 blanques dama · f2 blanques peó · h2 blanques peó · c1 blanques torre · g1 blanques rei | e8 negres torre · g8 negres rei · a7 negres peó · b7 negres peó · f7 negres peó · g7 negres alfil · h7 negres peó · g6 negres peó · b5 blanques peó · d5 negres dama · a4 blanques peó · c4 negres peó · c3 blanques peó · f3 blanques cavall · g3 blanques peó · c2 blanques dama · f2 blanques peó · h2 blanques peó · c1 blanques torre · g1 blanques rei | 1 |
|   | a | b | c | d | e | f | g | h |   |

També va ocórrer un zwischenzug a la partida Mieses-Reshevsky, Margate 1935. A partir de la posició del diagrama, el joc va continuar:
29. Cd4 Axd4
30. cxd4
Les blanques devien esperar 30... Dxd4 31. Dxc4 Te1+ i ara 32. Rg2 les deixa sense problemes, però les negres tenen un zwischenzug:
30... Te4!
Un atac doble al peó-d que a més a més evita la captura del peó propi. Ara si 31. Dxc4, 31... Te1+ força 32. Txe1 i les blanques perden la dama (Chernev 1965:211).

### L. Steiner-Helling
|   | a | b | c | d | e | f | g | h |   |
| 8 | a8 negres torre · c8 negres alfil · f8 negres torre · g8 negres rei · c7 negres peó · f7 negres peó · g7 negres peó · h7 negres peó · a6 negres peó · d6 negres alfil · b5 negres peó · d4 blanques peó · h4 negres dama · b3 blanques alfil · c3 blanques peó · f3 blanques dama · h3 blanques peó · a2 blanques peó · b2 blanques peó · f2 negres cavall · g2 blanques peó · a1 blanques torre · b1 blanques cavall · c1 blanques alfil · e1 blanques torre · g1 blanques rei | a8 negres torre · c8 negres alfil · f8 negres torre · g8 negres rei · c7 negres peó · f7 negres peó · g7 negres peó · h7 negres peó · a6 negres peó · d6 negres alfil · b5 negres peó · d4 blanques peó · h4 negres dama · b3 blanques alfil · c3 blanques peó · f3 blanques dama · h3 blanques peó · a2 blanques peó · b2 blanques peó · f2 negres cavall · g2 blanques peó · a1 blanques torre · b1 blanques cavall · c1 blanques alfil · e1 blanques torre · g1 blanques rei | a8 negres torre · c8 negres alfil · f8 negres torre · g8 negres rei · c7 negres peó · f7 negres peó · g7 negres peó · h7 negres peó · a6 negres peó · d6 negres alfil · b5 negres peó · d4 blanques peó · h4 negres dama · b3 blanques alfil · c3 blanques peó · f3 blanques dama · h3 blanques peó · a2 blanques peó · b2 blanques peó · f2 negres cavall · g2 blanques peó · a1 blanques torre · b1 blanques cavall · c1 blanques alfil · e1 blanques torre · g1 blanques rei | a8 negres torre · c8 negres alfil · f8 negres torre · g8 negres rei · c7 negres peó · f7 negres peó · g7 negres peó · h7 negres peó · a6 negres peó · d6 negres alfil · b5 negres peó · d4 blanques peó · h4 negres dama · b3 blanques alfil · c3 blanques peó · f3 blanques dama · h3 blanques peó · a2 blanques peó · b2 blanques peó · f2 negres cavall · g2 blanques peó · a1 blanques torre · b1 blanques cavall · c1 blanques alfil · e1 blanques torre · g1 blanques rei | a8 negres torre · c8 negres alfil · f8 negres torre · g8 negres rei · c7 negres peó · f7 negres peó · g7 negres peó · h7 negres peó · a6 negres peó · d6 negres alfil · b5 negres peó · d4 blanques peó · h4 negres dama · b3 blanques alfil · c3 blanques peó · f3 blanques dama · h3 blanques peó · a2 blanques peó · b2 blanques peó · f2 negres cavall · g2 blanques peó · a1 blanques torre · b1 blanques cavall · c1 blanques alfil · e1 blanques torre · g1 blanques rei | a8 negres torre · c8 negres alfil · f8 negres torre · g8 negres rei · c7 negres peó · f7 negres peó · g7 negres peó · h7 negres peó · a6 negres peó · d6 negres alfil · b5 negres peó · d4 blanques peó · h4 negres dama · b3 blanques alfil · c3 blanques peó · f3 blanques dama · h3 blanques peó · a2 blanques peó · b2 blanques peó · f2 negres cavall · g2 blanques peó · a1 blanques torre · b1 blanques cavall · c1 blanques alfil · e1 blanques torre · g1 blanques rei | a8 negres torre · c8 negres alfil · f8 negres torre · g8 negres rei · c7 negres peó · f7 negres peó · g7 negres peó · h7 negres peó · a6 negres peó · d6 negres alfil · b5 negres peó · d4 blanques peó · h4 negres dama · b3 blanques alfil · c3 blanques peó · f3 blanques dama · h3 blanques peó · a2 blanques peó · b2 blanques peó · f2 negres cavall · g2 blanques peó · a1 blanques torre · b1 blanques cavall · c1 blanques alfil · e1 blanques torre · g1 blanques rei | a8 negres torre · c8 negres alfil · f8 negres torre · g8 negres rei · c7 negres peó · f7 negres peó · g7 negres peó · h7 negres peó · a6 negres peó · d6 negres alfil · b5 negres peó · d4 blanques peó · h4 negres dama · b3 blanques alfil · c3 blanques peó · f3 blanques dama · h3 blanques peó · a2 blanques peó · b2 blanques peó · f2 negres cavall · g2 blanques peó · a1 blanques torre · b1 blanques cavall · c1 blanques alfil · e1 blanques torre · g1 blanques rei | 8 |
| 7 | a8 negres torre · c8 negres alfil · f8 negres torre · g8 negres rei · c7 negres peó · f7 negres peó · g7 negres peó · h7 negres peó · a6 negres peó · d6 negres alfil · b5 negres peó · d4 blanques peó · h4 negres dama · b3 blanques alfil · c3 blanques peó · f3 blanques dama · h3 blanques peó · a2 blanques peó · b2 blanques peó · f2 negres cavall · g2 blanques peó · a1 blanques torre · b1 blanques cavall · c1 blanques alfil · e1 blanques torre · g1 blanques rei | a8 negres torre · c8 negres alfil · f8 negres torre · g8 negres rei · c7 negres peó · f7 negres peó · g7 negres peó · h7 negres peó · a6 negres peó · d6 negres alfil · b5 negres peó · d4 blanques peó · h4 negres dama · b3 blanques alfil · c3 blanques peó · f3 blanques dama · h3 blanques peó · a2 blanques peó · b2 blanques peó · f2 negres cavall · g2 blanques peó · a1 blanques torre · b1 blanques cavall · c1 blanques alfil · e1 blanques torre · g1 blanques rei | a8 negres torre · c8 negres alfil · f8 negres torre · g8 negres rei · c7 negres peó · f7 negres peó · g7 negres peó · h7 negres peó · a6 negres peó · d6 negres alfil · b5 negres peó · d4 blanques peó · h4 negres dama · b3 blanques alfil · c3 blanques peó · f3 blanques dama · h3 blanques peó · a2 blanques peó · b2 blanques peó · f2 negres cavall · g2 blanques peó · a1 blanques torre · b1 blanques cavall · c1 blanques alfil · e1 blanques torre · g1 blanques rei | a8 negres torre · c8 negres alfil · f8 negres torre · g8 negres rei · c7 negres peó · f7 negres peó · g7 negres peó · h7 negres peó · a6 negres peó · d6 negres alfil · b5 negres peó · d4 blanques peó · h4 negres dama · b3 blanques alfil · c3 blanques peó · f3 blanques dama · h3 blanques peó · a2 blanques peó · b2 blanques peó · f2 negres cavall · g2 blanques peó · a1 blanques torre · b1 blanques cavall · c1 blanques alfil · e1 blanques torre · g1 blanques rei | a8 negres torre · c8 negres alfil · f8 negres torre · g8 negres rei · c7 negres peó · f7 negres peó · g7 negres peó · h7 negres peó · a6 negres peó · d6 negres alfil · b5 negres peó · d4 blanques peó · h4 negres dama · b3 blanques alfil · c3 blanques peó · f3 blanques dama · h3 blanques peó · a2 blanques peó · b2 blanques peó · f2 negres cavall · g2 blanques peó · a1 blanques torre · b1 blanques cavall · c1 blanques alfil · e1 blanques torre · g1 blanques rei | a8 negres torre · c8 negres alfil · f8 negres torre · g8 negres rei · c7 negres peó · f7 negres peó · g7 negres peó · h7 negres peó · a6 negres peó · d6 negres alfil · b5 negres peó · d4 blanques peó · h4 negres dama · b3 blanques alfil · c3 blanques peó · f3 blanques dama · h3 blanques peó · a2 blanques peó · b2 blanques peó · f2 negres cavall · g2 blanques peó · a1 blanques torre · b1 blanques cavall · c1 blanques alfil · e1 blanques torre · g1 blanques rei | a8 negres torre · c8 negres alfil · f8 negres torre · g8 negres rei · c7 negres peó · f7 negres peó · g7 negres peó · h7 negres peó · a6 negres peó · d6 negres alfil · b5 negres peó · d4 blanques peó · h4 negres dama · b3 blanques alfil · c3 blanques peó · f3 blanques dama · h3 blanques peó · a2 blanques peó · b2 blanques peó · f2 negres cavall · g2 blanques peó · a1 blanques torre · b1 blanques cavall · c1 blanques alfil · e1 blanques torre · g1 blanques rei | a8 negres torre · c8 negres alfil · f8 negres torre · g8 negres rei · c7 negres peó · f7 negres peó · g7 negres peó · h7 negres peó · a6 negres peó · d6 negres alfil · b5 negres peó · d4 blanques peó · h4 negres dama · b3 blanques alfil · c3 blanques peó · f3 blanques dama · h3 blanques peó · a2 blanques peó · b2 blanques peó · f2 negres cavall · g2 blanques peó · a1 blanques torre · b1 blanques cavall · c1 blanques alfil · e1 blanques torre · g1 blanques rei | 7 |
| 6 | a8 negres torre · c8 negres alfil · f8 negres torre · g8 negres rei · c7 negres peó · f7 negres peó · g7 negres peó · h7 negres peó · a6 negres peó · d6 negres alfil · b5 negres peó · d4 blanques peó · h4 negres dama · b3 blanques alfil · c3 blanques peó · f3 blanques dama · h3 blanques peó · a2 blanques peó · b2 blanques peó · f2 negres cavall · g2 blanques peó · a1 blanques torre · b1 blanques cavall · c1 blanques alfil · e1 blanques torre · g1 blanques rei | a8 negres torre · c8 negres alfil · f8 negres torre · g8 negres rei · c7 negres peó · f7 negres peó · g7 negres peó · h7 negres peó · a6 negres peó · d6 negres alfil · b5 negres peó · d4 blanques peó · h4 negres dama · b3 blanques alfil · c3 blanques peó · f3 blanques dama · h3 blanques peó · a2 blanques peó · b2 blanques peó · f2 negres cavall · g2 blanques peó · a1 blanques torre · b1 blanques cavall · c1 blanques alfil · e1 blanques torre · g1 blanques rei | a8 negres torre · c8 negres alfil · f8 negres torre · g8 negres rei · c7 negres peó · f7 negres peó · g7 negres peó · h7 negres peó · a6 negres peó · d6 negres alfil · b5 negres peó · d4 blanques peó · h4 negres dama · b3 blanques alfil · c3 blanques peó · f3 blanques dama · h3 blanques peó · a2 blanques peó · b2 blanques peó · f2 negres cavall · g2 blanques peó · a1 blanques torre · b1 blanques cavall · c1 blanques alfil · e1 blanques torre · g1 blanques rei | a8 negres torre · c8 negres alfil · f8 negres torre · g8 negres rei · c7 negres peó · f7 negres peó · g7 negres peó · h7 negres peó · a6 negres peó · d6 negres alfil · b5 negres peó · d4 blanques peó · h4 negres dama · b3 blanques alfil · c3 blanques peó · f3 blanques dama · h3 blanques peó · a2 blanques peó · b2 blanques peó · f2 negres cavall · g2 blanques peó · a1 blanques torre · b1 blanques cavall · c1 blanques alfil · e1 blanques torre · g1 blanques rei | a8 negres torre · c8 negres alfil · f8 negres torre · g8 negres rei · c7 negres peó · f7 negres peó · g7 negres peó · h7 negres peó · a6 negres peó · d6 negres alfil · b5 negres peó · d4 blanques peó · h4 negres dama · b3 blanques alfil · c3 blanques peó · f3 blanques dama · h3 blanques peó · a2 blanques peó · b2 blanques peó · f2 negres cavall · g2 blanques peó · a1 blanques torre · b1 blanques cavall · c1 blanques alfil · e1 blanques torre · g1 blanques rei | a8 negres torre · c8 negres alfil · f8 negres torre · g8 negres rei · c7 negres peó · f7 negres peó · g7 negres peó · h7 negres peó · a6 negres peó · d6 negres alfil · b5 negres peó · d4 blanques peó · h4 negres dama · b3 blanques alfil · c3 blanques peó · f3 blanques dama · h3 blanques peó · a2 blanques peó · b2 blanques peó · f2 negres cavall · g2 blanques peó · a1 blanques torre · b1 blanques cavall · c1 blanques alfil · e1 blanques torre · g1 blanques rei | a8 negres torre · c8 negres alfil · f8 negres torre · g8 negres rei · c7 negres peó · f7 negres peó · g7 negres peó · h7 negres peó · a6 negres peó · d6 negres alfil · b5 negres peó · d4 blanques peó · h4 negres dama · b3 blanques alfil · c3 blanques peó · f3 blanques dama · h3 blanques peó · a2 blanques peó · b2 blanques peó · f2 negres cavall · g2 blanques peó · a1 blanques torre · b1 blanques cavall · c1 blanques alfil · e1 blanques torre · g1 blanques rei | a8 negres torre · c8 negres alfil · f8 negres torre · g8 negres rei · c7 negres peó · f7 negres peó · g7 negres peó · h7 negres peó · a6 negres peó · d6 negres alfil · b5 negres peó · d4 blanques peó · h4 negres dama · b3 blanques alfil · c3 blanques peó · f3 blanques dama · h3 blanques peó · a2 blanques peó · b2 blanques peó · f2 negres cavall · g2 blanques peó · a1 blanques torre · b1 blanques cavall · c1 blanques alfil · e1 blanques torre · g1 blanques rei | 6 |
| 5 | a8 negres torre · c8 negres alfil · f8 negres torre · g8 negres rei · c7 negres peó · f7 negres peó · g7 negres peó · h7 negres peó · a6 negres peó · d6 negres alfil · b5 negres peó · d4 blanques peó · h4 negres dama · b3 blanques alfil · c3 blanques peó · f3 blanques dama · h3 blanques peó · a2 blanques peó · b2 blanques peó · f2 negres cavall · g2 blanques peó · a1 blanques torre · b1 blanques cavall · c1 blanques alfil · e1 blanques torre · g1 blanques rei | a8 negres torre · c8 negres alfil · f8 negres torre · g8 negres rei · c7 negres peó · f7 negres peó · g7 negres peó · h7 negres peó · a6 negres peó · d6 negres alfil · b5 negres peó · d4 blanques peó · h4 negres dama · b3 blanques alfil · c3 blanques peó · f3 blanques dama · h3 blanques peó · a2 blanques peó · b2 blanques peó · f2 negres cavall · g2 blanques peó · a1 blanques torre · b1 blanques cavall · c1 blanques alfil · e1 blanques torre · g1 blanques rei | a8 negres torre · c8 negres alfil · f8 negres torre · g8 negres rei · c7 negres peó · f7 negres peó · g7 negres peó · h7 negres peó · a6 negres peó · d6 negres alfil · b5 negres peó · d4 blanques peó · h4 negres dama · b3 blanques alfil · c3 blanques peó · f3 blanques dama · h3 blanques peó · a2 blanques peó · b2 blanques peó · f2 negres cavall · g2 blanques peó · a1 blanques torre · b1 blanques cavall · c1 blanques alfil · e1 blanques torre · g1 blanques rei | a8 negres torre · c8 negres alfil · f8 negres torre · g8 negres rei · c7 negres peó · f7 negres peó · g7 negres peó · h7 negres peó · a6 negres peó · d6 negres alfil · b5 negres peó · d4 blanques peó · h4 negres dama · b3 blanques alfil · c3 blanques peó · f3 blanques dama · h3 blanques peó · a2 blanques peó · b2 blanques peó · f2 negres cavall · g2 blanques peó · a1 blanques torre · b1 blanques cavall · c1 blanques alfil · e1 blanques torre · g1 blanques rei | a8 negres torre · c8 negres alfil · f8 negres torre · g8 negres rei · c7 negres peó · f7 negres peó · g7 negres peó · h7 negres peó · a6 negres peó · d6 negres alfil · b5 negres peó · d4 blanques peó · h4 negres dama · b3 blanques alfil · c3 blanques peó · f3 blanques dama · h3 blanques peó · a2 blanques peó · b2 blanques peó · f2 negres cavall · g2 blanques peó · a1 blanques torre · b1 blanques cavall · c1 blanques alfil · e1 blanques torre · g1 blanques rei | a8 negres torre · c8 negres alfil · f8 negres torre · g8 negres rei · c7 negres peó · f7 negres peó · g7 negres peó · h7 negres peó · a6 negres peó · d6 negres alfil · b5 negres peó · d4 blanques peó · h4 negres dama · b3 blanques alfil · c3 blanques peó · f3 blanques dama · h3 blanques peó · a2 blanques peó · b2 blanques peó · f2 negres cavall · g2 blanques peó · a1 blanques torre · b1 blanques cavall · c1 blanques alfil · e1 blanques torre · g1 blanques rei | a8 negres torre · c8 negres alfil · f8 negres torre · g8 negres rei · c7 negres peó · f7 negres peó · g7 negres peó · h7 negres peó · a6 negres peó · d6 negres alfil · b5 negres peó · d4 blanques peó · h4 negres dama · b3 blanques alfil · c3 blanques peó · f3 blanques dama · h3 blanques peó · a2 blanques peó · b2 blanques peó · f2 negres cavall · g2 blanques peó · a1 blanques torre · b1 blanques cavall · c1 blanques alfil · e1 blanques torre · g1 blanques rei | a8 negres torre · c8 negres alfil · f8 negres torre · g8 negres rei · c7 negres peó · f7 negres peó · g7 negres peó · h7 negres peó · a6 negres peó · d6 negres alfil · b5 negres peó · d4 blanques peó · h4 negres dama · b3 blanques alfil · c3 blanques peó · f3 blanques dama · h3 blanques peó · a2 blanques peó · b2 blanques peó · f2 negres cavall · g2 blanques peó · a1 blanques torre · b1 blanques cavall · c1 blanques alfil · e1 blanques torre · g1 blanques rei | 5 |
| 4 | a8 negres torre · c8 negres alfil · f8 negres torre · g8 negres rei · c7 negres peó · f7 negres peó · g7 negres peó · h7 negres peó · a6 negres peó · d6 negres alfil · b5 negres peó · d4 blanques peó · h4 negres dama · b3 blanques alfil · c3 blanques peó · f3 blanques dama · h3 blanques peó · a2 blanques peó · b2 blanques peó · f2 negres cavall · g2 blanques peó · a1 blanques torre · b1 blanques cavall · c1 blanques alfil · e1 blanques torre · g1 blanques rei | a8 negres torre · c8 negres alfil · f8 negres torre · g8 negres rei · c7 negres peó · f7 negres peó · g7 negres peó · h7 negres peó · a6 negres peó · d6 negres alfil · b5 negres peó · d4 blanques peó · h4 negres dama · b3 blanques alfil · c3 blanques peó · f3 blanques dama · h3 blanques peó · a2 blanques peó · b2 blanques peó · f2 negres cavall · g2 blanques peó · a1 blanques torre · b1 blanques cavall · c1 blanques alfil · e1 blanques torre · g1 blanques rei | a8 negres torre · c8 negres alfil · f8 negres torre · g8 negres rei · c7 negres peó · f7 negres peó · g7 negres peó · h7 negres peó · a6 negres peó · d6 negres alfil · b5 negres peó · d4 blanques peó · h4 negres dama · b3 blanques alfil · c3 blanques peó · f3 blanques dama · h3 blanques peó · a2 blanques peó · b2 blanques peó · f2 negres cavall · g2 blanques peó · a1 blanques torre · b1 blanques cavall · c1 blanques alfil · e1 blanques torre · g1 blanques rei | a8 negres torre · c8 negres alfil · f8 negres torre · g8 negres rei · c7 negres peó · f7 negres peó · g7 negres peó · h7 negres peó · a6 negres peó · d6 negres alfil · b5 negres peó · d4 blanques peó · h4 negres dama · b3 blanques alfil · c3 blanques peó · f3 blanques dama · h3 blanques peó · a2 blanques peó · b2 blanques peó · f2 negres cavall · g2 blanques peó · a1 blanques torre · b1 blanques cavall · c1 blanques alfil · e1 blanques torre · g1 blanques rei | a8 negres torre · c8 negres alfil · f8 negres torre · g8 negres rei · c7 negres peó · f7 negres peó · g7 negres peó · h7 negres peó · a6 negres peó · d6 negres alfil · b5 negres peó · d4 blanques peó · h4 negres dama · b3 blanques alfil · c3 blanques peó · f3 blanques dama · h3 blanques peó · a2 blanques peó · b2 blanques peó · f2 negres cavall · g2 blanques peó · a1 blanques torre · b1 blanques cavall · c1 blanques alfil · e1 blanques torre · g1 blanques rei | a8 negres torre · c8 negres alfil · f8 negres torre · g8 negres rei · c7 negres peó · f7 negres peó · g7 negres peó · h7 negres peó · a6 negres peó · d6 negres alfil · b5 negres peó · d4 blanques peó · h4 negres dama · b3 blanques alfil · c3 blanques peó · f3 blanques dama · h3 blanques peó · a2 blanques peó · b2 blanques peó · f2 negres cavall · g2 blanques peó · a1 blanques torre · b1 blanques cavall · c1 blanques alfil · e1 blanques torre · g1 blanques rei | a8 negres torre · c8 negres alfil · f8 negres torre · g8 negres rei · c7 negres peó · f7 negres peó · g7 negres peó · h7 negres peó · a6 negres peó · d6 negres alfil · b5 negres peó · d4 blanques peó · h4 negres dama · b3 blanques alfil · c3 blanques peó · f3 blanques dama · h3 blanques peó · a2 blanques peó · b2 blanques peó · f2 negres cavall · g2 blanques peó · a1 blanques torre · b1 blanques cavall · c1 blanques alfil · e1 blanques torre · g1 blanques rei | a8 negres torre · c8 negres alfil · f8 negres torre · g8 negres rei · c7 negres peó · f7 negres peó · g7 negres peó · h7 negres peó · a6 negres peó · d6 negres alfil · b5 negres peó · d4 blanques peó · h4 negres dama · b3 blanques alfil · c3 blanques peó · f3 blanques dama · h3 blanques peó · a2 blanques peó · b2 blanques peó · f2 negres cavall · g2 blanques peó · a1 blanques torre · b1 blanques cavall · c1 blanques alfil · e1 blanques torre · g1 blanques rei | 4 |
| 3 | a8 negres torre · c8 negres alfil · f8 negres torre · g8 negres rei · c7 negres peó · f7 negres peó · g7 negres peó · h7 negres peó · a6 negres peó · d6 negres alfil · b5 negres peó · d4 blanques peó · h4 negres dama · b3 blanques alfil · c3 blanques peó · f3 blanques dama · h3 blanques peó · a2 blanques peó · b2 blanques peó · f2 negres cavall · g2 blanques peó · a1 blanques torre · b1 blanques cavall · c1 blanques alfil · e1 blanques torre · g1 blanques rei | a8 negres torre · c8 negres alfil · f8 negres torre · g8 negres rei · c7 negres peó · f7 negres peó · g7 negres peó · h7 negres peó · a6 negres peó · d6 negres alfil · b5 negres peó · d4 blanques peó · h4 negres dama · b3 blanques alfil · c3 blanques peó · f3 blanques dama · h3 blanques peó · a2 blanques peó · b2 blanques peó · f2 negres cavall · g2 blanques peó · a1 blanques torre · b1 blanques cavall · c1 blanques alfil · e1 blanques torre · g1 blanques rei | a8 negres torre · c8 negres alfil · f8 negres torre · g8 negres rei · c7 negres peó · f7 negres peó · g7 negres peó · h7 negres peó · a6 negres peó · d6 negres alfil · b5 negres peó · d4 blanques peó · h4 negres dama · b3 blanques alfil · c3 blanques peó · f3 blanques dama · h3 blanques peó · a2 blanques peó · b2 blanques peó · f2 negres cavall · g2 blanques peó · a1 blanques torre · b1 blanques cavall · c1 blanques alfil · e1 blanques torre · g1 blanques rei | a8 negres torre · c8 negres alfil · f8 negres torre · g8 negres rei · c7 negres peó · f7 negres peó · g7 negres peó · h7 negres peó · a6 negres peó · d6 negres alfil · b5 negres peó · d4 blanques peó · h4 negres dama · b3 blanques alfil · c3 blanques peó · f3 blanques dama · h3 blanques peó · a2 blanques peó · b2 blanques peó · f2 negres cavall · g2 blanques peó · a1 blanques torre · b1 blanques cavall · c1 blanques alfil · e1 blanques torre · g1 blanques rei | a8 negres torre · c8 negres alfil · f8 negres torre · g8 negres rei · c7 negres peó · f7 negres peó · g7 negres peó · h7 negres peó · a6 negres peó · d6 negres alfil · b5 negres peó · d4 blanques peó · h4 negres dama · b3 blanques alfil · c3 blanques peó · f3 blanques dama · h3 blanques peó · a2 blanques peó · b2 blanques peó · f2 negres cavall · g2 blanques peó · a1 blanques torre · b1 blanques cavall · c1 blanques alfil · e1 blanques torre · g1 blanques rei | a8 negres torre · c8 negres alfil · f8 negres torre · g8 negres rei · c7 negres peó · f7 negres peó · g7 negres peó · h7 negres peó · a6 negres peó · d6 negres alfil · b5 negres peó · d4 blanques peó · h4 negres dama · b3 blanques alfil · c3 blanques peó · f3 blanques dama · h3 blanques peó · a2 blanques peó · b2 blanques peó · f2 negres cavall · g2 blanques peó · a1 blanques torre · b1 blanques cavall · c1 blanques alfil · e1 blanques torre · g1 blanques rei | a8 negres torre · c8 negres alfil · f8 negres torre · g8 negres rei · c7 negres peó · f7 negres peó · g7 negres peó · h7 negres peó · a6 negres peó · d6 negres alfil · b5 negres peó · d4 blanques peó · h4 negres dama · b3 blanques alfil · c3 blanques peó · f3 blanques dama · h3 blanques peó · a2 blanques peó · b2 blanques peó · f2 negres cavall · g2 blanques peó · a1 blanques torre · b1 blanques cavall · c1 blanques alfil · e1 blanques torre · g1 blanques rei | a8 negres torre · c8 negres alfil · f8 negres torre · g8 negres rei · c7 negres peó · f7 negres peó · g7 negres peó · h7 negres peó · a6 negres peó · d6 negres alfil · b5 negres peó · d4 blanques peó · h4 negres dama · b3 blanques alfil · c3 blanques peó · f3 blanques dama · h3 blanques peó · a2 blanques peó · b2 blanques peó · f2 negres cavall · g2 blanques peó · a1 blanques torre · b1 blanques cavall · c1 blanques alfil · e1 blanques torre · g1 blanques rei | 3 |
| 2 | a8 negres torre · c8 negres alfil · f8 negres torre · g8 negres rei · c7 negres peó · f7 negres peó · g7 negres peó · h7 negres peó · a6 negres peó · d6 negres alfil · b5 negres peó · d4 blanques peó · h4 negres dama · b3 blanques alfil · c3 blanques peó · f3 blanques dama · h3 blanques peó · a2 blanques peó · b2 blanques peó · f2 negres cavall · g2 blanques peó · a1 blanques torre · b1 blanques cavall · c1 blanques alfil · e1 blanques torre · g1 blanques rei | a8 negres torre · c8 negres alfil · f8 negres torre · g8 negres rei · c7 negres peó · f7 negres peó · g7 negres peó · h7 negres peó · a6 negres peó · d6 negres alfil · b5 negres peó · d4 blanques peó · h4 negres dama · b3 blanques alfil · c3 blanques peó · f3 blanques dama · h3 blanques peó · a2 blanques peó · b2 blanques peó · f2 negres cavall · g2 blanques peó · a1 blanques torre · b1 blanques cavall · c1 blanques alfil · e1 blanques torre · g1 blanques rei | a8 negres torre · c8 negres alfil · f8 negres torre · g8 negres rei · c7 negres peó · f7 negres peó · g7 negres peó · h7 negres peó · a6 negres peó · d6 negres alfil · b5 negres peó · d4 blanques peó · h4 negres dama · b3 blanques alfil · c3 blanques peó · f3 blanques dama · h3 blanques peó · a2 blanques peó · b2 blanques peó · f2 negres cavall · g2 blanques peó · a1 blanques torre · b1 blanques cavall · c1 blanques alfil · e1 blanques torre · g1 blanques rei | a8 negres torre · c8 negres alfil · f8 negres torre · g8 negres rei · c7 negres peó · f7 negres peó · g7 negres peó · h7 negres peó · a6 negres peó · d6 negres alfil · b5 negres peó · d4 blanques peó · h4 negres dama · b3 blanques alfil · c3 blanques peó · f3 blanques dama · h3 blanques peó · a2 blanques peó · b2 blanques peó · f2 negres cavall · g2 blanques peó · a1 blanques torre · b1 blanques cavall · c1 blanques alfil · e1 blanques torre · g1 blanques rei | a8 negres torre · c8 negres alfil · f8 negres torre · g8 negres rei · c7 negres peó · f7 negres peó · g7 negres peó · h7 negres peó · a6 negres peó · d6 negres alfil · b5 negres peó · d4 blanques peó · h4 negres dama · b3 blanques alfil · c3 blanques peó · f3 blanques dama · h3 blanques peó · a2 blanques peó · b2 blanques peó · f2 negres cavall · g2 blanques peó · a1 blanques torre · b1 blanques cavall · c1 blanques alfil · e1 blanques torre · g1 blanques rei | a8 negres torre · c8 negres alfil · f8 negres torre · g8 negres rei · c7 negres peó · f7 negres peó · g7 negres peó · h7 negres peó · a6 negres peó · d6 negres alfil · b5 negres peó · d4 blanques peó · h4 negres dama · b3 blanques alfil · c3 blanques peó · f3 blanques dama · h3 blanques peó · a2 blanques peó · b2 blanques peó · f2 negres cavall · g2 blanques peó · a1 blanques torre · b1 blanques cavall · c1 blanques alfil · e1 blanques torre · g1 blanques rei | a8 negres torre · c8 negres alfil · f8 negres torre · g8 negres rei · c7 negres peó · f7 negres peó · g7 negres peó · h7 negres peó · a6 negres peó · d6 negres alfil · b5 negres peó · d4 blanques peó · h4 negres dama · b3 blanques alfil · c3 blanques peó · f3 blanques dama · h3 blanques peó · a2 blanques peó · b2 blanques peó · f2 negres cavall · g2 blanques peó · a1 blanques torre · b1 blanques cavall · c1 blanques alfil · e1 blanques torre · g1 blanques rei | a8 negres torre · c8 negres alfil · f8 negres torre · g8 negres rei · c7 negres peó · f7 negres peó · g7 negres peó · h7 negres peó · a6 negres peó · d6 negres alfil · b5 negres peó · d4 blanques peó · h4 negres dama · b3 blanques alfil · c3 blanques peó · f3 blanques dama · h3 blanques peó · a2 blanques peó · b2 blanques peó · f2 negres cavall · g2 blanques peó · a1 blanques torre · b1 blanques cavall · c1 blanques alfil · e1 blanques torre · g1 blanques rei | 2 |
| 1 | a8 negres torre · c8 negres alfil · f8 negres torre · g8 negres rei · c7 negres peó · f7 negres peó · g7 negres peó · h7 negres peó · a6 negres peó · d6 negres alfil · b5 negres peó · d4 blanques peó · h4 negres dama · b3 blanques alfil · c3 blanques peó · f3 blanques dama · h3 blanques peó · a2 blanques peó · b2 blanques peó · f2 negres cavall · g2 blanques peó · a1 blanques torre · b1 blanques cavall · c1 blanques alfil · e1 blanques torre · g1 blanques rei | a8 negres torre · c8 negres alfil · f8 negres torre · g8 negres rei · c7 negres peó · f7 negres peó · g7 negres peó · h7 negres peó · a6 negres peó · d6 negres alfil · b5 negres peó · d4 blanques peó · h4 negres dama · b3 blanques alfil · c3 blanques peó · f3 blanques dama · h3 blanques peó · a2 blanques peó · b2 blanques peó · f2 negres cavall · g2 blanques peó · a1 blanques torre · b1 blanques cavall · c1 blanques alfil · e1 blanques torre · g1 blanques rei | a8 negres torre · c8 negres alfil · f8 negres torre · g8 negres rei · c7 negres peó · f7 negres peó · g7 negres peó · h7 negres peó · a6 negres peó · d6 negres alfil · b5 negres peó · d4 blanques peó · h4 negres dama · b3 blanques alfil · c3 blanques peó · f3 blanques dama · h3 blanques peó · a2 blanques peó · b2 blanques peó · f2 negres cavall · g2 blanques peó · a1 blanques torre · b1 blanques cavall · c1 blanques alfil · e1 blanques torre · g1 blanques rei | a8 negres torre · c8 negres alfil · f8 negres torre · g8 negres rei · c7 negres peó · f7 negres peó · g7 negres peó · h7 negres peó · a6 negres peó · d6 negres alfil · b5 negres peó · d4 blanques peó · h4 negres dama · b3 blanques alfil · c3 blanques peó · f3 blanques dama · h3 blanques peó · a2 blanques peó · b2 blanques peó · f2 negres cavall · g2 blanques peó · a1 blanques torre · b1 blanques cavall · c1 blanques alfil · e1 blanques torre · g1 blanques rei | a8 negres torre · c8 negres alfil · f8 negres torre · g8 negres rei · c7 negres peó · f7 negres peó · g7 negres peó · h7 negres peó · a6 negres peó · d6 negres alfil · b5 negres peó · d4 blanques peó · h4 negres dama · b3 blanques alfil · c3 blanques peó · f3 blanques dama · h3 blanques peó · a2 blanques peó · b2 blanques peó · f2 negres cavall · g2 blanques peó · a1 blanques torre · b1 blanques cavall · c1 blanques alfil · e1 blanques torre · g1 blanques rei | a8 negres torre · c8 negres alfil · f8 negres torre · g8 negres rei · c7 negres peó · f7 negres peó · g7 negres peó · h7 negres peó · a6 negres peó · d6 negres alfil · b5 negres peó · d4 blanques peó · h4 negres dama · b3 blanques alfil · c3 blanques peó · f3 blanques dama · h3 blanques peó · a2 blanques peó · b2 blanques peó · f2 negres cavall · g2 blanques peó · a1 blanques torre · b1 blanques cavall · c1 blanques alfil · e1 blanques torre · g1 blanques rei | a8 negres torre · c8 negres alfil · f8 negres torre · g8 negres rei · c7 negres peó · f7 negres peó · g7 negres peó · h7 negres peó · a6 negres peó · d6 negres alfil · b5 negres peó · d4 blanques peó · h4 negres dama · b3 blanques alfil · c3 blanques peó · f3 blanques dama · h3 blanques peó · a2 blanques peó · b2 blanques peó · f2 negres cavall · g2 blanques peó · a1 blanques torre · b1 blanques cavall · c1 blanques alfil · e1 blanques torre · g1 blanques rei | a8 negres torre · c8 negres alfil · f8 negres torre · g8 negres rei · c7 negres peó · f7 negres peó · g7 negres peó · h7 negres peó · a6 negres peó · d6 negres alfil · b5 negres peó · d4 blanques peó · h4 negres dama · b3 blanques alfil · c3 blanques peó · f3 blanques dama · h3 blanques peó · a2 blanques peó · b2 blanques peó · f2 negres cavall · g2 blanques peó · a1 blanques torre · b1 blanques cavall · c1 blanques alfil · e1 blanques torre · g1 blanques rei | 1 |
|   | a | b | c | d | e | f | g | h |   |

L. Steiner-Helling, Berlín 1928, proporciona un altre exemple de zwischenschach (jugada intermèdia amb escacs). Les negres acaben de capturar el peó de f2 amb el cavall. Les blanques respongueren amb 16.Dxf2, esperant l'enfilada 16...Ag3??, que podrien refutar amb 17.Dxf7+! Txf7 18.Te8#. En lloc d'això, les negres feren primer el zwischenschach 16...Ah2+! Ara 17.Rxh2 Dxf2 perd la dama blanca. La partida va continuar 17.Rf1 Ag3! Sense veure el quid de la qüestió, les blanques continuaren cegament amb el seu pla: 18. Dxf7+?? Txf7+ Ara les blanques comprengueren que estan en escac (aquesta fou la clau de 16...Ah2+!), i per això la seva pretesa jugada 19.Te8# és il·legal. La forçada 19.Axf7+ Rxf7 deixaria les negres amb dama per torre, un avantatge material fàcilment guanyador, de manera que les blanques varen abandonar (Horowitz & Reinfeld 1954:178–80) (Golombek 1977:354).

### Kerchev-Karastoichev
|   | a | b | c | d | e | f | g | h |   |
| 8 | a8 negres torre · f8 negres torre · g8 negres rei · a7 negres peó · b7 negres peó · f7 negres peó · g7 negres alfil · h7 negres peó · d6 negres peó · g6 negres dama · d5 negres peó · c4 blanques peó · e4 negres cavall · f4 blanques peó · e3 blanques peó · f3 blanques torre · h3 blanques peó · a2 blanques peó · b2 blanques peó · c2 blanques dama · e2 blanques alfil · h2 blanques rei · a1 blanques torre · e1 blanques alfil | a8 negres torre · f8 negres torre · g8 negres rei · a7 negres peó · b7 negres peó · f7 negres peó · g7 negres alfil · h7 negres peó · d6 negres peó · g6 negres dama · d5 negres peó · c4 blanques peó · e4 negres cavall · f4 blanques peó · e3 blanques peó · f3 blanques torre · h3 blanques peó · a2 blanques peó · b2 blanques peó · c2 blanques dama · e2 blanques alfil · h2 blanques rei · a1 blanques torre · e1 blanques alfil | a8 negres torre · f8 negres torre · g8 negres rei · a7 negres peó · b7 negres peó · f7 negres peó · g7 negres alfil · h7 negres peó · d6 negres peó · g6 negres dama · d5 negres peó · c4 blanques peó · e4 negres cavall · f4 blanques peó · e3 blanques peó · f3 blanques torre · h3 blanques peó · a2 blanques peó · b2 blanques peó · c2 blanques dama · e2 blanques alfil · h2 blanques rei · a1 blanques torre · e1 blanques alfil | a8 negres torre · f8 negres torre · g8 negres rei · a7 negres peó · b7 negres peó · f7 negres peó · g7 negres alfil · h7 negres peó · d6 negres peó · g6 negres dama · d5 negres peó · c4 blanques peó · e4 negres cavall · f4 blanques peó · e3 blanques peó · f3 blanques torre · h3 blanques peó · a2 blanques peó · b2 blanques peó · c2 blanques dama · e2 blanques alfil · h2 blanques rei · a1 blanques torre · e1 blanques alfil | a8 negres torre · f8 negres torre · g8 negres rei · a7 negres peó · b7 negres peó · f7 negres peó · g7 negres alfil · h7 negres peó · d6 negres peó · g6 negres dama · d5 negres peó · c4 blanques peó · e4 negres cavall · f4 blanques peó · e3 blanques peó · f3 blanques torre · h3 blanques peó · a2 blanques peó · b2 blanques peó · c2 blanques dama · e2 blanques alfil · h2 blanques rei · a1 blanques torre · e1 blanques alfil | a8 negres torre · f8 negres torre · g8 negres rei · a7 negres peó · b7 negres peó · f7 negres peó · g7 negres alfil · h7 negres peó · d6 negres peó · g6 negres dama · d5 negres peó · c4 blanques peó · e4 negres cavall · f4 blanques peó · e3 blanques peó · f3 blanques torre · h3 blanques peó · a2 blanques peó · b2 blanques peó · c2 blanques dama · e2 blanques alfil · h2 blanques rei · a1 blanques torre · e1 blanques alfil | a8 negres torre · f8 negres torre · g8 negres rei · a7 negres peó · b7 negres peó · f7 negres peó · g7 negres alfil · h7 negres peó · d6 negres peó · g6 negres dama · d5 negres peó · c4 blanques peó · e4 negres cavall · f4 blanques peó · e3 blanques peó · f3 blanques torre · h3 blanques peó · a2 blanques peó · b2 blanques peó · c2 blanques dama · e2 blanques alfil · h2 blanques rei · a1 blanques torre · e1 blanques alfil | a8 negres torre · f8 negres torre · g8 negres rei · a7 negres peó · b7 negres peó · f7 negres peó · g7 negres alfil · h7 negres peó · d6 negres peó · g6 negres dama · d5 negres peó · c4 blanques peó · e4 negres cavall · f4 blanques peó · e3 blanques peó · f3 blanques torre · h3 blanques peó · a2 blanques peó · b2 blanques peó · c2 blanques dama · e2 blanques alfil · h2 blanques rei · a1 blanques torre · e1 blanques alfil | 8 |
| 7 | a8 negres torre · f8 negres torre · g8 negres rei · a7 negres peó · b7 negres peó · f7 negres peó · g7 negres alfil · h7 negres peó · d6 negres peó · g6 negres dama · d5 negres peó · c4 blanques peó · e4 negres cavall · f4 blanques peó · e3 blanques peó · f3 blanques torre · h3 blanques peó · a2 blanques peó · b2 blanques peó · c2 blanques dama · e2 blanques alfil · h2 blanques rei · a1 blanques torre · e1 blanques alfil | a8 negres torre · f8 negres torre · g8 negres rei · a7 negres peó · b7 negres peó · f7 negres peó · g7 negres alfil · h7 negres peó · d6 negres peó · g6 negres dama · d5 negres peó · c4 blanques peó · e4 negres cavall · f4 blanques peó · e3 blanques peó · f3 blanques torre · h3 blanques peó · a2 blanques peó · b2 blanques peó · c2 blanques dama · e2 blanques alfil · h2 blanques rei · a1 blanques torre · e1 blanques alfil | a8 negres torre · f8 negres torre · g8 negres rei · a7 negres peó · b7 negres peó · f7 negres peó · g7 negres alfil · h7 negres peó · d6 negres peó · g6 negres dama · d5 negres peó · c4 blanques peó · e4 negres cavall · f4 blanques peó · e3 blanques peó · f3 blanques torre · h3 blanques peó · a2 blanques peó · b2 blanques peó · c2 blanques dama · e2 blanques alfil · h2 blanques rei · a1 blanques torre · e1 blanques alfil | a8 negres torre · f8 negres torre · g8 negres rei · a7 negres peó · b7 negres peó · f7 negres peó · g7 negres alfil · h7 negres peó · d6 negres peó · g6 negres dama · d5 negres peó · c4 blanques peó · e4 negres cavall · f4 blanques peó · e3 blanques peó · f3 blanques torre · h3 blanques peó · a2 blanques peó · b2 blanques peó · c2 blanques dama · e2 blanques alfil · h2 blanques rei · a1 blanques torre · e1 blanques alfil | a8 negres torre · f8 negres torre · g8 negres rei · a7 negres peó · b7 negres peó · f7 negres peó · g7 negres alfil · h7 negres peó · d6 negres peó · g6 negres dama · d5 negres peó · c4 blanques peó · e4 negres cavall · f4 blanques peó · e3 blanques peó · f3 blanques torre · h3 blanques peó · a2 blanques peó · b2 blanques peó · c2 blanques dama · e2 blanques alfil · h2 blanques rei · a1 blanques torre · e1 blanques alfil | a8 negres torre · f8 negres torre · g8 negres rei · a7 negres peó · b7 negres peó · f7 negres peó · g7 negres alfil · h7 negres peó · d6 negres peó · g6 negres dama · d5 negres peó · c4 blanques peó · e4 negres cavall · f4 blanques peó · e3 blanques peó · f3 blanques torre · h3 blanques peó · a2 blanques peó · b2 blanques peó · c2 blanques dama · e2 blanques alfil · h2 blanques rei · a1 blanques torre · e1 blanques alfil | a8 negres torre · f8 negres torre · g8 negres rei · a7 negres peó · b7 negres peó · f7 negres peó · g7 negres alfil · h7 negres peó · d6 negres peó · g6 negres dama · d5 negres peó · c4 blanques peó · e4 negres cavall · f4 blanques peó · e3 blanques peó · f3 blanques torre · h3 blanques peó · a2 blanques peó · b2 blanques peó · c2 blanques dama · e2 blanques alfil · h2 blanques rei · a1 blanques torre · e1 blanques alfil | a8 negres torre · f8 negres torre · g8 negres rei · a7 negres peó · b7 negres peó · f7 negres peó · g7 negres alfil · h7 negres peó · d6 negres peó · g6 negres dama · d5 negres peó · c4 blanques peó · e4 negres cavall · f4 blanques peó · e3 blanques peó · f3 blanques torre · h3 blanques peó · a2 blanques peó · b2 blanques peó · c2 blanques dama · e2 blanques alfil · h2 blanques rei · a1 blanques torre · e1 blanques alfil | 7 |
| 6 | a8 negres torre · f8 negres torre · g8 negres rei · a7 negres peó · b7 negres peó · f7 negres peó · g7 negres alfil · h7 negres peó · d6 negres peó · g6 negres dama · d5 negres peó · c4 blanques peó · e4 negres cavall · f4 blanques peó · e3 blanques peó · f3 blanques torre · h3 blanques peó · a2 blanques peó · b2 blanques peó · c2 blanques dama · e2 blanques alfil · h2 blanques rei · a1 blanques torre · e1 blanques alfil | a8 negres torre · f8 negres torre · g8 negres rei · a7 negres peó · b7 negres peó · f7 negres peó · g7 negres alfil · h7 negres peó · d6 negres peó · g6 negres dama · d5 negres peó · c4 blanques peó · e4 negres cavall · f4 blanques peó · e3 blanques peó · f3 blanques torre · h3 blanques peó · a2 blanques peó · b2 blanques peó · c2 blanques dama · e2 blanques alfil · h2 blanques rei · a1 blanques torre · e1 blanques alfil | a8 negres torre · f8 negres torre · g8 negres rei · a7 negres peó · b7 negres peó · f7 negres peó · g7 negres alfil · h7 negres peó · d6 negres peó · g6 negres dama · d5 negres peó · c4 blanques peó · e4 negres cavall · f4 blanques peó · e3 blanques peó · f3 blanques torre · h3 blanques peó · a2 blanques peó · b2 blanques peó · c2 blanques dama · e2 blanques alfil · h2 blanques rei · a1 blanques torre · e1 blanques alfil | a8 negres torre · f8 negres torre · g8 negres rei · a7 negres peó · b7 negres peó · f7 negres peó · g7 negres alfil · h7 negres peó · d6 negres peó · g6 negres dama · d5 negres peó · c4 blanques peó · e4 negres cavall · f4 blanques peó · e3 blanques peó · f3 blanques torre · h3 blanques peó · a2 blanques peó · b2 blanques peó · c2 blanques dama · e2 blanques alfil · h2 blanques rei · a1 blanques torre · e1 blanques alfil | a8 negres torre · f8 negres torre · g8 negres rei · a7 negres peó · b7 negres peó · f7 negres peó · g7 negres alfil · h7 negres peó · d6 negres peó · g6 negres dama · d5 negres peó · c4 blanques peó · e4 negres cavall · f4 blanques peó · e3 blanques peó · f3 blanques torre · h3 blanques peó · a2 blanques peó · b2 blanques peó · c2 blanques dama · e2 blanques alfil · h2 blanques rei · a1 blanques torre · e1 blanques alfil | a8 negres torre · f8 negres torre · g8 negres rei · a7 negres peó · b7 negres peó · f7 negres peó · g7 negres alfil · h7 negres peó · d6 negres peó · g6 negres dama · d5 negres peó · c4 blanques peó · e4 negres cavall · f4 blanques peó · e3 blanques peó · f3 blanques torre · h3 blanques peó · a2 blanques peó · b2 blanques peó · c2 blanques dama · e2 blanques alfil · h2 blanques rei · a1 blanques torre · e1 blanques alfil | a8 negres torre · f8 negres torre · g8 negres rei · a7 negres peó · b7 negres peó · f7 negres peó · g7 negres alfil · h7 negres peó · d6 negres peó · g6 negres dama · d5 negres peó · c4 blanques peó · e4 negres cavall · f4 blanques peó · e3 blanques peó · f3 blanques torre · h3 blanques peó · a2 blanques peó · b2 blanques peó · c2 blanques dama · e2 blanques alfil · h2 blanques rei · a1 blanques torre · e1 blanques alfil | a8 negres torre · f8 negres torre · g8 negres rei · a7 negres peó · b7 negres peó · f7 negres peó · g7 negres alfil · h7 negres peó · d6 negres peó · g6 negres dama · d5 negres peó · c4 blanques peó · e4 negres cavall · f4 blanques peó · e3 blanques peó · f3 blanques torre · h3 blanques peó · a2 blanques peó · b2 blanques peó · c2 blanques dama · e2 blanques alfil · h2 blanques rei · a1 blanques torre · e1 blanques alfil | 6 |
| 5 | a8 negres torre · f8 negres torre · g8 negres rei · a7 negres peó · b7 negres peó · f7 negres peó · g7 negres alfil · h7 negres peó · d6 negres peó · g6 negres dama · d5 negres peó · c4 blanques peó · e4 negres cavall · f4 blanques peó · e3 blanques peó · f3 blanques torre · h3 blanques peó · a2 blanques peó · b2 blanques peó · c2 blanques dama · e2 blanques alfil · h2 blanques rei · a1 blanques torre · e1 blanques alfil | a8 negres torre · f8 negres torre · g8 negres rei · a7 negres peó · b7 negres peó · f7 negres peó · g7 negres alfil · h7 negres peó · d6 negres peó · g6 negres dama · d5 negres peó · c4 blanques peó · e4 negres cavall · f4 blanques peó · e3 blanques peó · f3 blanques torre · h3 blanques peó · a2 blanques peó · b2 blanques peó · c2 blanques dama · e2 blanques alfil · h2 blanques rei · a1 blanques torre · e1 blanques alfil | a8 negres torre · f8 negres torre · g8 negres rei · a7 negres peó · b7 negres peó · f7 negres peó · g7 negres alfil · h7 negres peó · d6 negres peó · g6 negres dama · d5 negres peó · c4 blanques peó · e4 negres cavall · f4 blanques peó · e3 blanques peó · f3 blanques torre · h3 blanques peó · a2 blanques peó · b2 blanques peó · c2 blanques dama · e2 blanques alfil · h2 blanques rei · a1 blanques torre · e1 blanques alfil | a8 negres torre · f8 negres torre · g8 negres rei · a7 negres peó · b7 negres peó · f7 negres peó · g7 negres alfil · h7 negres peó · d6 negres peó · g6 negres dama · d5 negres peó · c4 blanques peó · e4 negres cavall · f4 blanques peó · e3 blanques peó · f3 blanques torre · h3 blanques peó · a2 blanques peó · b2 blanques peó · c2 blanques dama · e2 blanques alfil · h2 blanques rei · a1 blanques torre · e1 blanques alfil | a8 negres torre · f8 negres torre · g8 negres rei · a7 negres peó · b7 negres peó · f7 negres peó · g7 negres alfil · h7 negres peó · d6 negres peó · g6 negres dama · d5 negres peó · c4 blanques peó · e4 negres cavall · f4 blanques peó · e3 blanques peó · f3 blanques torre · h3 blanques peó · a2 blanques peó · b2 blanques peó · c2 blanques dama · e2 blanques alfil · h2 blanques rei · a1 blanques torre · e1 blanques alfil | a8 negres torre · f8 negres torre · g8 negres rei · a7 negres peó · b7 negres peó · f7 negres peó · g7 negres alfil · h7 negres peó · d6 negres peó · g6 negres dama · d5 negres peó · c4 blanques peó · e4 negres cavall · f4 blanques peó · e3 blanques peó · f3 blanques torre · h3 blanques peó · a2 blanques peó · b2 blanques peó · c2 blanques dama · e2 blanques alfil · h2 blanques rei · a1 blanques torre · e1 blanques alfil | a8 negres torre · f8 negres torre · g8 negres rei · a7 negres peó · b7 negres peó · f7 negres peó · g7 negres alfil · h7 negres peó · d6 negres peó · g6 negres dama · d5 negres peó · c4 blanques peó · e4 negres cavall · f4 blanques peó · e3 blanques peó · f3 blanques torre · h3 blanques peó · a2 blanques peó · b2 blanques peó · c2 blanques dama · e2 blanques alfil · h2 blanques rei · a1 blanques torre · e1 blanques alfil | a8 negres torre · f8 negres torre · g8 negres rei · a7 negres peó · b7 negres peó · f7 negres peó · g7 negres alfil · h7 negres peó · d6 negres peó · g6 negres dama · d5 negres peó · c4 blanques peó · e4 negres cavall · f4 blanques peó · e3 blanques peó · f3 blanques torre · h3 blanques peó · a2 blanques peó · b2 blanques peó · c2 blanques dama · e2 blanques alfil · h2 blanques rei · a1 blanques torre · e1 blanques alfil | 5 |
| 4 | a8 negres torre · f8 negres torre · g8 negres rei · a7 negres peó · b7 negres peó · f7 negres peó · g7 negres alfil · h7 negres peó · d6 negres peó · g6 negres dama · d5 negres peó · c4 blanques peó · e4 negres cavall · f4 blanques peó · e3 blanques peó · f3 blanques torre · h3 blanques peó · a2 blanques peó · b2 blanques peó · c2 blanques dama · e2 blanques alfil · h2 blanques rei · a1 blanques torre · e1 blanques alfil | a8 negres torre · f8 negres torre · g8 negres rei · a7 negres peó · b7 negres peó · f7 negres peó · g7 negres alfil · h7 negres peó · d6 negres peó · g6 negres dama · d5 negres peó · c4 blanques peó · e4 negres cavall · f4 blanques peó · e3 blanques peó · f3 blanques torre · h3 blanques peó · a2 blanques peó · b2 blanques peó · c2 blanques dama · e2 blanques alfil · h2 blanques rei · a1 blanques torre · e1 blanques alfil | a8 negres torre · f8 negres torre · g8 negres rei · a7 negres peó · b7 negres peó · f7 negres peó · g7 negres alfil · h7 negres peó · d6 negres peó · g6 negres dama · d5 negres peó · c4 blanques peó · e4 negres cavall · f4 blanques peó · e3 blanques peó · f3 blanques torre · h3 blanques peó · a2 blanques peó · b2 blanques peó · c2 blanques dama · e2 blanques alfil · h2 blanques rei · a1 blanques torre · e1 blanques alfil | a8 negres torre · f8 negres torre · g8 negres rei · a7 negres peó · b7 negres peó · f7 negres peó · g7 negres alfil · h7 negres peó · d6 negres peó · g6 negres dama · d5 negres peó · c4 blanques peó · e4 negres cavall · f4 blanques peó · e3 blanques peó · f3 blanques torre · h3 blanques peó · a2 blanques peó · b2 blanques peó · c2 blanques dama · e2 blanques alfil · h2 blanques rei · a1 blanques torre · e1 blanques alfil | a8 negres torre · f8 negres torre · g8 negres rei · a7 negres peó · b7 negres peó · f7 negres peó · g7 negres alfil · h7 negres peó · d6 negres peó · g6 negres dama · d5 negres peó · c4 blanques peó · e4 negres cavall · f4 blanques peó · e3 blanques peó · f3 blanques torre · h3 blanques peó · a2 blanques peó · b2 blanques peó · c2 blanques dama · e2 blanques alfil · h2 blanques rei · a1 blanques torre · e1 blanques alfil | a8 negres torre · f8 negres torre · g8 negres rei · a7 negres peó · b7 negres peó · f7 negres peó · g7 negres alfil · h7 negres peó · d6 negres peó · g6 negres dama · d5 negres peó · c4 blanques peó · e4 negres cavall · f4 blanques peó · e3 blanques peó · f3 blanques torre · h3 blanques peó · a2 blanques peó · b2 blanques peó · c2 blanques dama · e2 blanques alfil · h2 blanques rei · a1 blanques torre · e1 blanques alfil | a8 negres torre · f8 negres torre · g8 negres rei · a7 negres peó · b7 negres peó · f7 negres peó · g7 negres alfil · h7 negres peó · d6 negres peó · g6 negres dama · d5 negres peó · c4 blanques peó · e4 negres cavall · f4 blanques peó · e3 blanques peó · f3 blanques torre · h3 blanques peó · a2 blanques peó · b2 blanques peó · c2 blanques dama · e2 blanques alfil · h2 blanques rei · a1 blanques torre · e1 blanques alfil | a8 negres torre · f8 negres torre · g8 negres rei · a7 negres peó · b7 negres peó · f7 negres peó · g7 negres alfil · h7 negres peó · d6 negres peó · g6 negres dama · d5 negres peó · c4 blanques peó · e4 negres cavall · f4 blanques peó · e3 blanques peó · f3 blanques torre · h3 blanques peó · a2 blanques peó · b2 blanques peó · c2 blanques dama · e2 blanques alfil · h2 blanques rei · a1 blanques torre · e1 blanques alfil | 4 |
| 3 | a8 negres torre · f8 negres torre · g8 negres rei · a7 negres peó · b7 negres peó · f7 negres peó · g7 negres alfil · h7 negres peó · d6 negres peó · g6 negres dama · d5 negres peó · c4 blanques peó · e4 negres cavall · f4 blanques peó · e3 blanques peó · f3 blanques torre · h3 blanques peó · a2 blanques peó · b2 blanques peó · c2 blanques dama · e2 blanques alfil · h2 blanques rei · a1 blanques torre · e1 blanques alfil | a8 negres torre · f8 negres torre · g8 negres rei · a7 negres peó · b7 negres peó · f7 negres peó · g7 negres alfil · h7 negres peó · d6 negres peó · g6 negres dama · d5 negres peó · c4 blanques peó · e4 negres cavall · f4 blanques peó · e3 blanques peó · f3 blanques torre · h3 blanques peó · a2 blanques peó · b2 blanques peó · c2 blanques dama · e2 blanques alfil · h2 blanques rei · a1 blanques torre · e1 blanques alfil | a8 negres torre · f8 negres torre · g8 negres rei · a7 negres peó · b7 negres peó · f7 negres peó · g7 negres alfil · h7 negres peó · d6 negres peó · g6 negres dama · d5 negres peó · c4 blanques peó · e4 negres cavall · f4 blanques peó · e3 blanques peó · f3 blanques torre · h3 blanques peó · a2 blanques peó · b2 blanques peó · c2 blanques dama · e2 blanques alfil · h2 blanques rei · a1 blanques torre · e1 blanques alfil | a8 negres torre · f8 negres torre · g8 negres rei · a7 negres peó · b7 negres peó · f7 negres peó · g7 negres alfil · h7 negres peó · d6 negres peó · g6 negres dama · d5 negres peó · c4 blanques peó · e4 negres cavall · f4 blanques peó · e3 blanques peó · f3 blanques torre · h3 blanques peó · a2 blanques peó · b2 blanques peó · c2 blanques dama · e2 blanques alfil · h2 blanques rei · a1 blanques torre · e1 blanques alfil | a8 negres torre · f8 negres torre · g8 negres rei · a7 negres peó · b7 negres peó · f7 negres peó · g7 negres alfil · h7 negres peó · d6 negres peó · g6 negres dama · d5 negres peó · c4 blanques peó · e4 negres cavall · f4 blanques peó · e3 blanques peó · f3 blanques torre · h3 blanques peó · a2 blanques peó · b2 blanques peó · c2 blanques dama · e2 blanques alfil · h2 blanques rei · a1 blanques torre · e1 blanques alfil | a8 negres torre · f8 negres torre · g8 negres rei · a7 negres peó · b7 negres peó · f7 negres peó · g7 negres alfil · h7 negres peó · d6 negres peó · g6 negres dama · d5 negres peó · c4 blanques peó · e4 negres cavall · f4 blanques peó · e3 blanques peó · f3 blanques torre · h3 blanques peó · a2 blanques peó · b2 blanques peó · c2 blanques dama · e2 blanques alfil · h2 blanques rei · a1 blanques torre · e1 blanques alfil | a8 negres torre · f8 negres torre · g8 negres rei · a7 negres peó · b7 negres peó · f7 negres peó · g7 negres alfil · h7 negres peó · d6 negres peó · g6 negres dama · d5 negres peó · c4 blanques peó · e4 negres cavall · f4 blanques peó · e3 blanques peó · f3 blanques torre · h3 blanques peó · a2 blanques peó · b2 blanques peó · c2 blanques dama · e2 blanques alfil · h2 blanques rei · a1 blanques torre · e1 blanques alfil | a8 negres torre · f8 negres torre · g8 negres rei · a7 negres peó · b7 negres peó · f7 negres peó · g7 negres alfil · h7 negres peó · d6 negres peó · g6 negres dama · d5 negres peó · c4 blanques peó · e4 negres cavall · f4 blanques peó · e3 blanques peó · f3 blanques torre · h3 blanques peó · a2 blanques peó · b2 blanques peó · c2 blanques dama · e2 blanques alfil · h2 blanques rei · a1 blanques torre · e1 blanques alfil | 3 |
| 2 | a8 negres torre · f8 negres torre · g8 negres rei · a7 negres peó · b7 negres peó · f7 negres peó · g7 negres alfil · h7 negres peó · d6 negres peó · g6 negres dama · d5 negres peó · c4 blanques peó · e4 negres cavall · f4 blanques peó · e3 blanques peó · f3 blanques torre · h3 blanques peó · a2 blanques peó · b2 blanques peó · c2 blanques dama · e2 blanques alfil · h2 blanques rei · a1 blanques torre · e1 blanques alfil | a8 negres torre · f8 negres torre · g8 negres rei · a7 negres peó · b7 negres peó · f7 negres peó · g7 negres alfil · h7 negres peó · d6 negres peó · g6 negres dama · d5 negres peó · c4 blanques peó · e4 negres cavall · f4 blanques peó · e3 blanques peó · f3 blanques torre · h3 blanques peó · a2 blanques peó · b2 blanques peó · c2 blanques dama · e2 blanques alfil · h2 blanques rei · a1 blanques torre · e1 blanques alfil | a8 negres torre · f8 negres torre · g8 negres rei · a7 negres peó · b7 negres peó · f7 negres peó · g7 negres alfil · h7 negres peó · d6 negres peó · g6 negres dama · d5 negres peó · c4 blanques peó · e4 negres cavall · f4 blanques peó · e3 blanques peó · f3 blanques torre · h3 blanques peó · a2 blanques peó · b2 blanques peó · c2 blanques dama · e2 blanques alfil · h2 blanques rei · a1 blanques torre · e1 blanques alfil | a8 negres torre · f8 negres torre · g8 negres rei · a7 negres peó · b7 negres peó · f7 negres peó · g7 negres alfil · h7 negres peó · d6 negres peó · g6 negres dama · d5 negres peó · c4 blanques peó · e4 negres cavall · f4 blanques peó · e3 blanques peó · f3 blanques torre · h3 blanques peó · a2 blanques peó · b2 blanques peó · c2 blanques dama · e2 blanques alfil · h2 blanques rei · a1 blanques torre · e1 blanques alfil | a8 negres torre · f8 negres torre · g8 negres rei · a7 negres peó · b7 negres peó · f7 negres peó · g7 negres alfil · h7 negres peó · d6 negres peó · g6 negres dama · d5 negres peó · c4 blanques peó · e4 negres cavall · f4 blanques peó · e3 blanques peó · f3 blanques torre · h3 blanques peó · a2 blanques peó · b2 blanques peó · c2 blanques dama · e2 blanques alfil · h2 blanques rei · a1 blanques torre · e1 blanques alfil | a8 negres torre · f8 negres torre · g8 negres rei · a7 negres peó · b7 negres peó · f7 negres peó · g7 negres alfil · h7 negres peó · d6 negres peó · g6 negres dama · d5 negres peó · c4 blanques peó · e4 negres cavall · f4 blanques peó · e3 blanques peó · f3 blanques torre · h3 blanques peó · a2 blanques peó · b2 blanques peó · c2 blanques dama · e2 blanques alfil · h2 blanques rei · a1 blanques torre · e1 blanques alfil | a8 negres torre · f8 negres torre · g8 negres rei · a7 negres peó · b7 negres peó · f7 negres peó · g7 negres alfil · h7 negres peó · d6 negres peó · g6 negres dama · d5 negres peó · c4 blanques peó · e4 negres cavall · f4 blanques peó · e3 blanques peó · f3 blanques torre · h3 blanques peó · a2 blanques peó · b2 blanques peó · c2 blanques dama · e2 blanques alfil · h2 blanques rei · a1 blanques torre · e1 blanques alfil | a8 negres torre · f8 negres torre · g8 negres rei · a7 negres peó · b7 negres peó · f7 negres peó · g7 negres alfil · h7 negres peó · d6 negres peó · g6 negres dama · d5 negres peó · c4 blanques peó · e4 negres cavall · f4 blanques peó · e3 blanques peó · f3 blanques torre · h3 blanques peó · a2 blanques peó · b2 blanques peó · c2 blanques dama · e2 blanques alfil · h2 blanques rei · a1 blanques torre · e1 blanques alfil | 2 |
| 1 | a8 negres torre · f8 negres torre · g8 negres rei · a7 negres peó · b7 negres peó · f7 negres peó · g7 negres alfil · h7 negres peó · d6 negres peó · g6 negres dama · d5 negres peó · c4 blanques peó · e4 negres cavall · f4 blanques peó · e3 blanques peó · f3 blanques torre · h3 blanques peó · a2 blanques peó · b2 blanques peó · c2 blanques dama · e2 blanques alfil · h2 blanques rei · a1 blanques torre · e1 blanques alfil | a8 negres torre · f8 negres torre · g8 negres rei · a7 negres peó · b7 negres peó · f7 negres peó · g7 negres alfil · h7 negres peó · d6 negres peó · g6 negres dama · d5 negres peó · c4 blanques peó · e4 negres cavall · f4 blanques peó · e3 blanques peó · f3 blanques torre · h3 blanques peó · a2 blanques peó · b2 blanques peó · c2 blanques dama · e2 blanques alfil · h2 blanques rei · a1 blanques torre · e1 blanques alfil | a8 negres torre · f8 negres torre · g8 negres rei · a7 negres peó · b7 negres peó · f7 negres peó · g7 negres alfil · h7 negres peó · d6 negres peó · g6 negres dama · d5 negres peó · c4 blanques peó · e4 negres cavall · f4 blanques peó · e3 blanques peó · f3 blanques torre · h3 blanques peó · a2 blanques peó · b2 blanques peó · c2 blanques dama · e2 blanques alfil · h2 blanques rei · a1 blanques torre · e1 blanques alfil | a8 negres torre · f8 negres torre · g8 negres rei · a7 negres peó · b7 negres peó · f7 negres peó · g7 negres alfil · h7 negres peó · d6 negres peó · g6 negres dama · d5 negres peó · c4 blanques peó · e4 negres cavall · f4 blanques peó · e3 blanques peó · f3 blanques torre · h3 blanques peó · a2 blanques peó · b2 blanques peó · c2 blanques dama · e2 blanques alfil · h2 blanques rei · a1 blanques torre · e1 blanques alfil | a8 negres torre · f8 negres torre · g8 negres rei · a7 negres peó · b7 negres peó · f7 negres peó · g7 negres alfil · h7 negres peó · d6 negres peó · g6 negres dama · d5 negres peó · c4 blanques peó · e4 negres cavall · f4 blanques peó · e3 blanques peó · f3 blanques torre · h3 blanques peó · a2 blanques peó · b2 blanques peó · c2 blanques dama · e2 blanques alfil · h2 blanques rei · a1 blanques torre · e1 blanques alfil | a8 negres torre · f8 negres torre · g8 negres rei · a7 negres peó · b7 negres peó · f7 negres peó · g7 negres alfil · h7 negres peó · d6 negres peó · g6 negres dama · d5 negres peó · c4 blanques peó · e4 negres cavall · f4 blanques peó · e3 blanques peó · f3 blanques torre · h3 blanques peó · a2 blanques peó · b2 blanques peó · c2 blanques dama · e2 blanques alfil · h2 blanques rei · a1 blanques torre · e1 blanques alfil | a8 negres torre · f8 negres torre · g8 negres rei · a7 negres peó · b7 negres peó · f7 negres peó · g7 negres alfil · h7 negres peó · d6 negres peó · g6 negres dama · d5 negres peó · c4 blanques peó · e4 negres cavall · f4 blanques peó · e3 blanques peó · f3 blanques torre · h3 blanques peó · a2 blanques peó · b2 blanques peó · c2 blanques dama · e2 blanques alfil · h2 blanques rei · a1 blanques torre · e1 blanques alfil | a8 negres torre · f8 negres torre · g8 negres rei · a7 negres peó · b7 negres peó · f7 negres peó · g7 negres alfil · h7 negres peó · d6 negres peó · g6 negres dama · d5 negres peó · c4 blanques peó · e4 negres cavall · f4 blanques peó · e3 blanques peó · f3 blanques torre · h3 blanques peó · a2 blanques peó · b2 blanques peó · c2 blanques dama · e2 blanques alfil · h2 blanques rei · a1 blanques torre · e1 blanques alfil | 1 |
|   | a | b | c | d | e | f | g | h |   |

A la partida entre Zlatozar Kerchev i Emil Stefanov Karastoichev, les negres van fer
1... Cg5
desvelant un atac a la dama. Les blanques contestaren:
2. Dxg6
(Si les blanques mouen la dama a qualsevol altra casella, el cavall negre captura la torre blanca de f3, guanyant la qualitat.) En lloc de capturar la dama immediatament, les negres van jugar
2... Cxf3+
i les blanques estan obligades a desfer-se de l'escac. Després de
3. Axf3 hxg6
Les negres guanyaren la qualitat (Burgess 2000:47).